# Гродненский зоопарк
Гродненский зоопарк (Гродненский зоологический парк) — первый, крупнейший по коллекции и долгое время единственный зоопарк в Белоруссии. Годом основания считается 1927, когда в ботаническом саду мужской гимназии открылся зоологический отдел. На 2011 год зоопарк насчитывал более 4 тысяч животных 373 видов. Зоопарк расположен в Ленинском районе города Гродно возле железнодорожного вокзала и занимает площадь в 5,35 га. В 2016 году зоопарк посетило 177 тыс. человек.

## История зоопарка
Ян Юзефович Кохановский — инициатор создания зоопарка. Родился в Гродно, окончил местную гимназию. Получил высшее образование по специальности «инженер-агроном». Преподавал природоведение в гимназии, где также заведовал кабинетом природы. Являлся членом общества любителей природы, совета музея природы, руководителем биологического сада. Перед Великой Отечественной войной был арестован НКВД по обвинению в антисоветской деятельности, провёл в тюрьме около года.
Во время войны отказался от эвакуации и остался в городе. В 1942 году, за убийство местными партизанами немецкого врача, был арестован гестапо и в качестве заложника посажен в тюрьму вместе с другими представителями интеллигенции. Когда его друг, отец шестерых детей Юзеф Вевюрский был приговорён к расстрелу, предложил свою жизнь взамен на его свободу. Был расстрелян в июне 1942 года.

### Создание зоопарка
История Гродненского зоопарка началась с группы энтузиастов из Общества любителей природы во главе с Яном Кохановским — преподавателем биологии в мужской гимназии им. Адама Мицкевича. По его инициативе в 1926 году, или 20 сентября 1925 на благотворительные средства в парке (теперь парк им. Жилибера) для учебных целей был создан ботанический сад. К учебному году 1927—1928 к саду был добавлен среди прочих отделов зоологический, образованный переездом гимназийского зооуголка. Первоначально в нём содержалось 17 видов животных. Первым обитателем сада считается обыкновенный бобр чёрного окраса: за ним в Лунно ездил сам Кохановский, откуда пришла телеграмма о раненном животном.

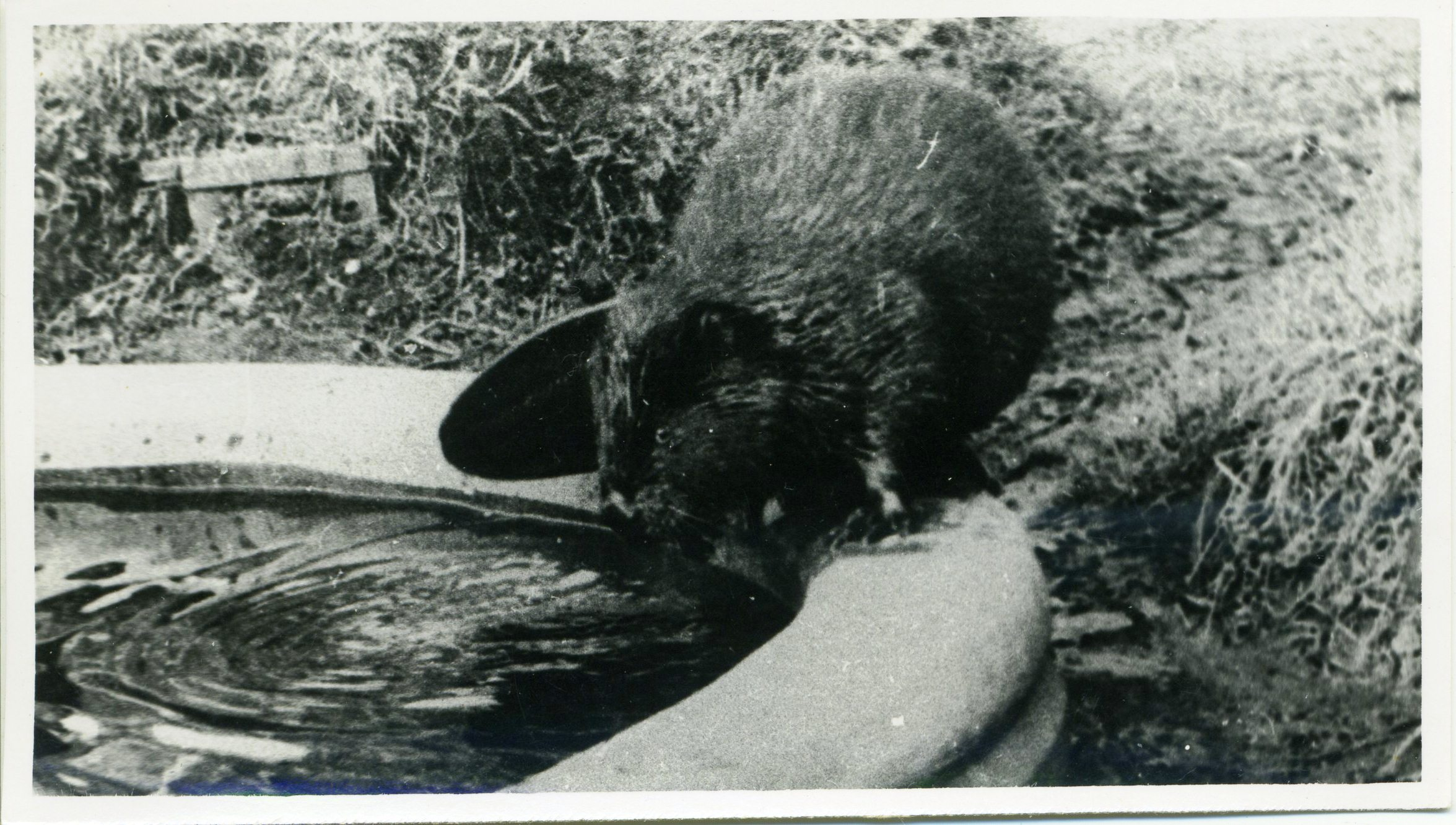
Чёрный бобр, который считается первым экземпляром зоопарка

После расширения сад начал зваться биологическим, с учебными и познавательными целями его посещали уже не только гимназисты, но и учащиеся остальных гродненских образовательных учреждений. По данным одного календаря на 1930 год в зоопарке к тому времени содержались в основном животные местной фауны: три лисы, пара кабанов, шесть сов, волк, четыре зайца, хорьки, дикая утка, южноафриканская черепаха и серна по кличке Бася. Количество экспонатов в отделе росло, для них не хватало ни площади, ни помещений. В связи с этим Ян Кохановский вместе с другими любителями природы добились от городского управления переноса зоологического отдела на заброшенный городской велотрек по улице Станиславовской (иначе Станиславского), теперь ул. Яна Кохановского. Это место было лучшим не только с точки зрения большей площади — рядом протекала река Городничанка. После соответствующих ремонтно-строительных работ 7 сентября 1930 г. (или 7 сентября 1929 г.) состоялся переезд зоологического отдела из парка на новое место. Эта территория принадлежит зоопарку и сейчас. Около 1935 года в связи с материальными трудностями сад был преобразован в зоологический парк, который принимал уже не только учащихся, а всех желающих за входную плату. Руководителем был назначен полковник в отставке Адамович.

### Развитие зоопарка
К 1936 году зоопарк насчитывал около 400 особей различных видов, в том числе леопард, лев, зубр. Содержание зоопарка осуществлялась за счёт благотворительности, с помощью Общества любителей природы и с участием городского магистрата. Осенью 1937 года городом у князей Друцких-Любецких был выкуплен для зоопарка участок площадью 0,4 га. В 1939 году с объединением Западной Белоруссии и БССР зоопарк перешёл на содержание государства. Коллекция продолжала увеличиваться, доукомплектовываться, и к 1941 году Гродненский зоопарк стал одним из центров культурной и научно-просветительной жизни города.

Довоенные фотографии зоопарка
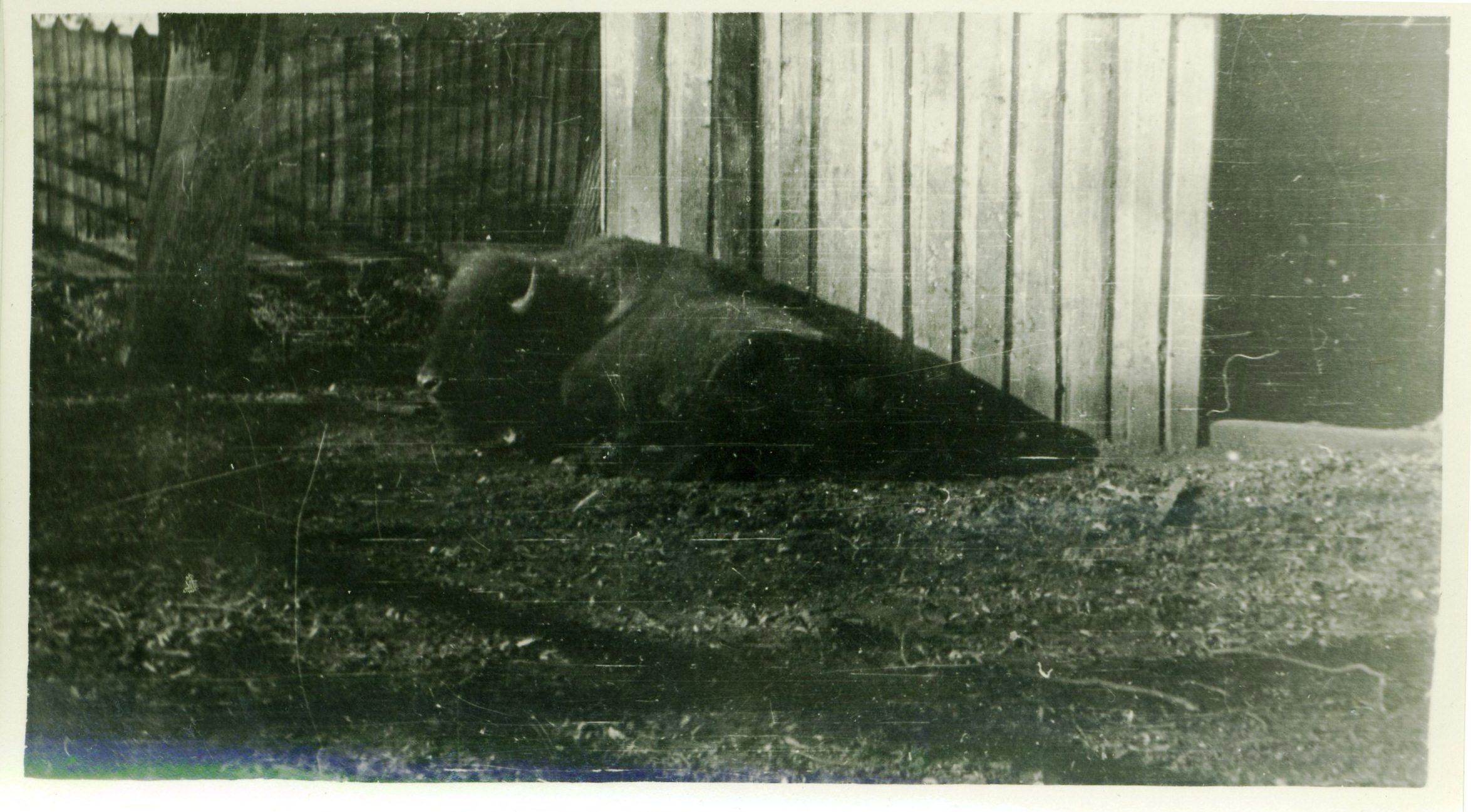
Зубр
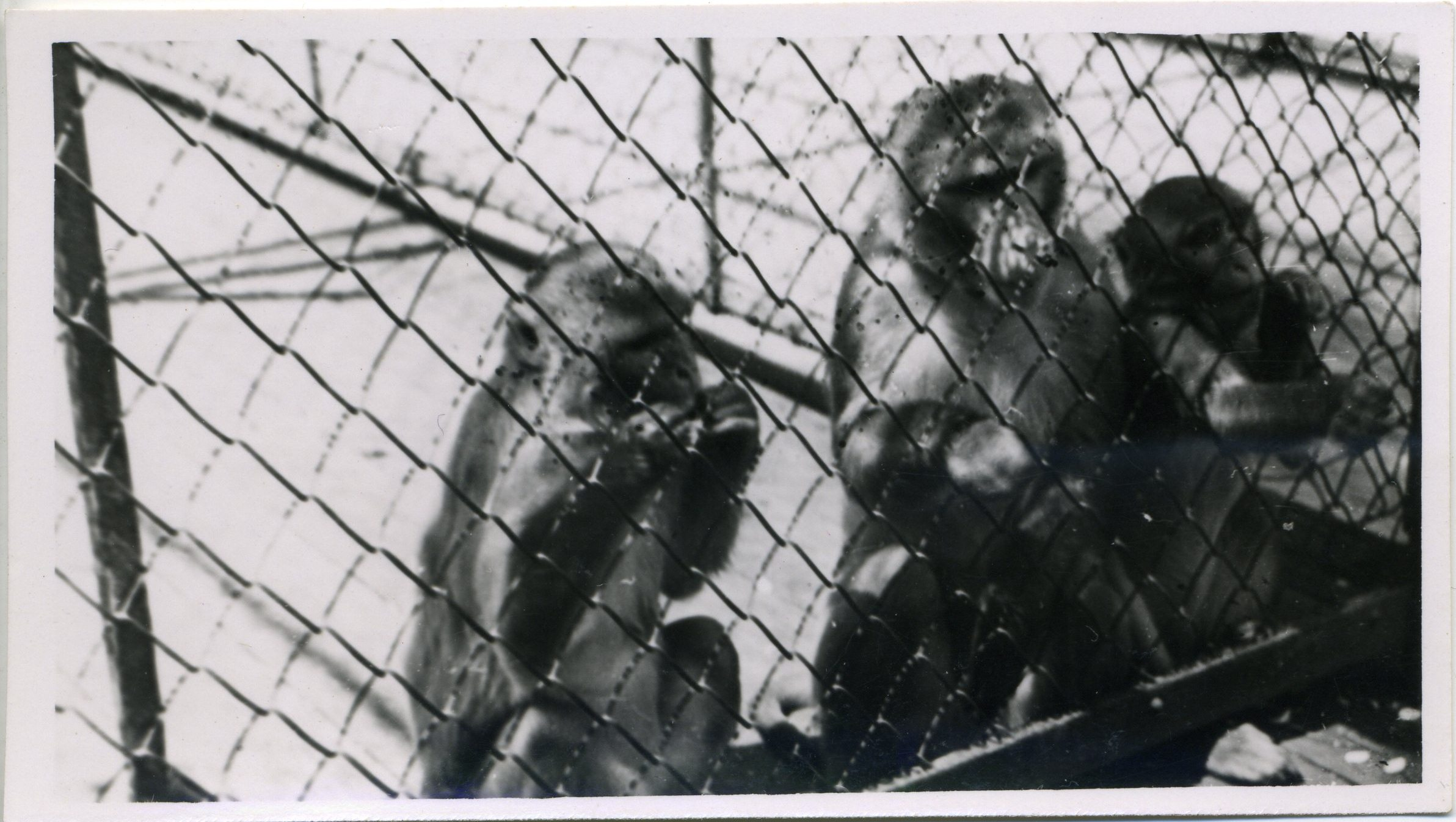
Обезьяны
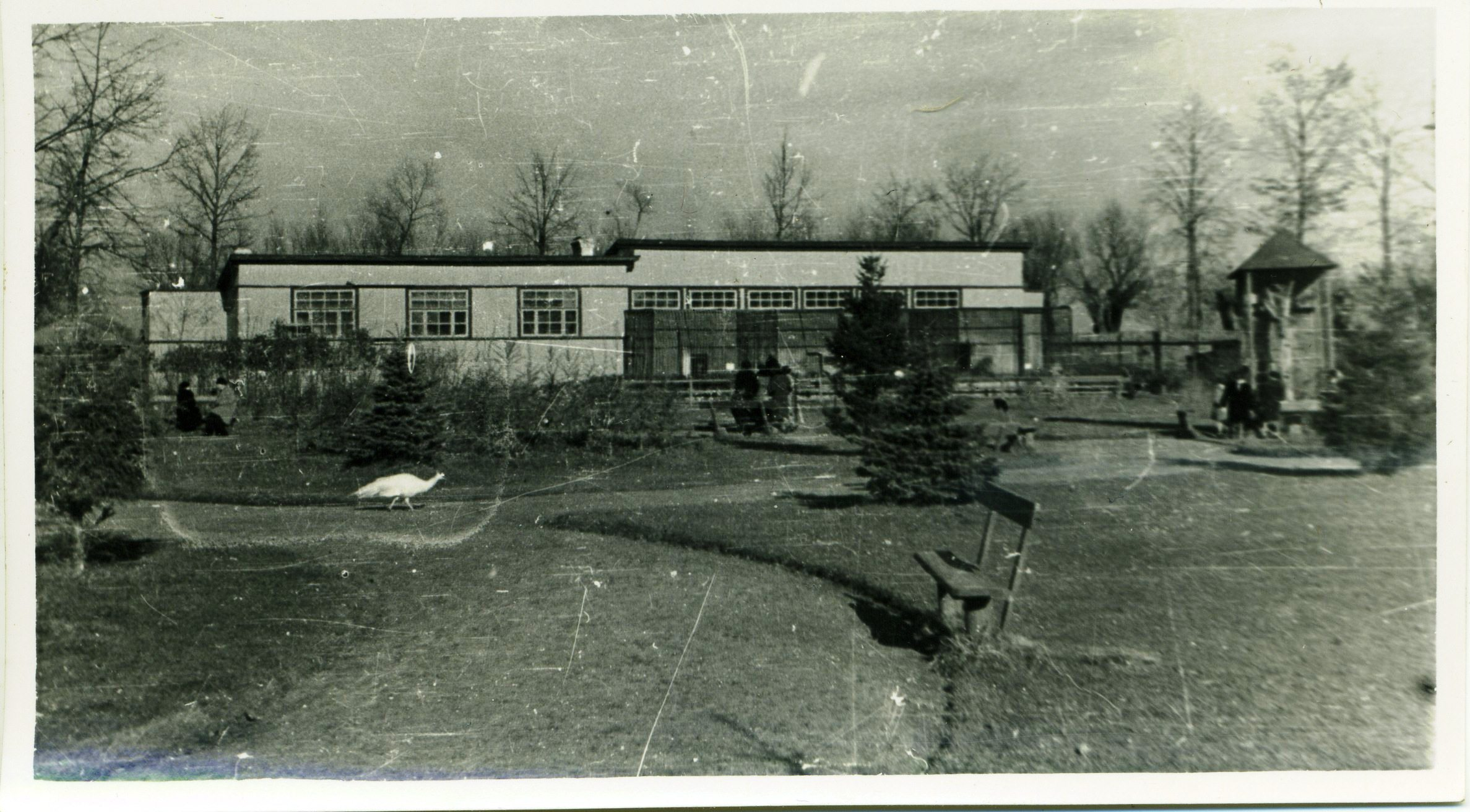
Вид зоопарка
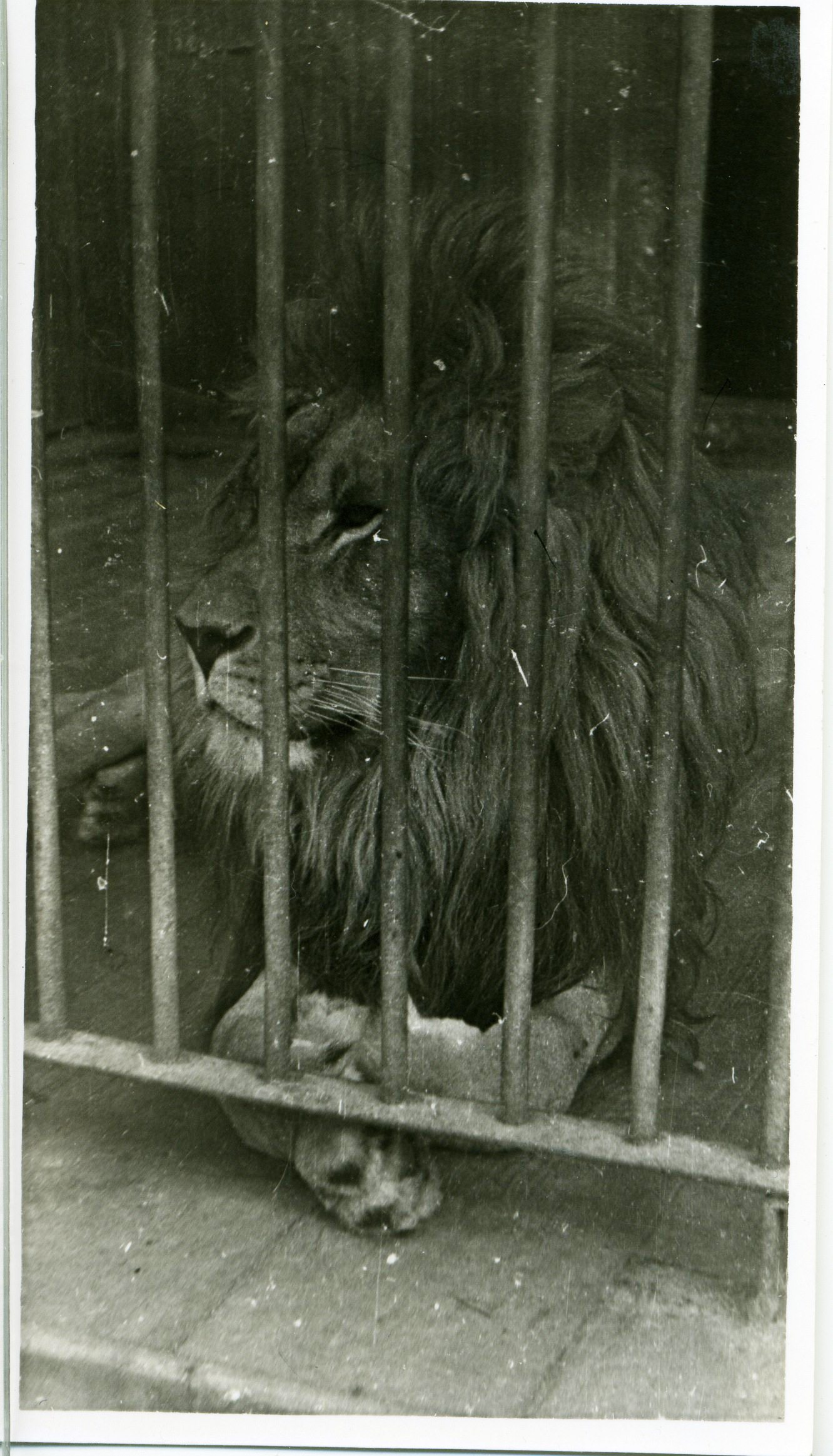
Лев
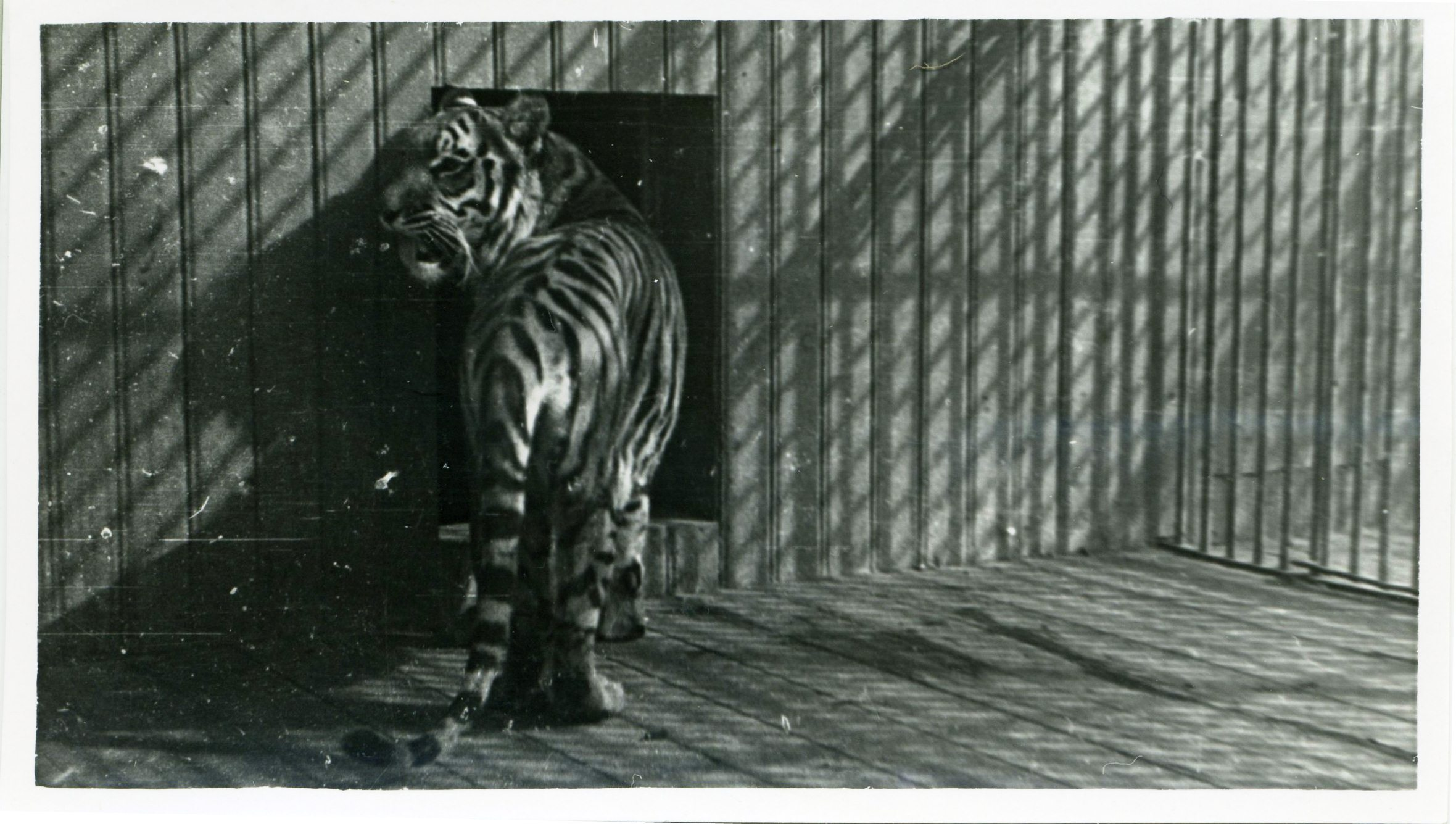
Тигр
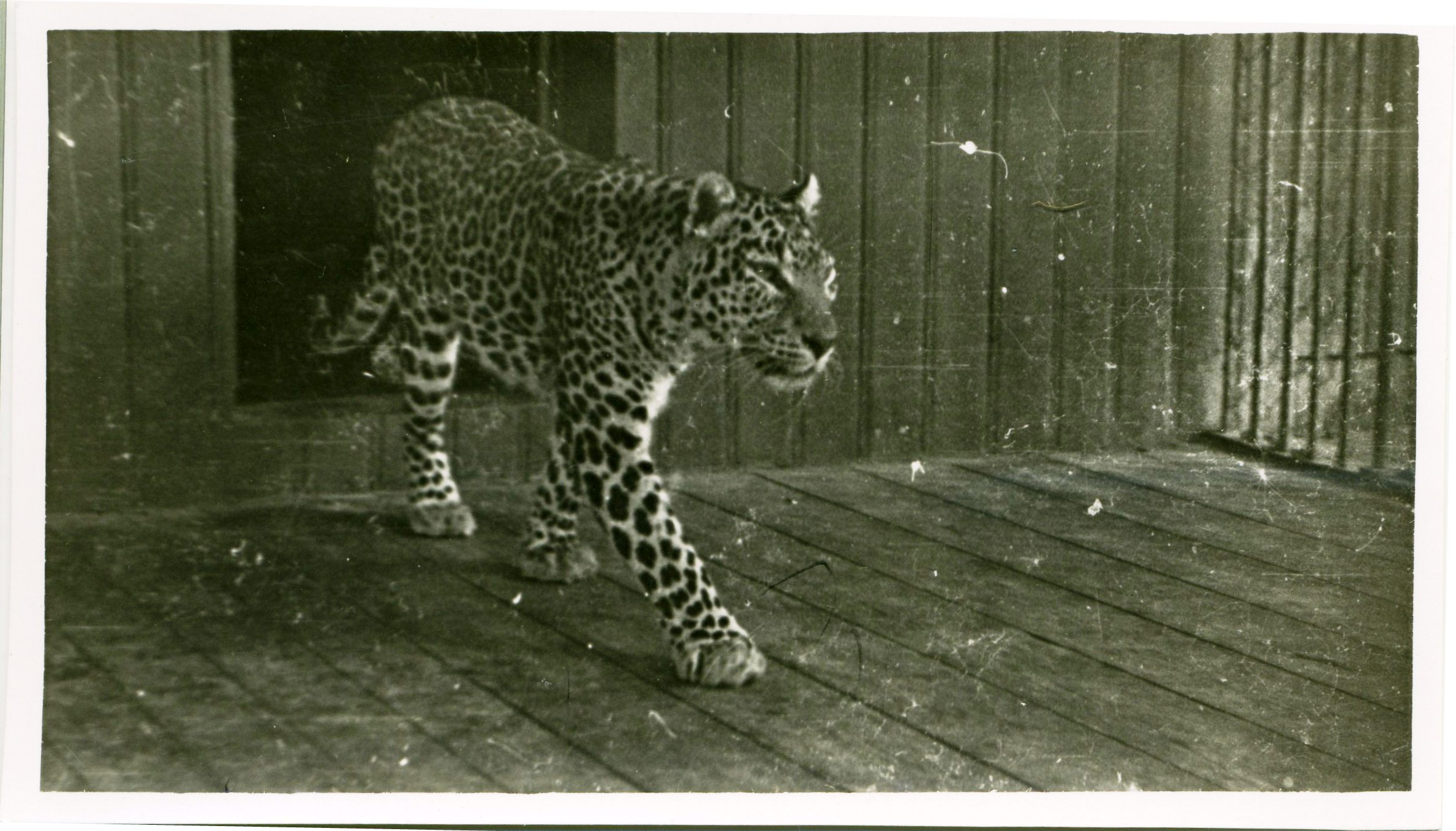
Леопард
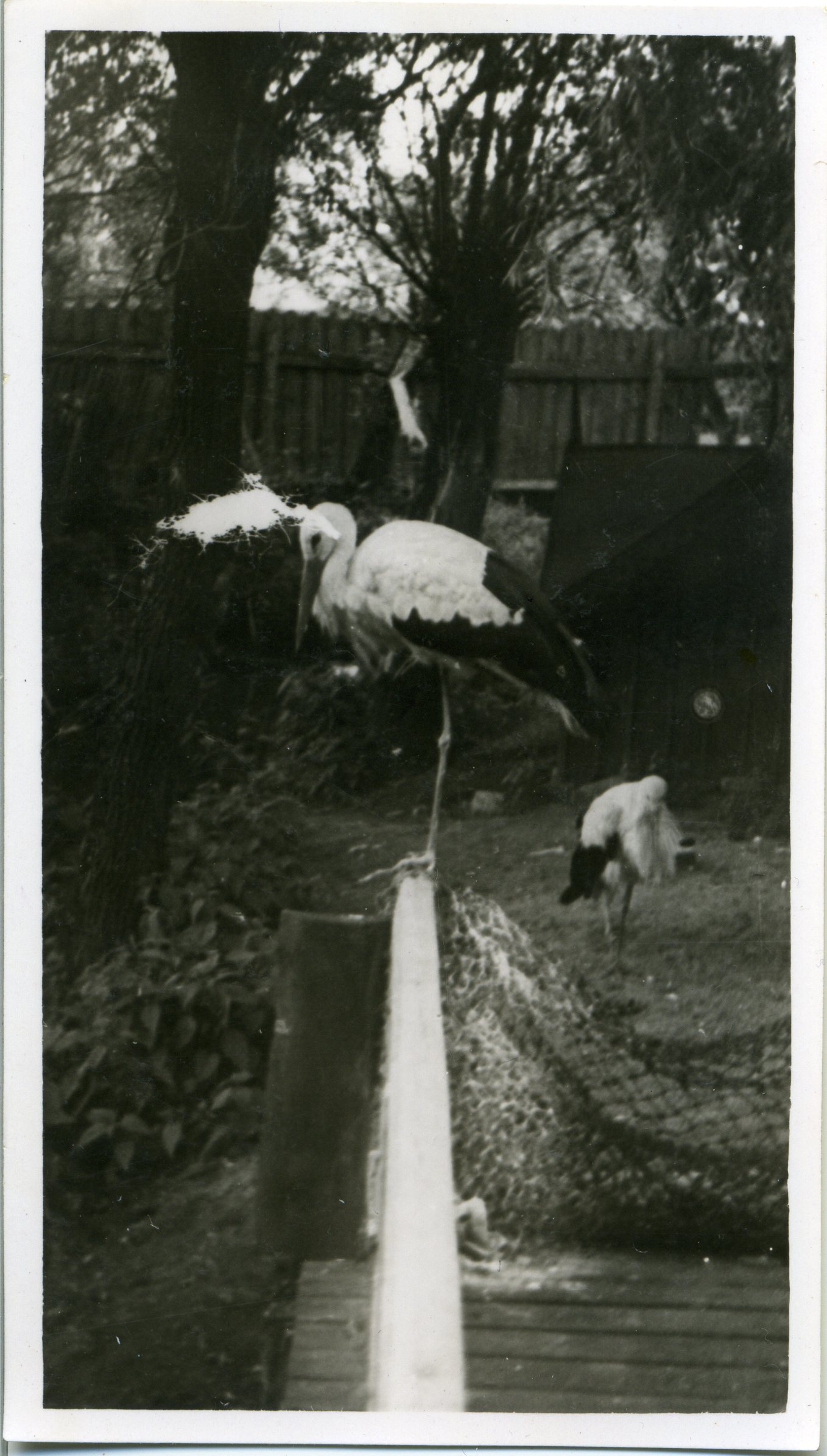
Белый аист
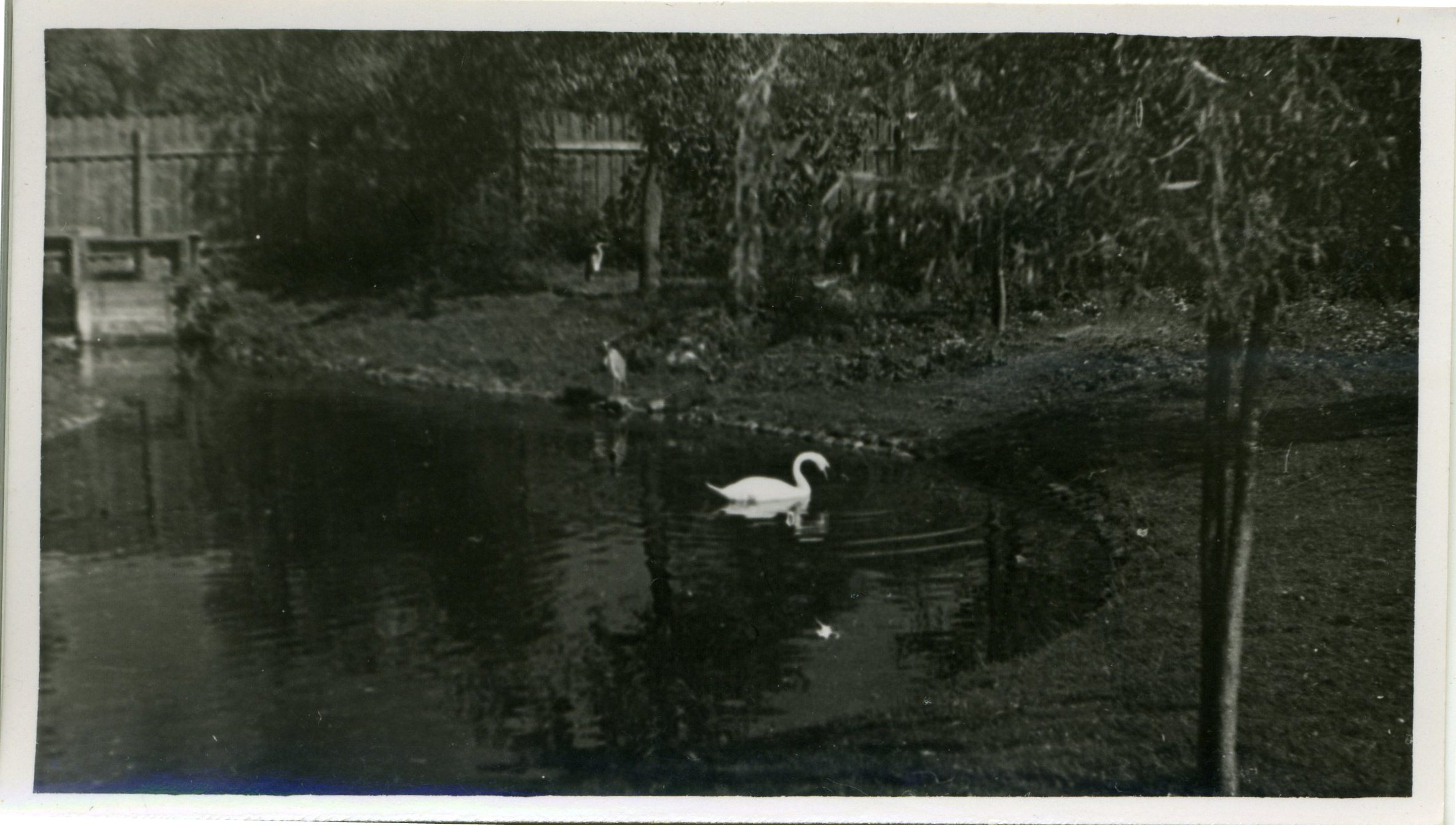
Вид затона Городничанки, протекающей через зоопарк
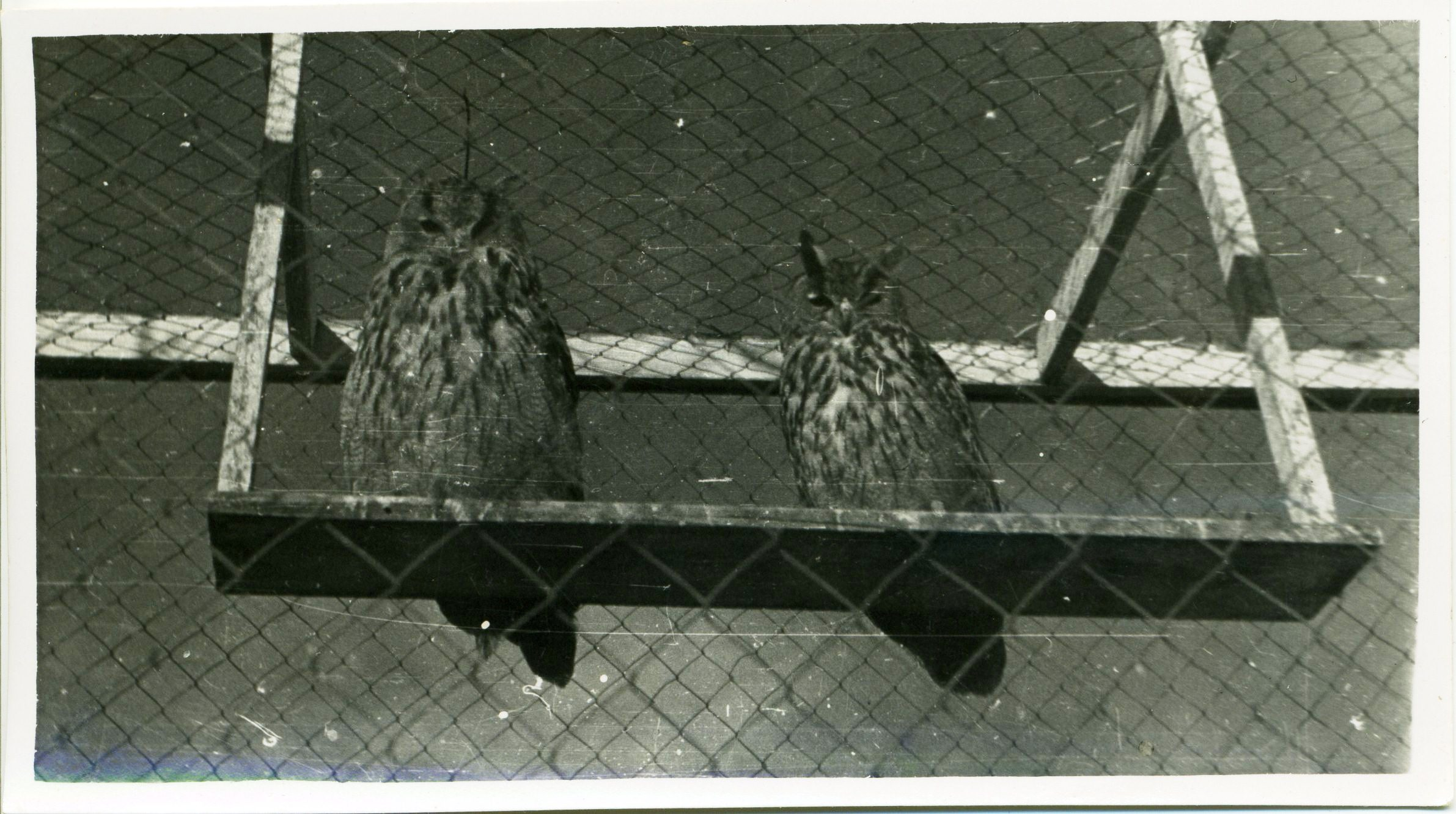
Филины
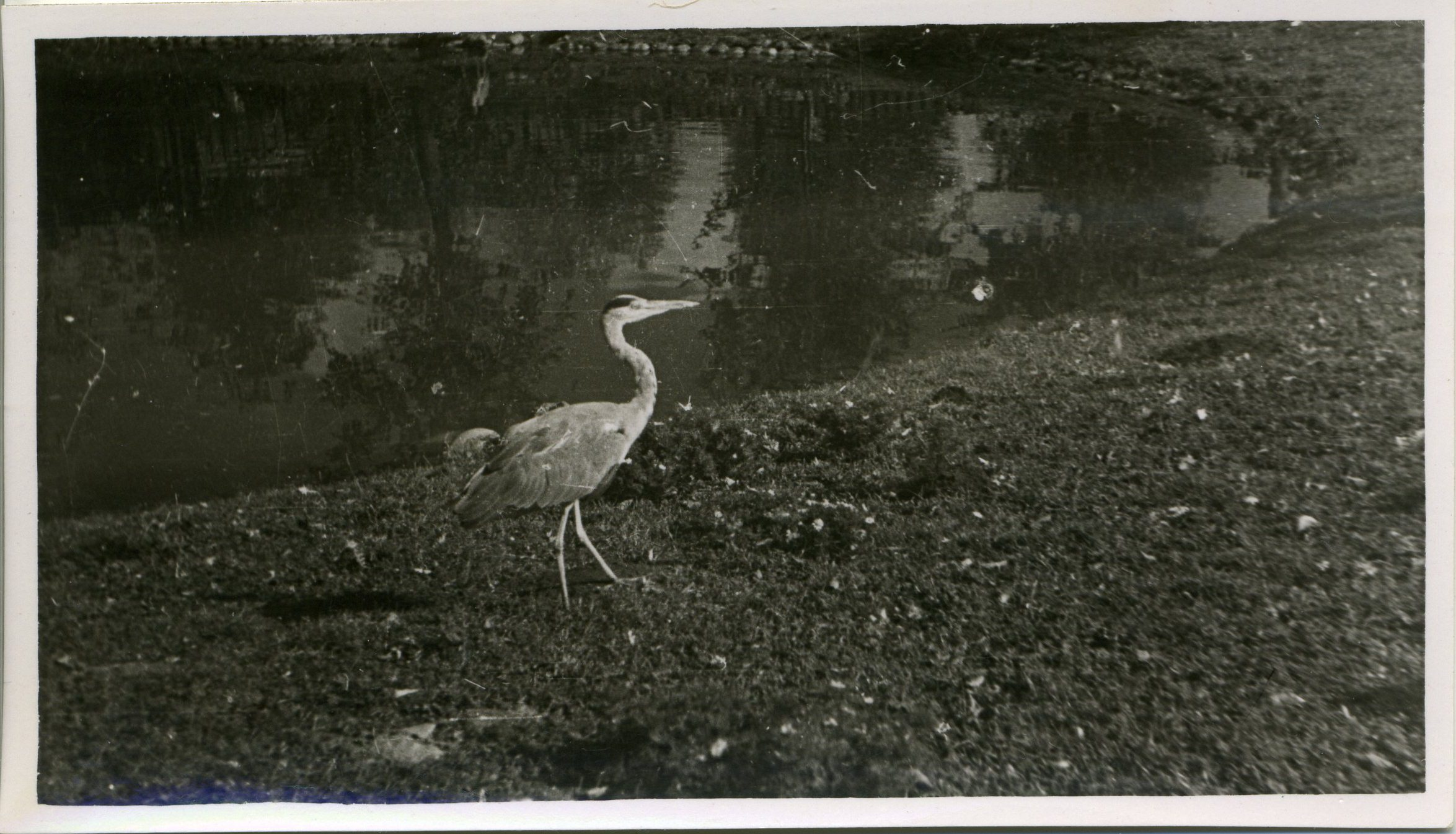
Серая цапля

### Военные годы
В годы войны зоопарку был нанесён большой ущерб: здания были уничтожены или повреждены, ценные и редкие экземпляры были вывезены в зоопарк Кёнигсберга, остальные уничтожены.
Ян Кохановский отказался от эвакуации и остался в Гродно. После убийства немецкого врача участниками сопротивления, гестапо арестовало около 100 представителей местной интеллигенции, среди которых был и Ян Кохановский. На просьбу общественности освободить арестованных шеф гестапо заявил, что застрелены будут только 25 человек из 100, а остальные отпущены. В эти двадцать пять человек попал друг Яна Кохановского, учитель Юзеф Вевюрский, отец шестерых детей. Кохановский предложил шефу гестапо обмен — свою жизнь взамен на свободу Юзефу Вевюрскому. В июне 1942 года Ян Кохановский был расстрелян.

### Восстановление
После занятия города советскими войсками в июле 1944 года зоопарк практически перестал существовать. 15 августа 1944 года СНК БССР было принято постановление № 470 «О возобновлении деятельности заказников и зоопарков».
Для восстановления единственного на то время зоопарка в Белоруссии 12 декабря 1944 г. исполком Гродненского горсовета принял решение № 242 «О восстановлении Зоопарка в городе Гродно», что определило передачу зоопарку прежней территории и строительных материалов. Для пополнения коллекции животных было решено «обязать Директора треста зелёного строительства передать Зоопарку двух ослов».
Возглавил зоопарк в это время бывший старший смотритель Бенедикт Куприянович Жиромский.
К 1945 году коллекция насчитывала 5 экспонатов — два осла, два оленя и один павлин.
В марте 1946 года у зоопарка появился новый директор — А. Р. Ганусевич, который активно продолжил восстановительный работы в зоопарке. Обустраивалась инфраструктура, поступали новые экземпляры — из Московского зооцентра, Беловежской пущи, заповедников БССР и других зоопарков Советского Союза. К концу 1946 года коллекция значительно расширилась: бурые медведи, лисы, волки, енотовидные собаки, олени, ослы, козы, кролики, дикая австралийская собака, барсук, кабан, верблюд, филин, страусы, куропатки и павлин.
7 июня 1946 года из ведения Главного управления по заповедникам Гродненский зоопарк перешёл в ведение Комитета по делам культурно-просветительских учреждений. В том же году зоопарку выло отведено 5 гектаров пахотной земли в деревне Путришки.
28 сентября 1946 года зоопарк открылся. За полгода там побывало более 10 000 человек.
В 1947 году на восстановление Гродненского зоопарка было выделено 533 500 рублей. К 1949 году в зоопарке было около 200 животных.

### Дальнейшее развитие
В 1952 году коллекция Гродненского зоопарка включала 63 вида животных (283 экземпляра), посещаемость составила около 125 000 человек. В зоопарке велась культурно-просветительская деятельность: передвижной Театр дрессированных зверей, радиоузел для чтения лекций посетителям. В 1950 году при зоопарке был организован кружок юных натуралистов, в 1952 организовано катание детей на пони. В 1953 году зоопарк переходит в подчинение министерства культуры БССР.
В период 50-х годов советская пропаганда взяла зоопарк на вооружение: был открыт кружок по изучению биографии В.И. Ленина, производственные результаты стимулировались соцсоревнованиями. Перед коллективом зоопарка была поставлена задача «сделать зоопарк центром пропаганды мичуринской ботанической науки и зоотехнических знаний».
30 августа 1955 года были торжественно переданы из Вьетнама первый в зоопарке слон и два китайских аллигатора. Слона звали Машкой; до этого он служил во Вьетнамской Народно-освободительной армии, а один из аллигаторов, Робин, живёт в зоопарке по сей[обновить данные] день. Рост зоопарка продолжался в 60-х — 80-х годах. В 1960 году коллекция насчитывала 101 вид животных, в 1972 — превысила 215 видов, а в 1989 — достигла 326.
С распадом СССР зоопарк переживал трудные времена — сооружения ветшали, появлялись сложности с продовольствием для животных и зарплатами сотрудников. Утрата связей с зоопарками СССР приостановила рост коллекции.
Около 1998 года должность директора зоопарка заняла Целина Погерило.
В 2009 году Гродненский зоопарк был принят в действительные члены Евроазиатской региональной ассоциации зоопарков и аквариумов на отчётной конференции в Киеве.
В январе 2010 года новым директором зоопарка стал бывший заместитель начальника кадрового аппарата УВД Гродненского облисполкома Олег Жданкин. Прежний директор, Целина Погерило, продолжила работать в парке — уже на должности заведующего зоотехническим отделом. Новый директор завёл дружбу с волками Теплоном и Петрой. Когда у непривычных к зоопарку диких животных появились проблемы с кожей, именно он смог с ними подружиться и оказать помощь. Контакт продолжился и дальше, животные даже обучились некоторым командам.
Осенью 2010 года в зоопарке был восстановлен кружок юннатов. Учащиеся 4-8 классов получают теоретические и практические знания в биологии, участвуют в акциях зоопарка.
Кроме традиций руководство зоопарка не забыло и новые веяния. У зоопарка есть официальный сайтканал на YouTube, странички в Instagram и Telegramm,  где можно получить информацию о зоопарке и его работе, посмотреть медиафайлы, задать вопрос и узнать новости.

## О зоопарке в наши дни

### Реконструкция зоопарка
По состоянию на январь 2012 года близится к концу реконструкция зоопарка, решение о строительстве было принято Гродненским облисполкомом в 2002 году. Деньги на строительство получены большей частью из Фонда охраны природы и частично из областного бюджета.

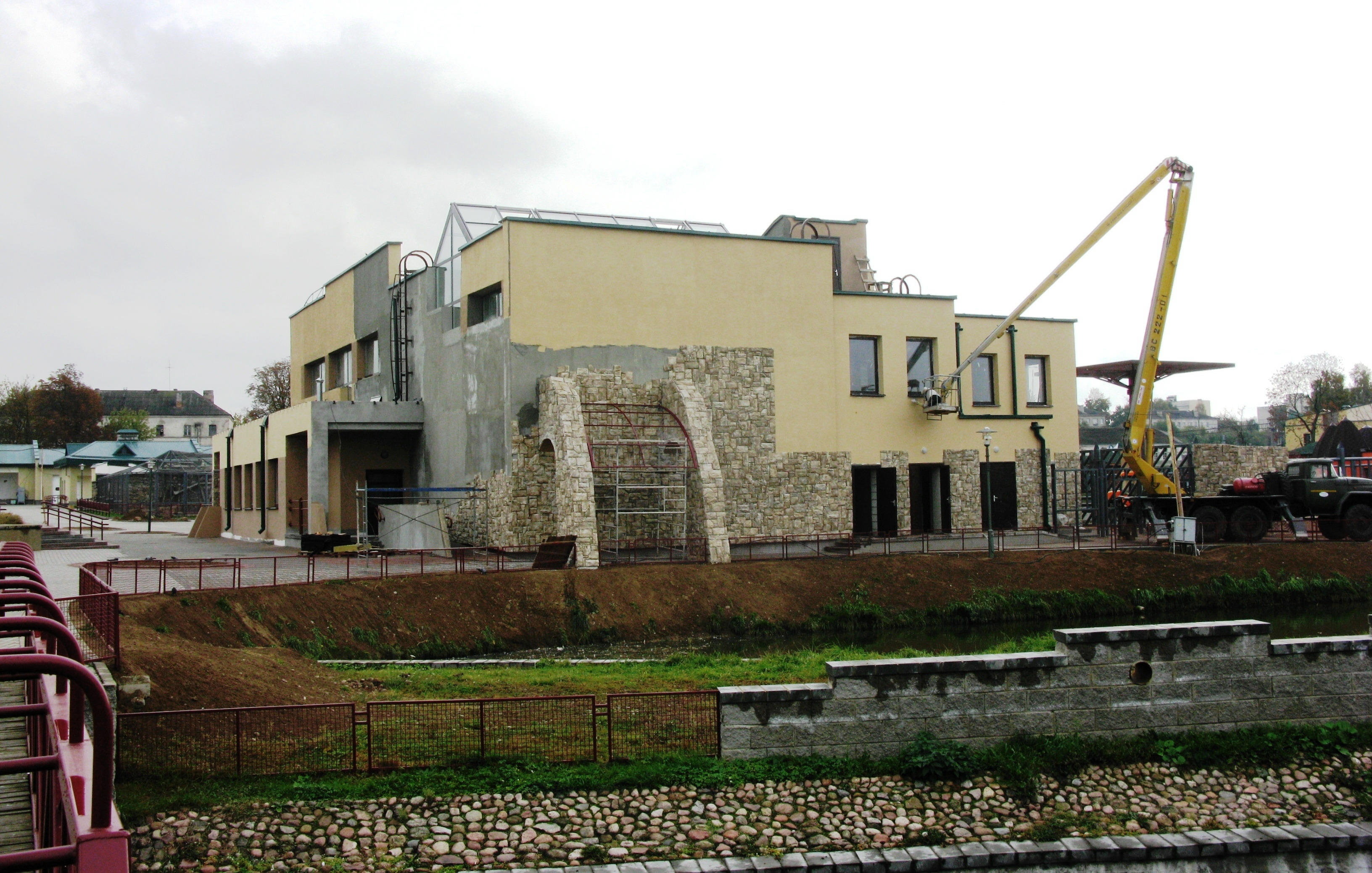
Строительство слоновника, 2011 год

В завершающей стадии реконструкции в зоопарке нет ни единого старого здания — все прошлые постройки разобраны, зоопарк полностью обновлён. Закончены помещения для теплолюбивых и холодостойких копытных, медвежатник, веткорпус, кормокухня, помещения для крупных кошек, волков, верблюжатник, вольеры с возвышенностями для горных козлов, баранов и муфлонов, высокие вольеры для крупных соколообразных и для других хищных птиц, фазанник, круглогодичный дом для певчих птиц, попугайник, террариум. Также идёт строительство слоновника, кафе на 40 мест, нового аквариума.
Под строительство слоновника выделена площадь в 700 м², которая включает в себя утеплённое внутреннее помещение 8 м высотой и площадью 100 м² и наружный вольер площадью 400 м². В слоновнике будет бассейн и тёплый пол. По окончании строительства зоопарк сможет приобрести животное.

### Работа зоопарка

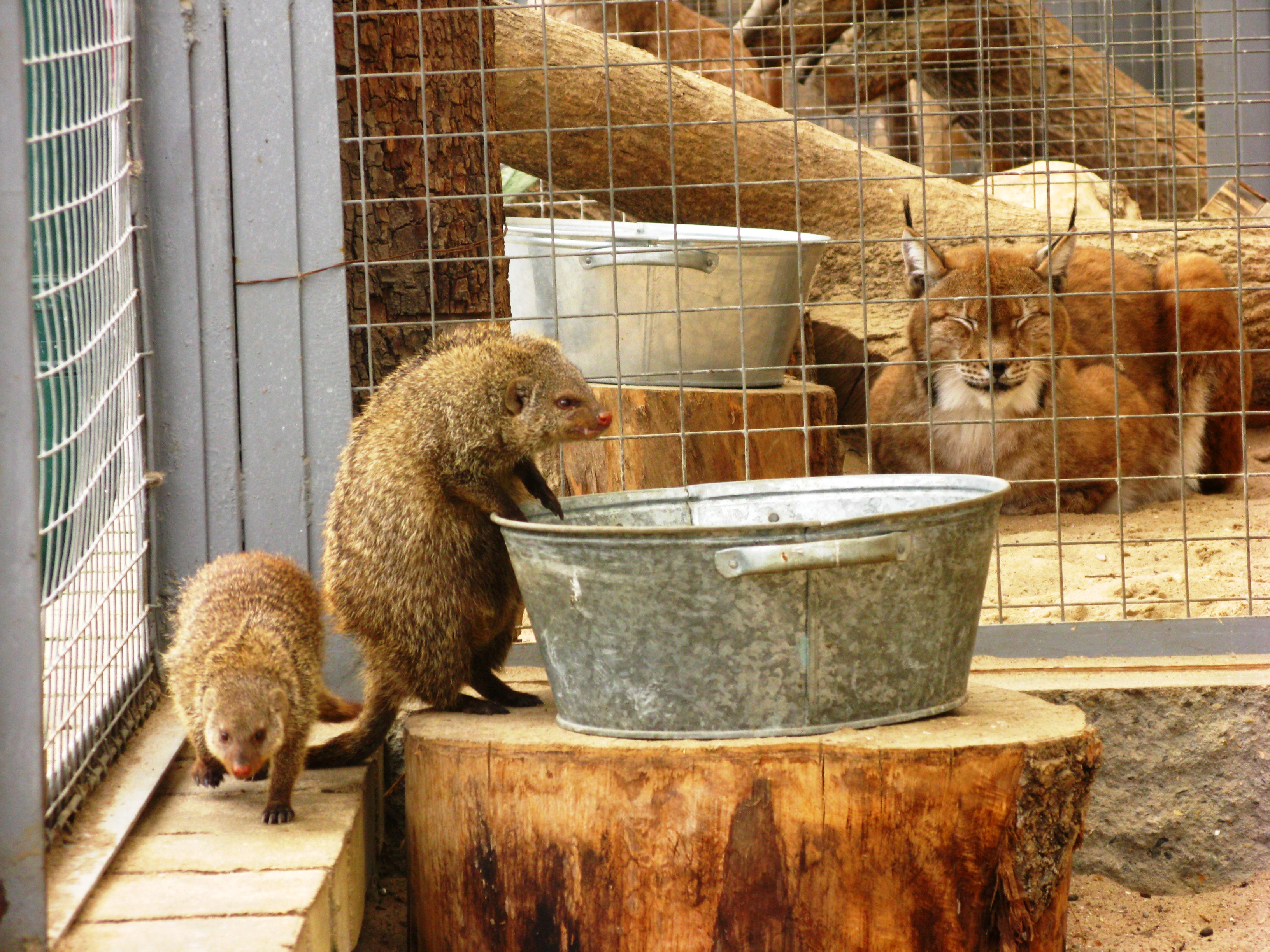
Соседствующие полосатые мангусты и рысь

Зоопарк принимает посетителей круглый год, без выходных и перерыва на обед. Режим работы:
- в весенне-летний период с 10:00 до 18:00;
- в осенне-зимний период с 10:00 до 16:00

После закрытия кассы зоопарк продолжает работать на выход.
Террариум в понедельник и четверг работает до 15:00, по вторникам, средам и пятницам — до 17:00, в выходные дни — до 17:00.
Стоимость входных билетов:
- для взрослых (с 16 лет) — 10 BYR;
- для детей (с 3 лет) — 7 BYR
- Отдельно оплачиваются[22]:
- фото с ручным животным;
- катание в тележке (в осенне-зимний период не работает);
- катание верхом на пони (в осенне-зимний период не работает)
- посещение террариума во время кормления рептилий (по предварительной записи)
- посещение контактной площадки «Бабушкин дворик» (в осенне-зимний период не работает).

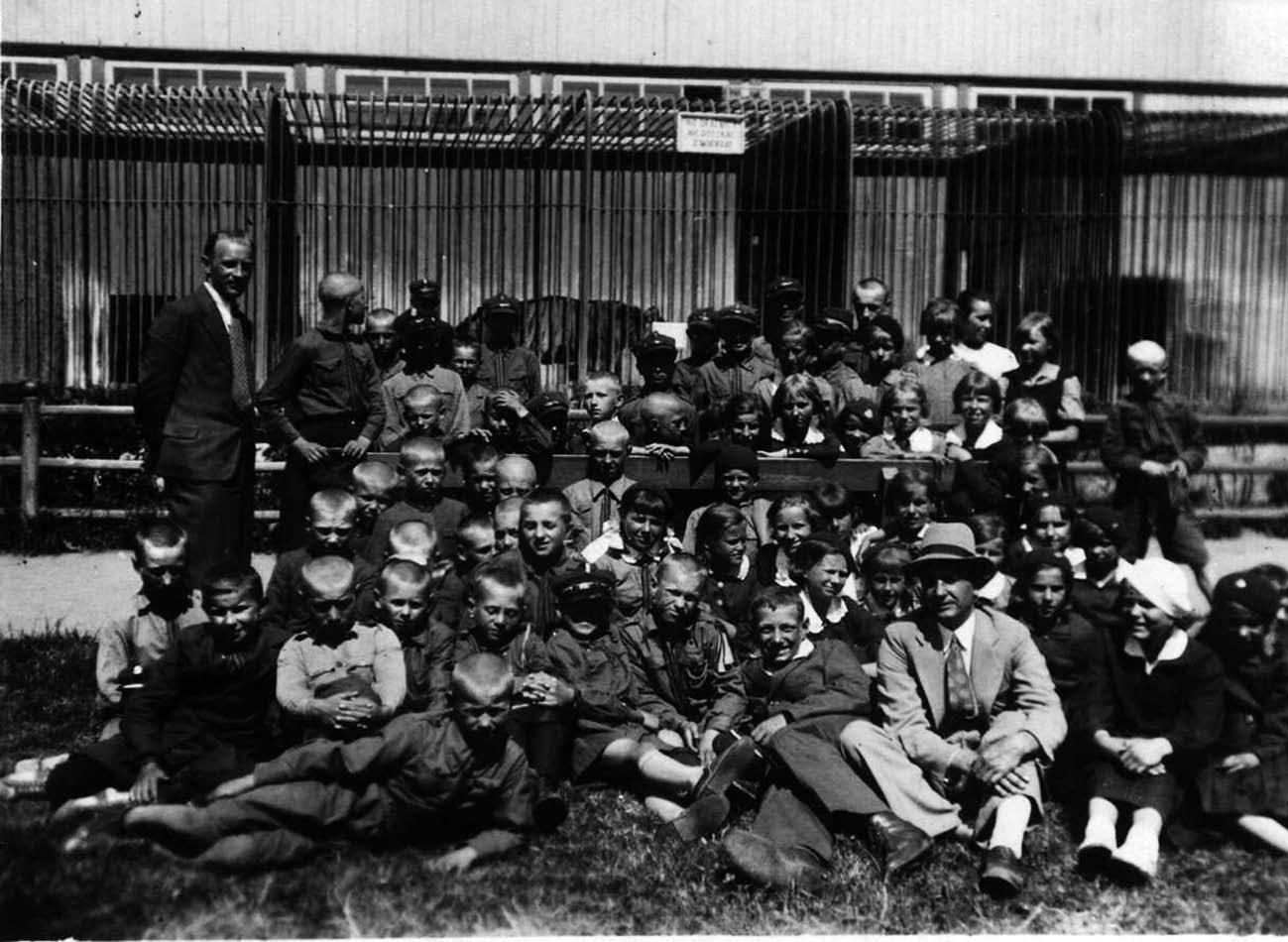
Экскурсия в зоопарке, фото середины 30-х гг

Зоопарк проводит познавательные экскурсии о поведении, разнообразии и охране животных, направленные на различные группы посетителей: школьников средних, старших классов или учащихся вузов. Экскурсия продолжается от 60 до 90 минут, стоимость — 20 BYR для группы, входной билет оплачивается на общих основаниях.
Также читаются лекции, в том числе выездные с демонстрацией прирученных животных и иллюстраций. Стоимость выездной лекции: 120 BYR (по г. Гродно), 170 BYR (пригород до 5 км)
Зоопарк занимается продажей животных населению. При зоопарке работает зоомагазин. Также осуществляется продажа сувениров: магнитов, значков, кружек и т. п.

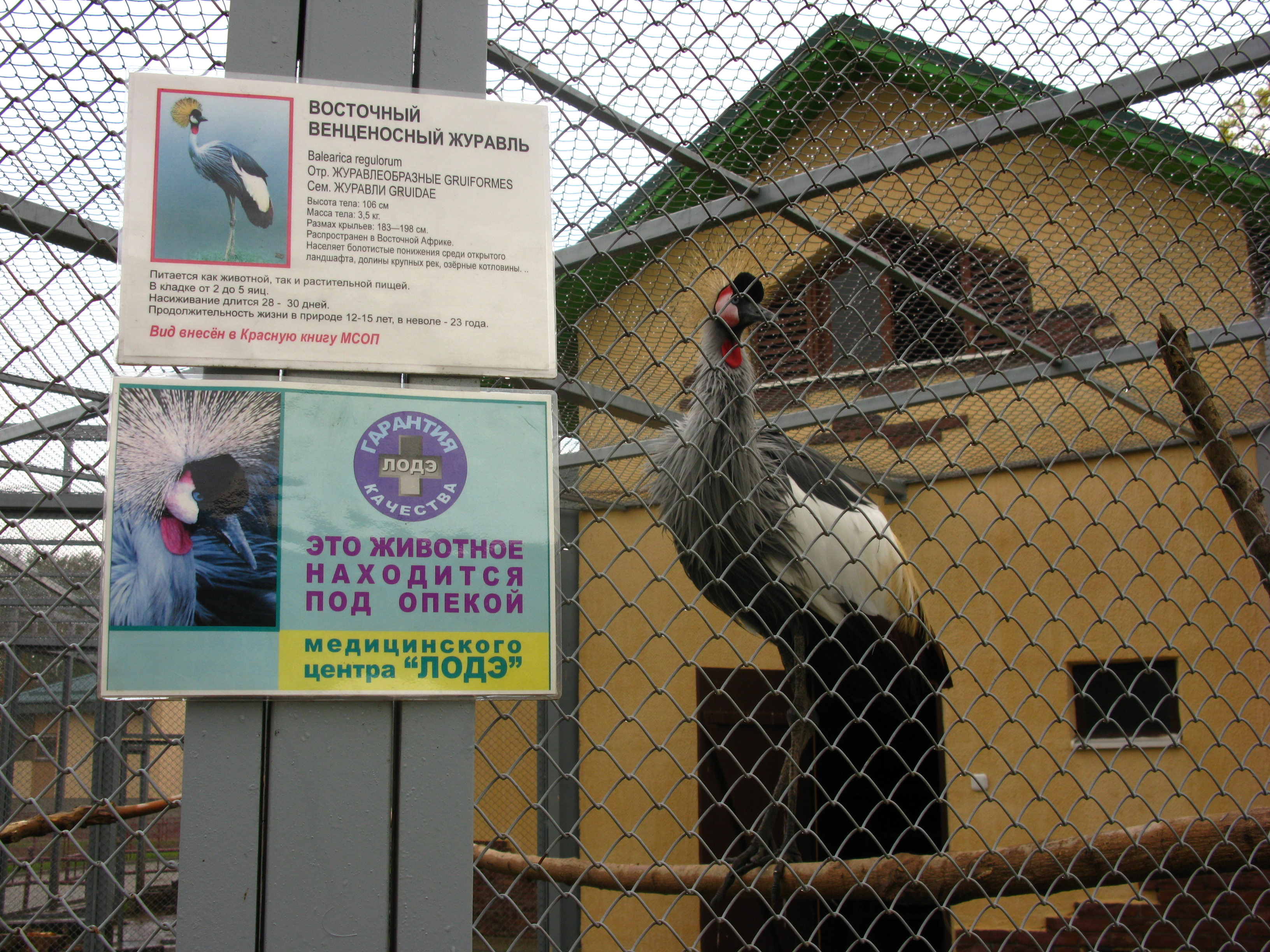
Восточный венценосный журавль под опекой

### Программа «Опека»
Гродненский зоопарк перенял популярную в мире систему опекунства над животными. Любой желающий (частное лицо или фирма) могут взять под опеку любое свободное животное. Для этого заключается договор об опеке, согласно которому опекун оплачивает кормление питомца. Опекун имеет право разместить табличку со своей информацией на вольере животного, получить абонемент на всё время опеки, а также диплом опекуна.

### Развитие коллекции
Коллекция зоопарка пополняется за счёт приобретения новых животных, обмена с другими зоопарками,появления детёнышей и дарения животных частными лицами. Также нередко в зоопарк попадают молодые найдёныши, травмированные животные или задержанная контрабанда.
| Год    | 1927 | 1936 | 1944 | 1945 | 1946 | 1949 | 1952 | 1960 | 1972 | 1989 | 1991 | 1992 | 1993 | 1994 | 1995 | 1996 | 1997 | 2007 | 2008 | 2009 | 2010 |
| ------ | ---- | ---- | ---- | ---- | ---- | ---- | ---- | ---- | ---- | ---- | ---- | ---- | ---- | ---- | ---- | ---- | ---- | ---- | ---- | ---- | ---- |
| Видов  | 17   |      | 0    | 3    | 16   |      | 63   | 101  | 215  | 326  | 322  | 316  | 288  | 270  | 270  | 308  | 321  | 305  | 307  | 312  | 317  |
| Особей |      | 400  | 0    | 5    |      | 200  | 283  |      |      |      | 3215 | 3569 | 2982 | 2827 | 2827 | 3207 | 2957 | 3024 | 3254 | 3412 | 3173 |

## Экспозиция зоопарка
В Гродненском зоопарке содержатся 17 видов животных, внесённых в Красную книгу Республики Беларусь.
Ежегодно животные зоопарка потребляют:
| - картофеля — 2,5 тонны; - капусты — 1 тонна; - яблок — 2 тонны; - репчатого лука — 500 кг; - мяса — 2 тонны; - рыбы — 4 тонны; - круп — 15 тонн; | - яиц — 24000 шт; - повидла — 230 кг; - печенья — 180 кг; - сухофруктов — 130 кг; - молока — 5000 литров; - чая — 5 кг; - орехов — 330 кг |

### Амфибии
По состоянию на 1 января 2023 в зоопарке 5 видов амфибий представлены 10 особями.

#### Бесхвостые

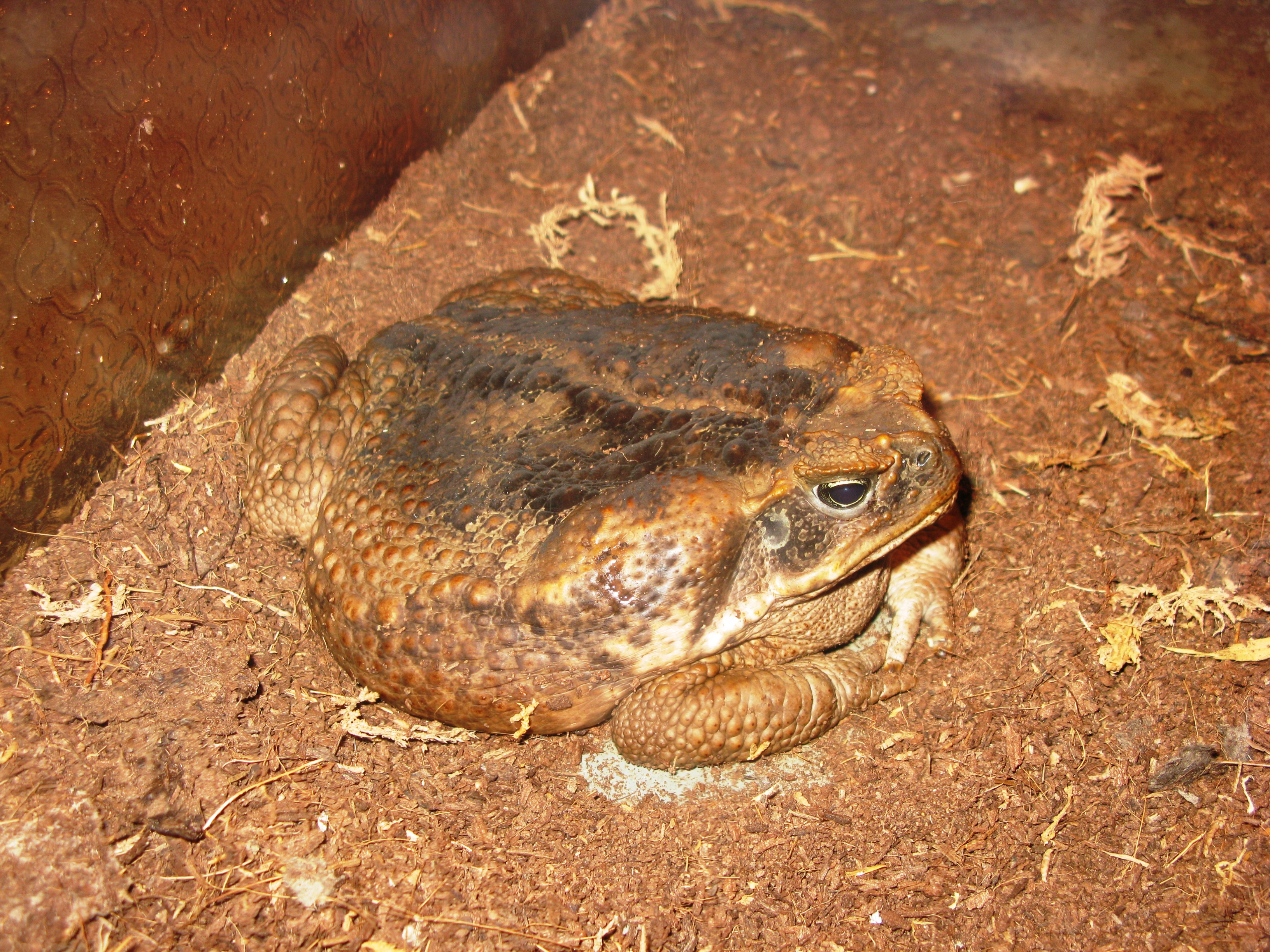
Жаба-ага (Bufo marinus)

### Беспозвоночные
По состоянию на 1 января 2023 в зоопарке 56 видов беспозвоночных представлены 631 особью.

#### Паукообразные

##### Пауки

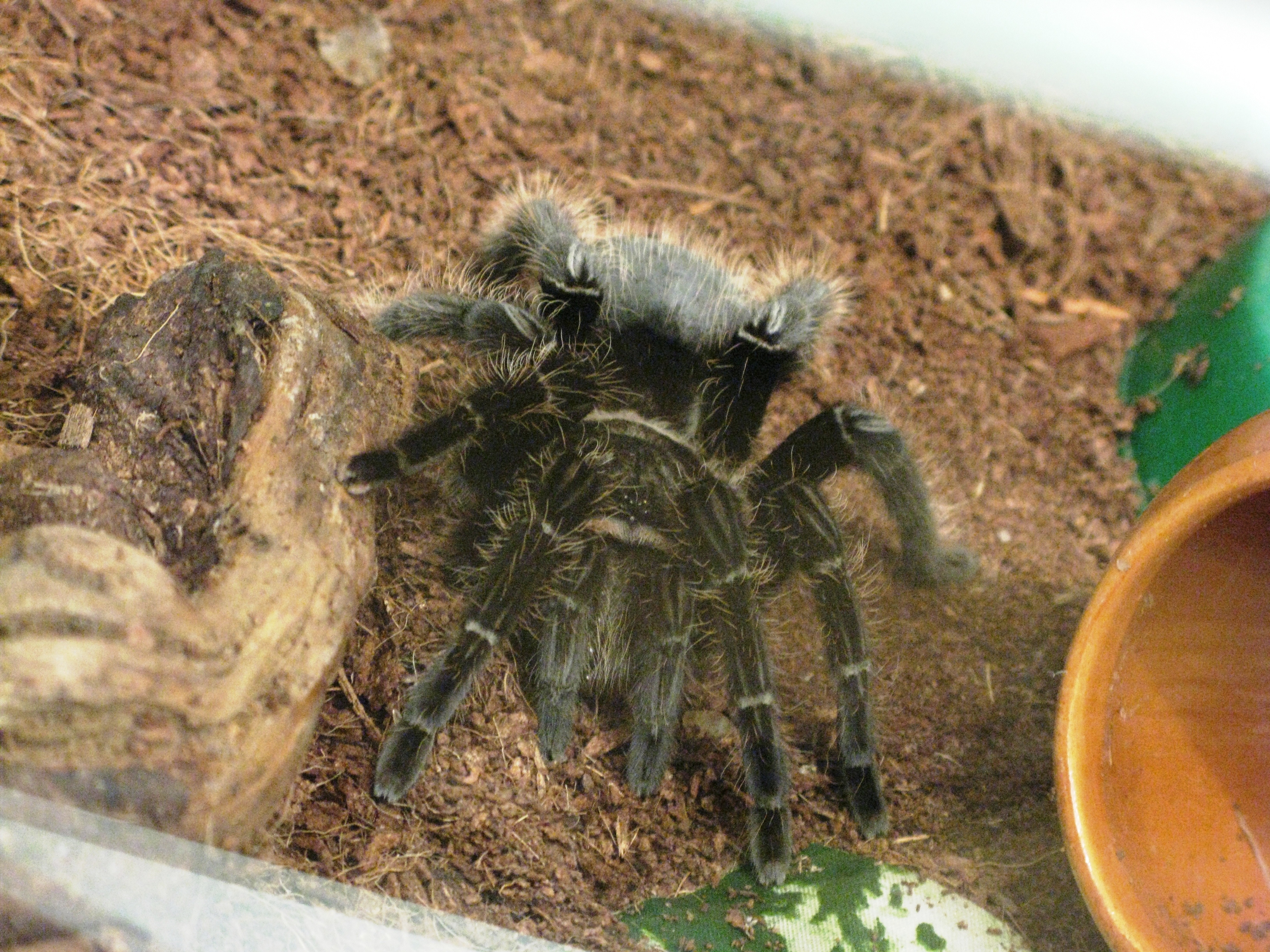
Паук-птицеяд (семейство Theraphosidae)

### Млекопитающие
По состоянию на 1 января 2023 в зоопарке 63 вида млекопитающих представлены 502 особями.

#### Парнокопытные

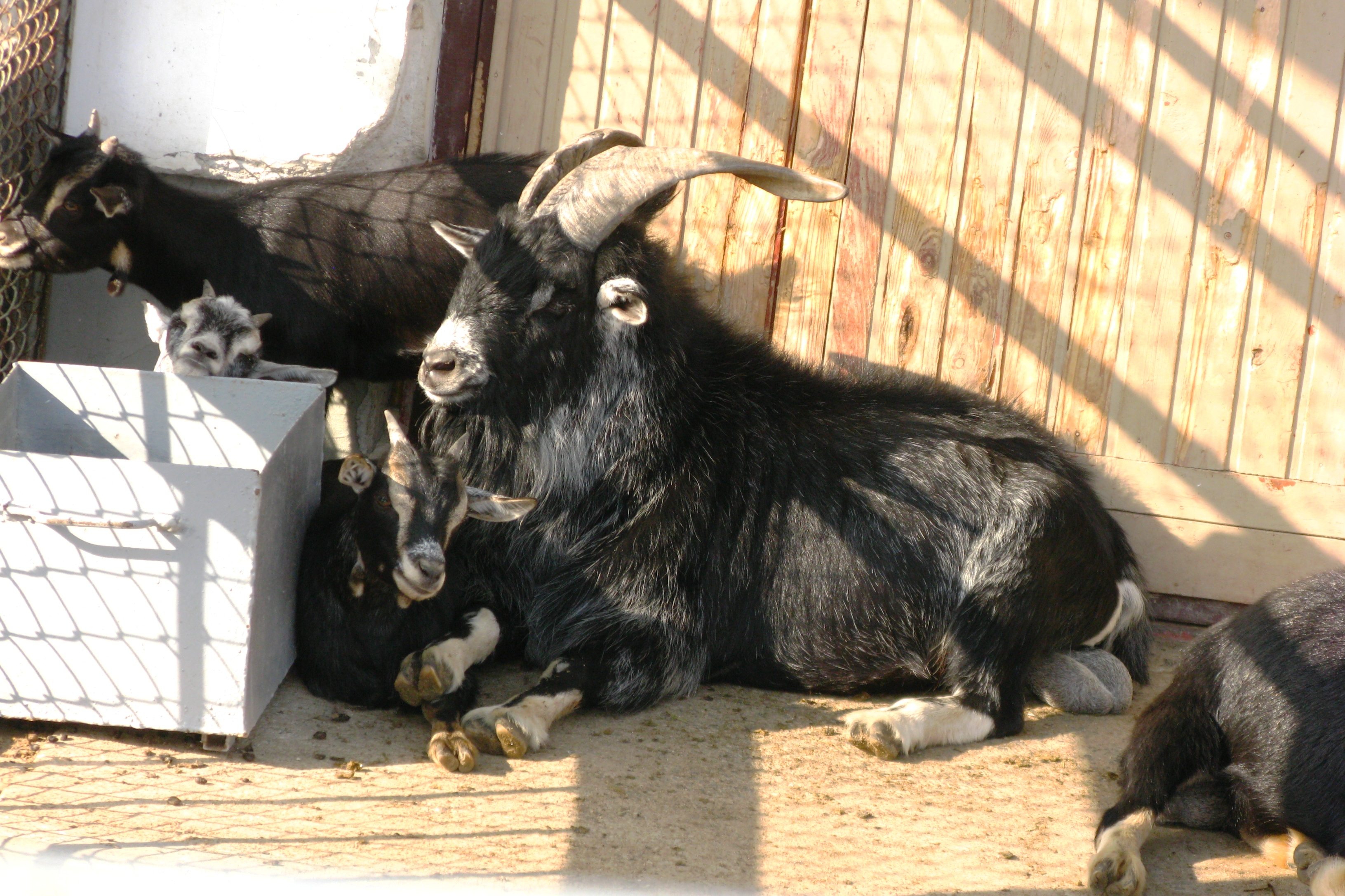
Семья камерунских коз (Capra aegagrus hircus)
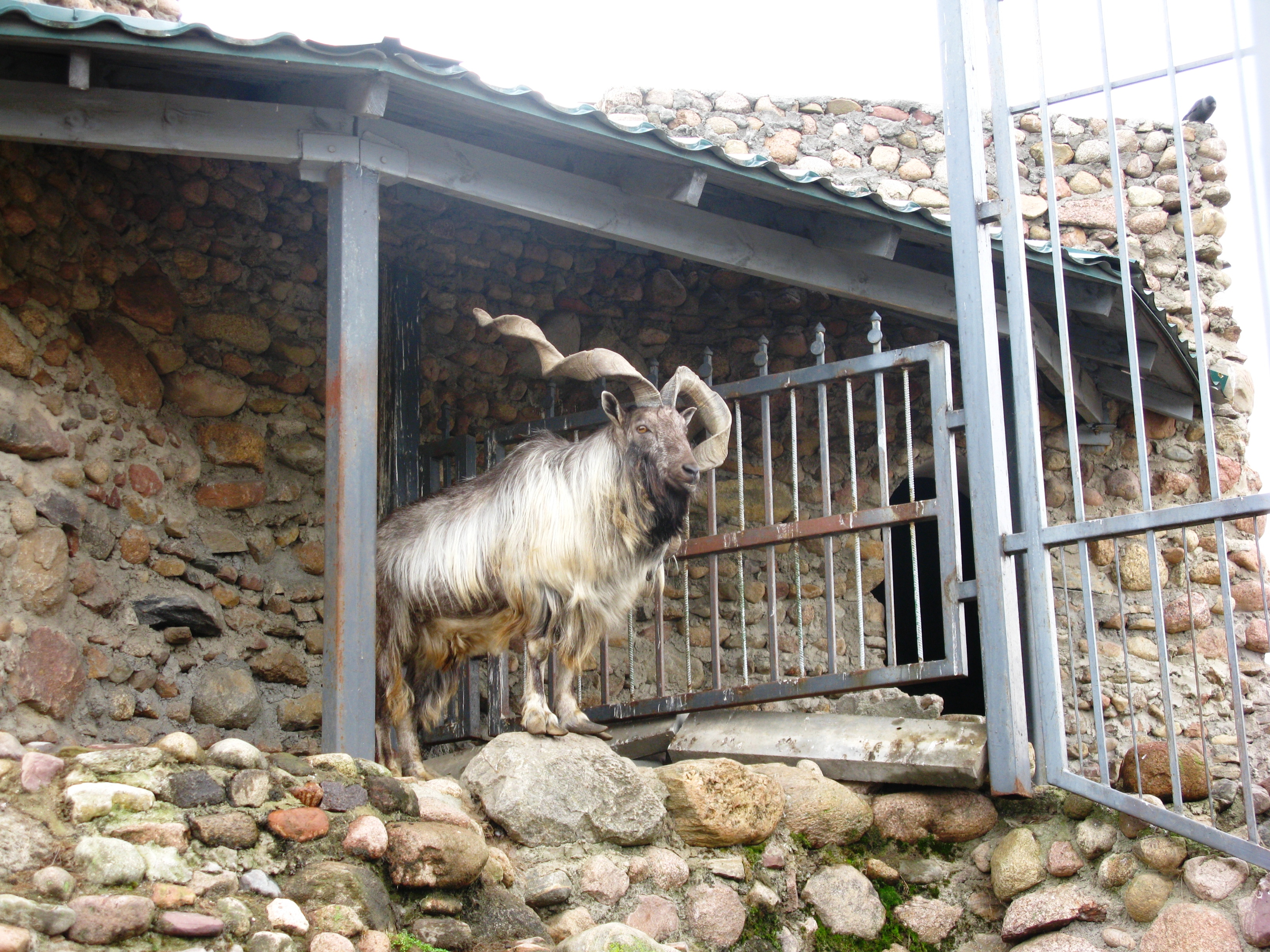
Самец винторогового козла, или мархура(Capra falconeri), вид внесён в Красную книгу МСОП
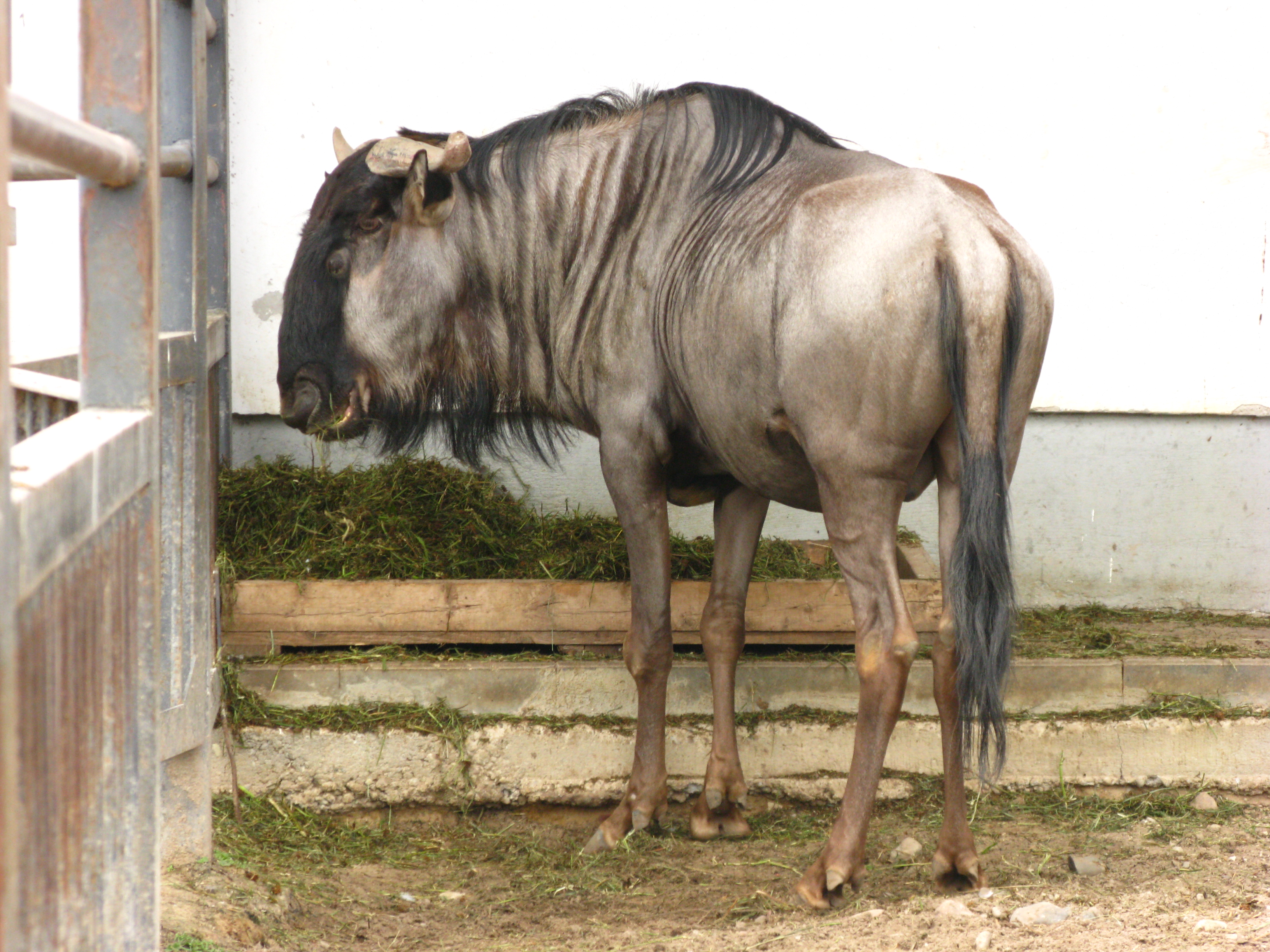
Голубой гну (Connochaetes taurinus), вид внесён в Красную книгу МСОП
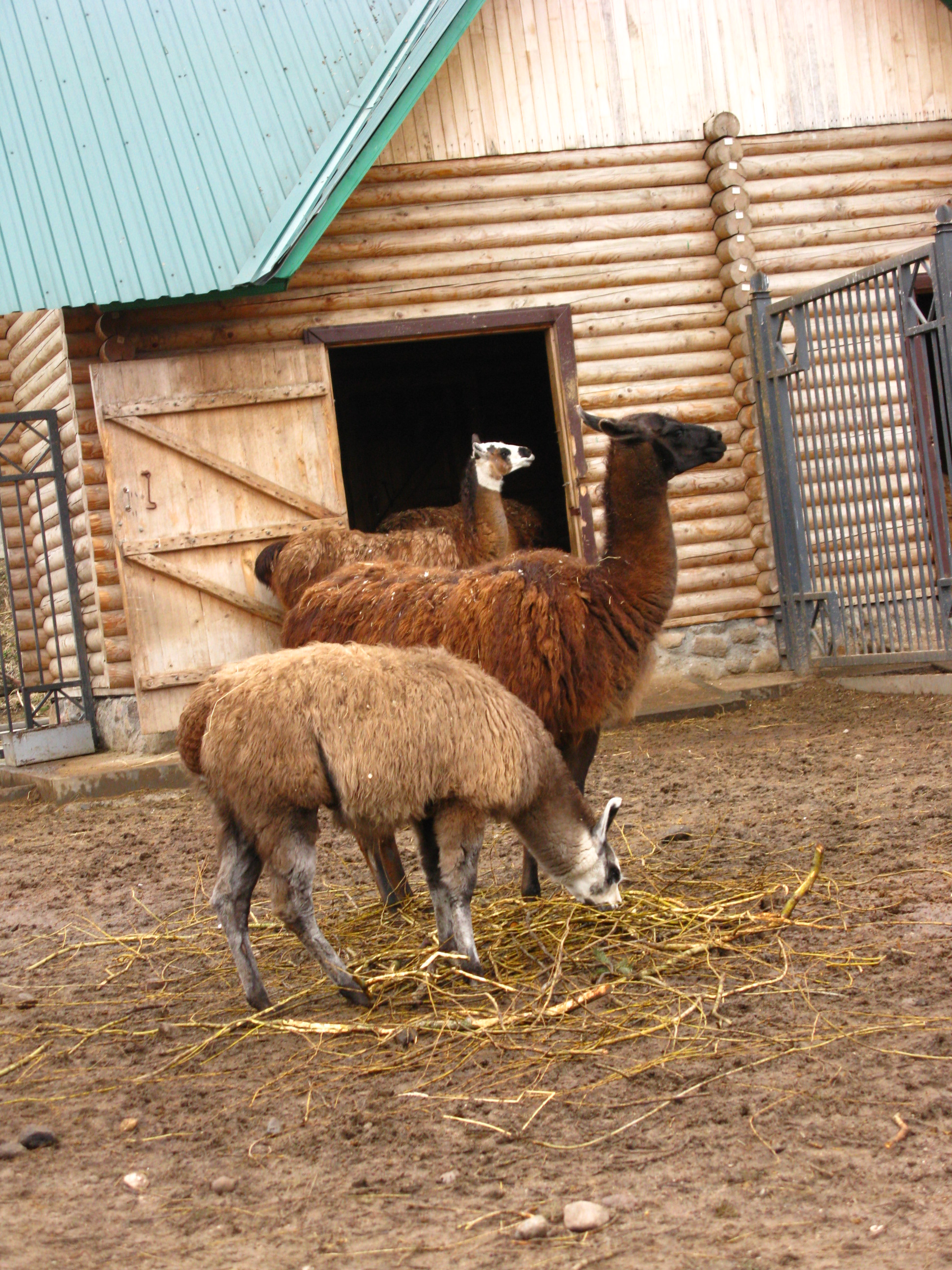
Ламы (Lama glama)
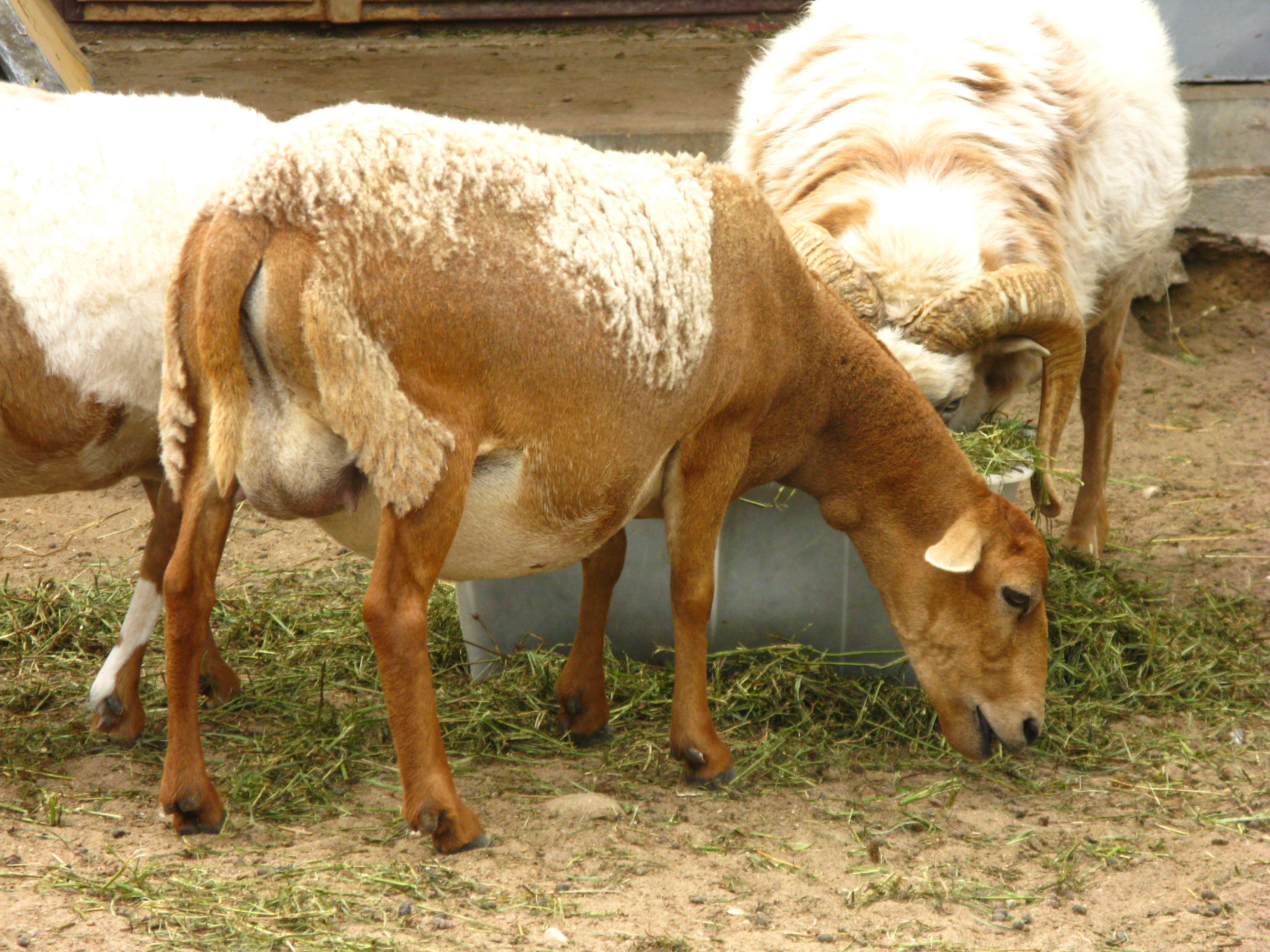
Камерунская овца (Ovis aries domesticus)
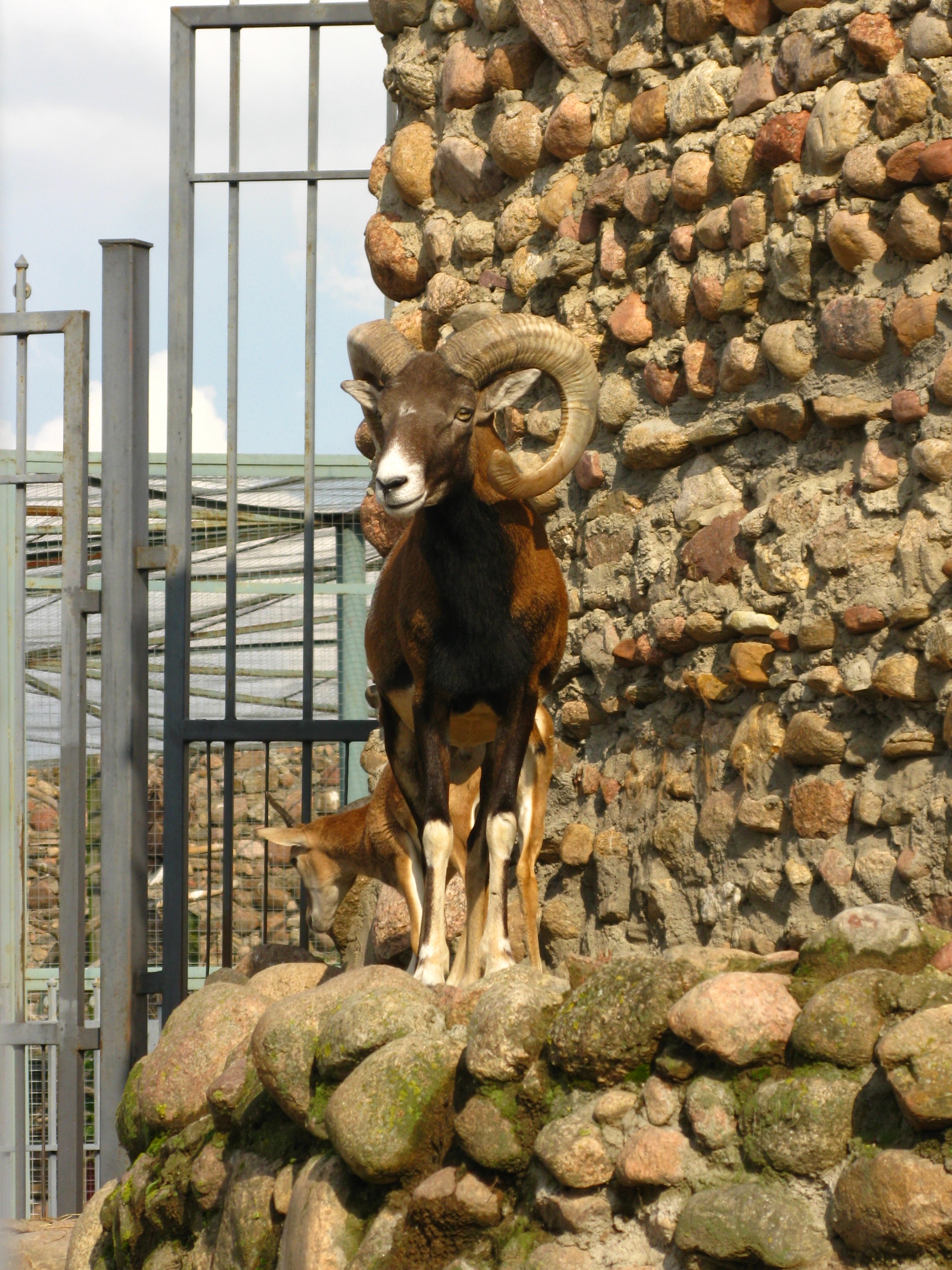
Самец европейского муфлона (Ovis musimon)
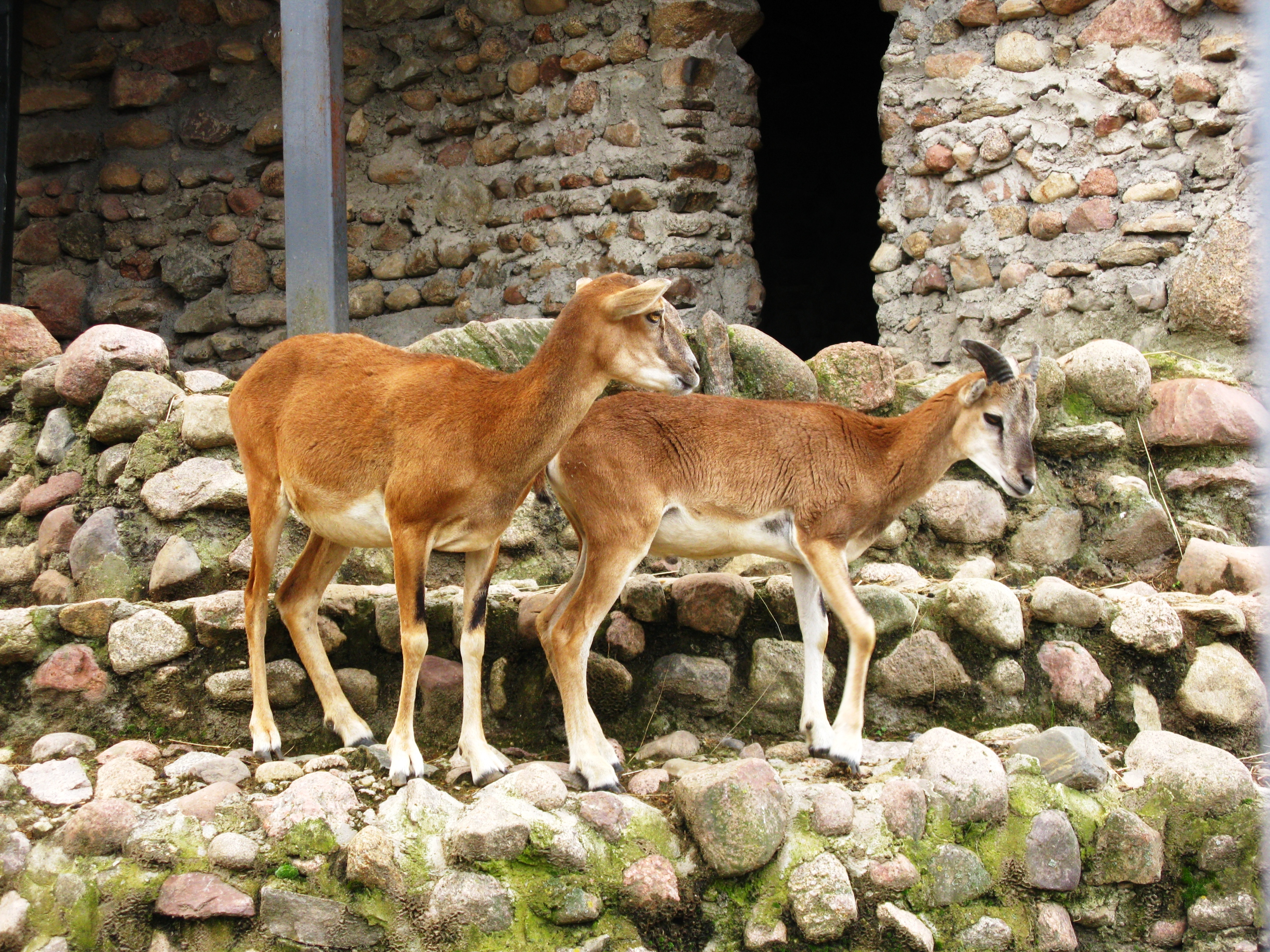
Две самки европейского муфлона (Ovis musimon)
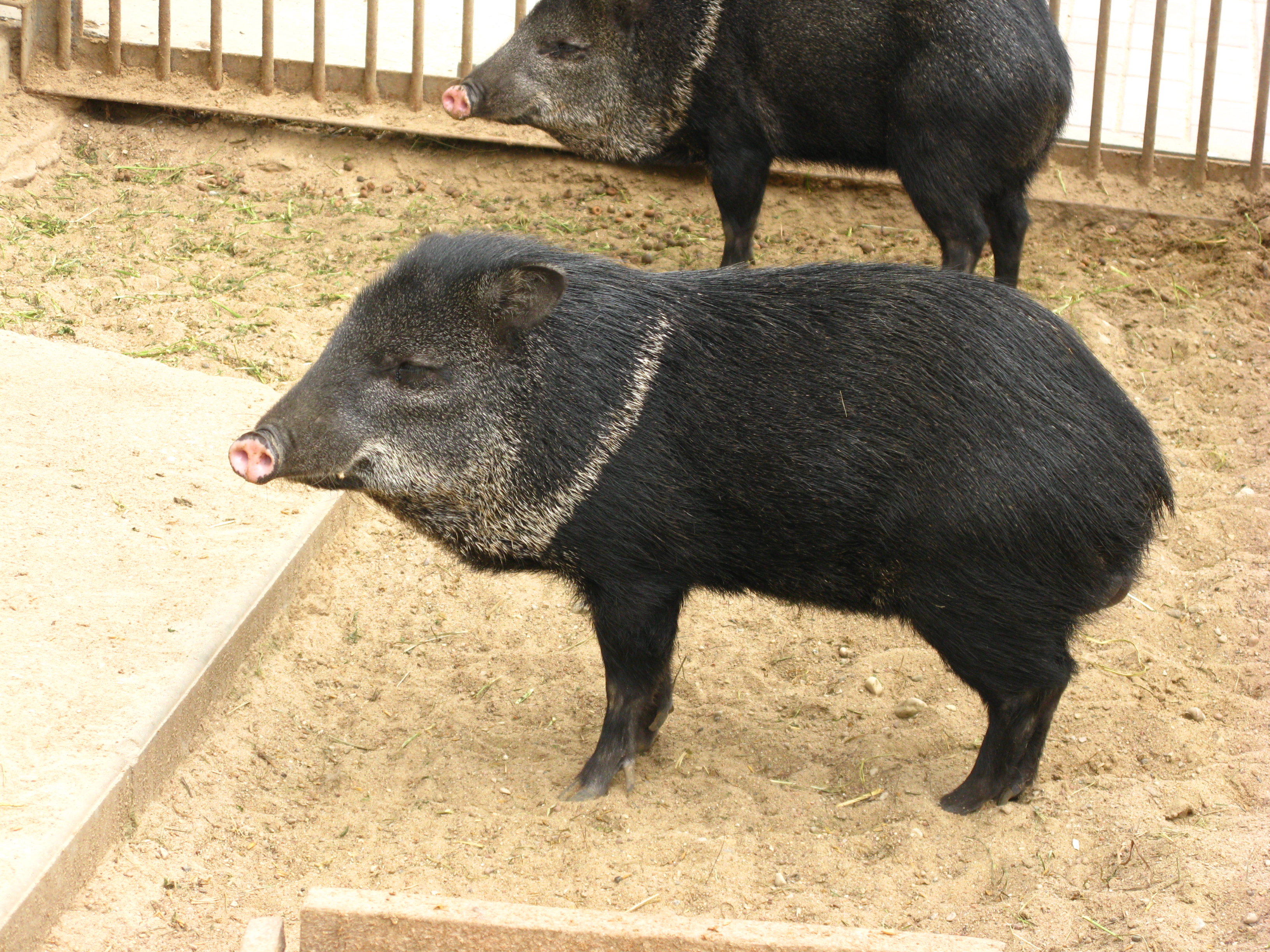
Ошейниковый пекари (Pecari tajacu), вид внесён в Красную книгу МСОП
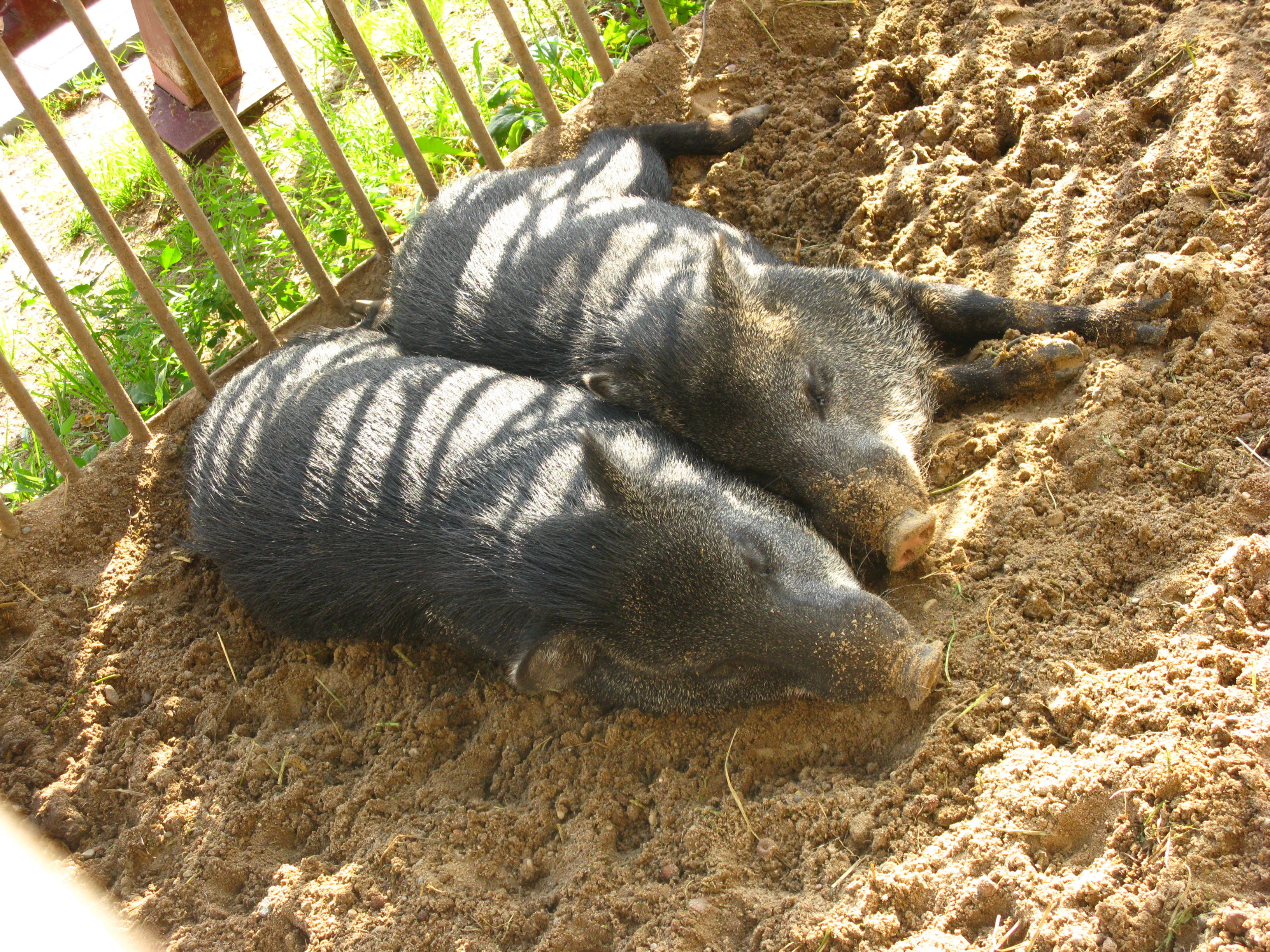
Пара ошейниковых пекари (Pecari tajacu), вид внесён в Красную книгу МСОП
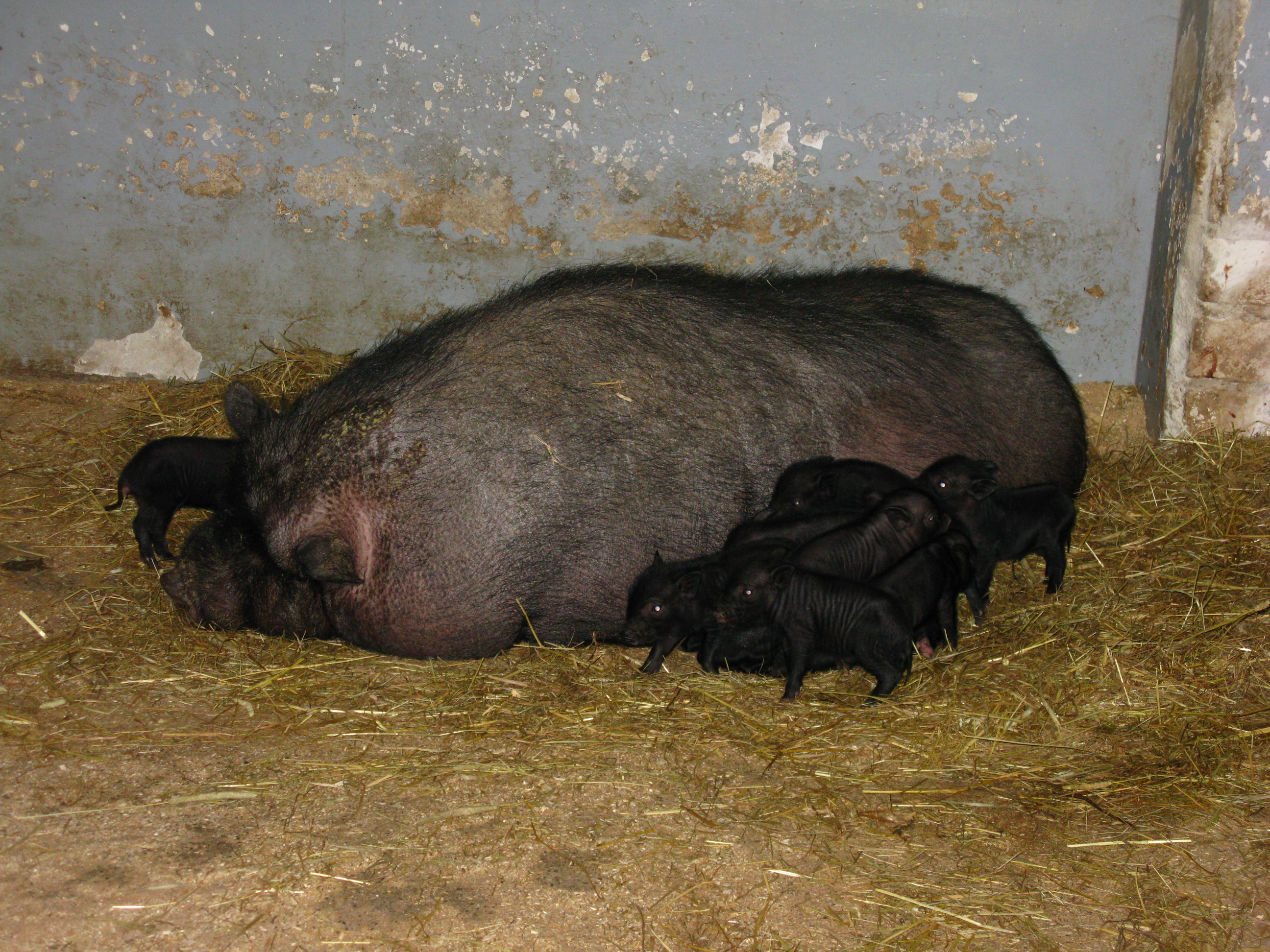
Вьетнамская вислобрюхая свинья (Sus scrofa domesticus) с потомством
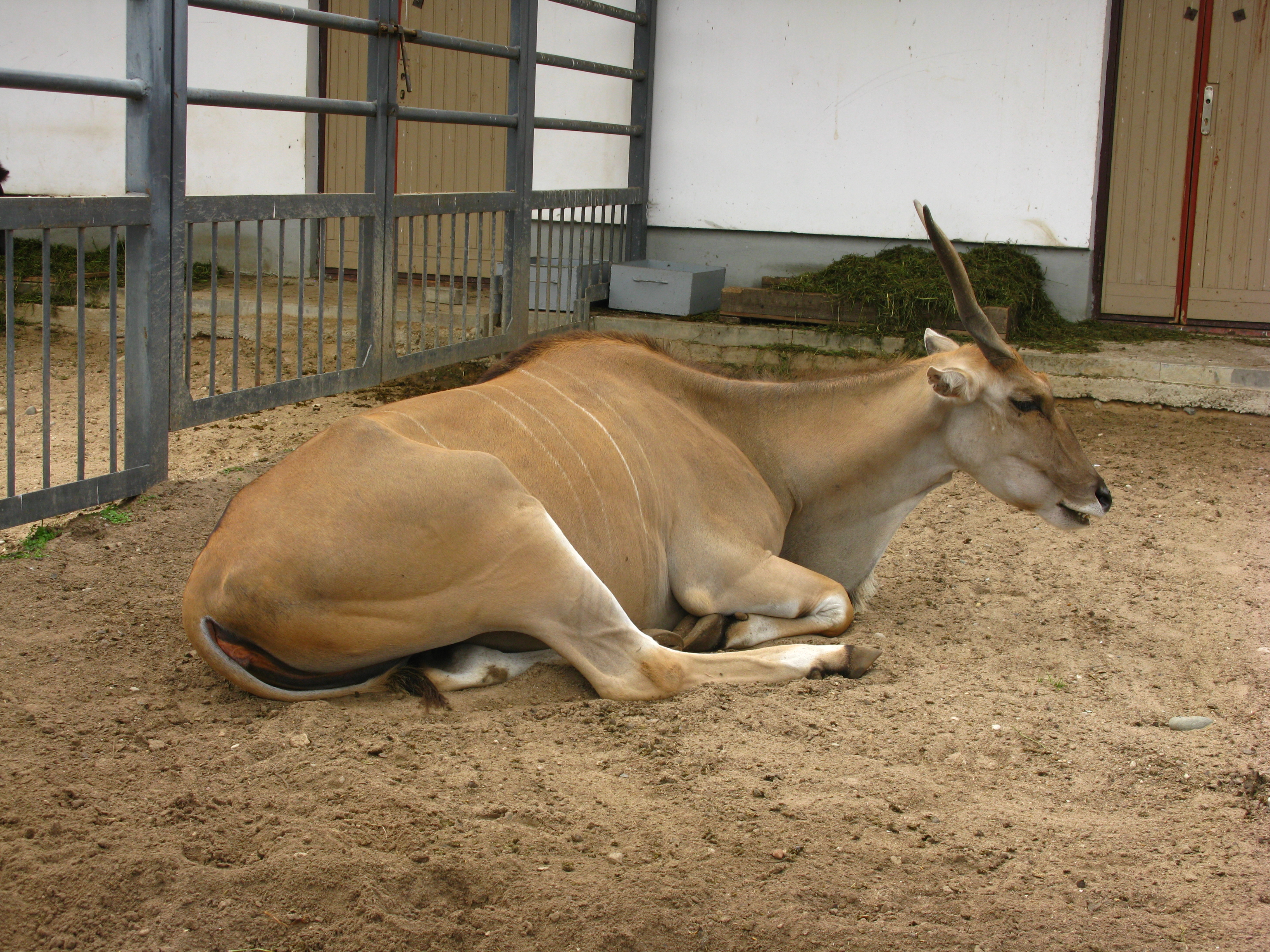
Степная канна (Taurotragus oryx), вид внесён в Красную книгу МСОП

#### Приматы

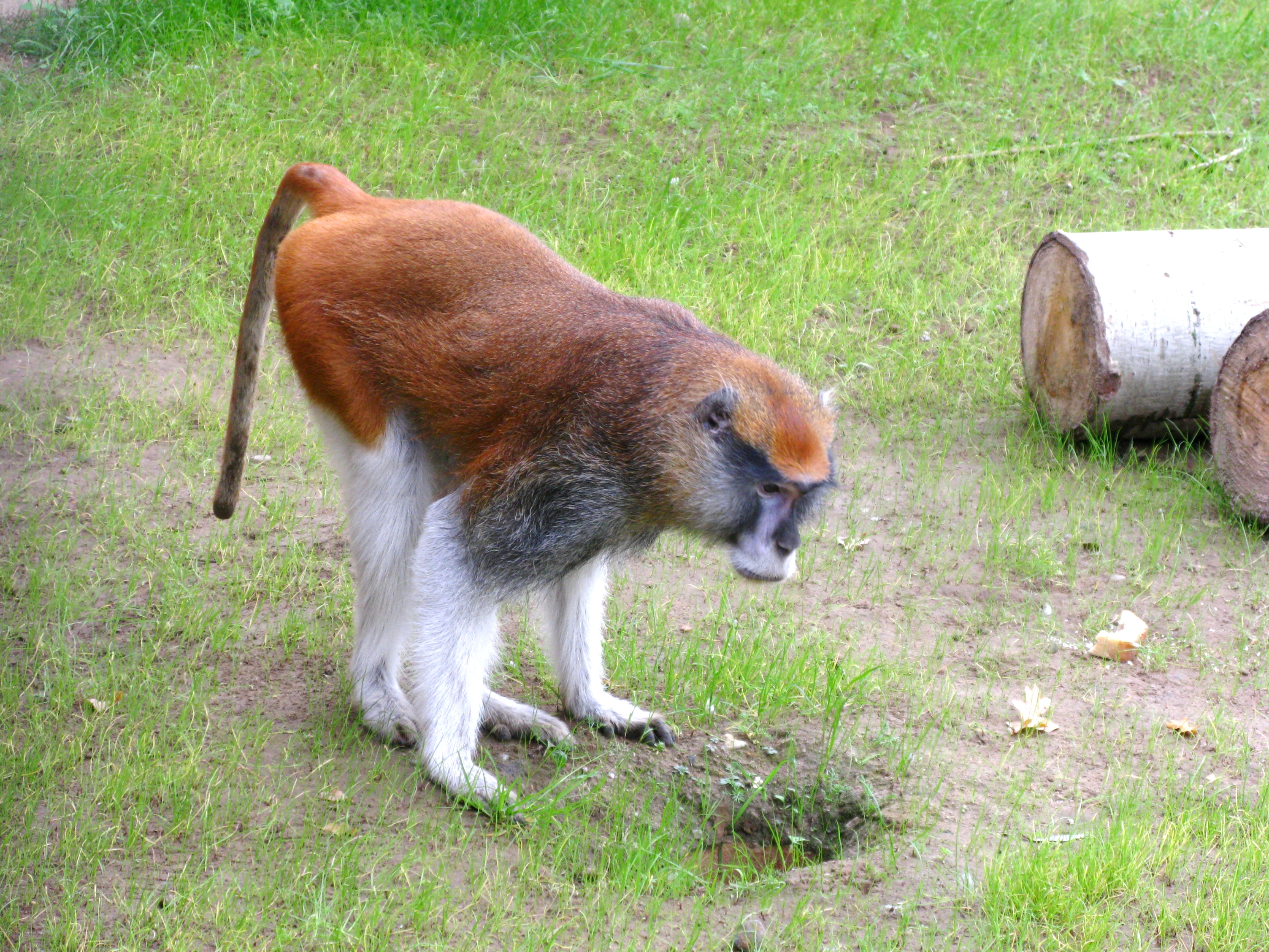
Мартышка-гусар (Erythrocebus patas)
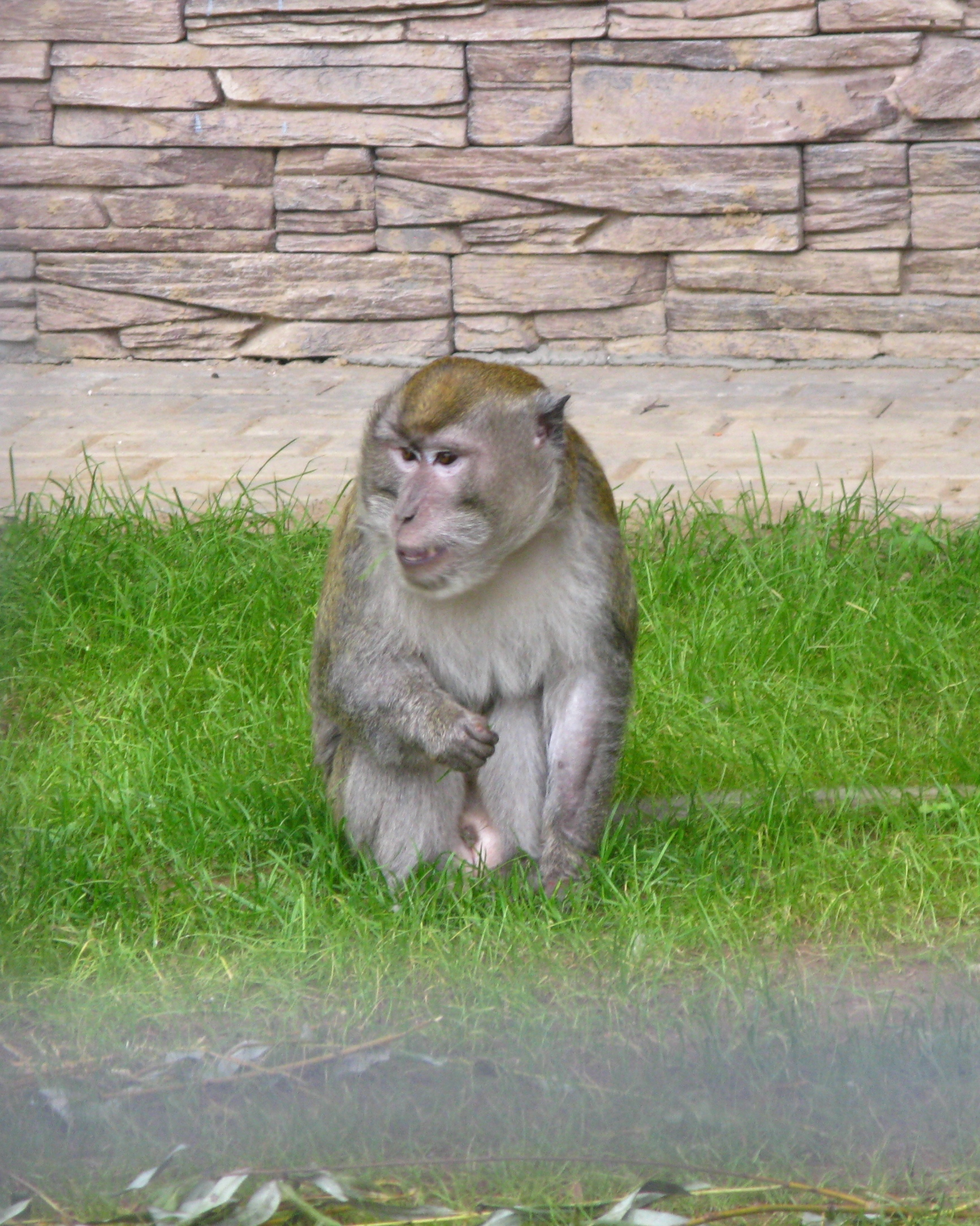
Самец макака-крабоеда, или яванского макака (Macaca fascicularis), вид внесён в Красную книгу МСОП
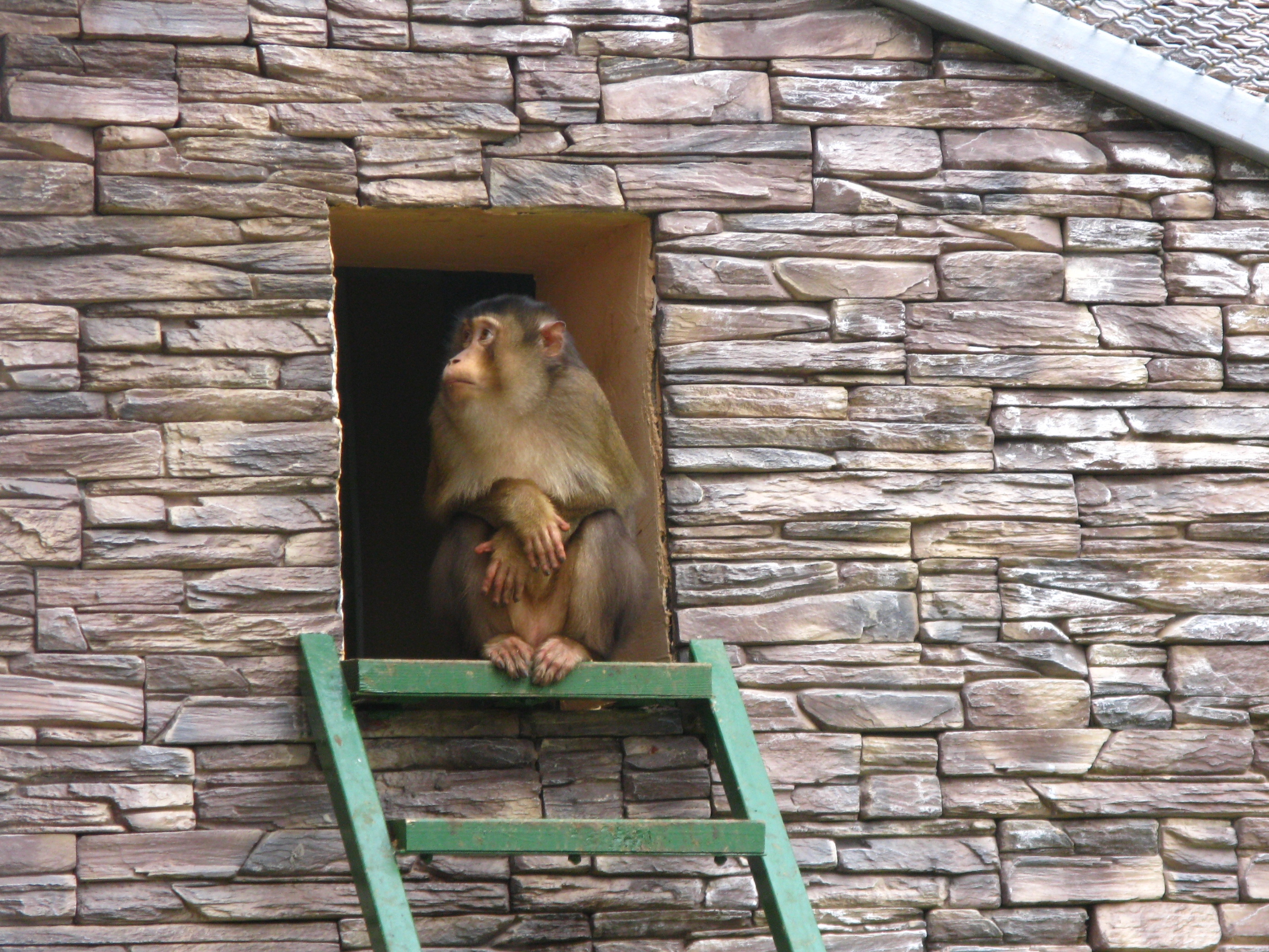
Лапундер, или свинохвостый макак (Macaca nemestrina), вид внесён в Красную книгу МСОП

#### Непарнокопытные

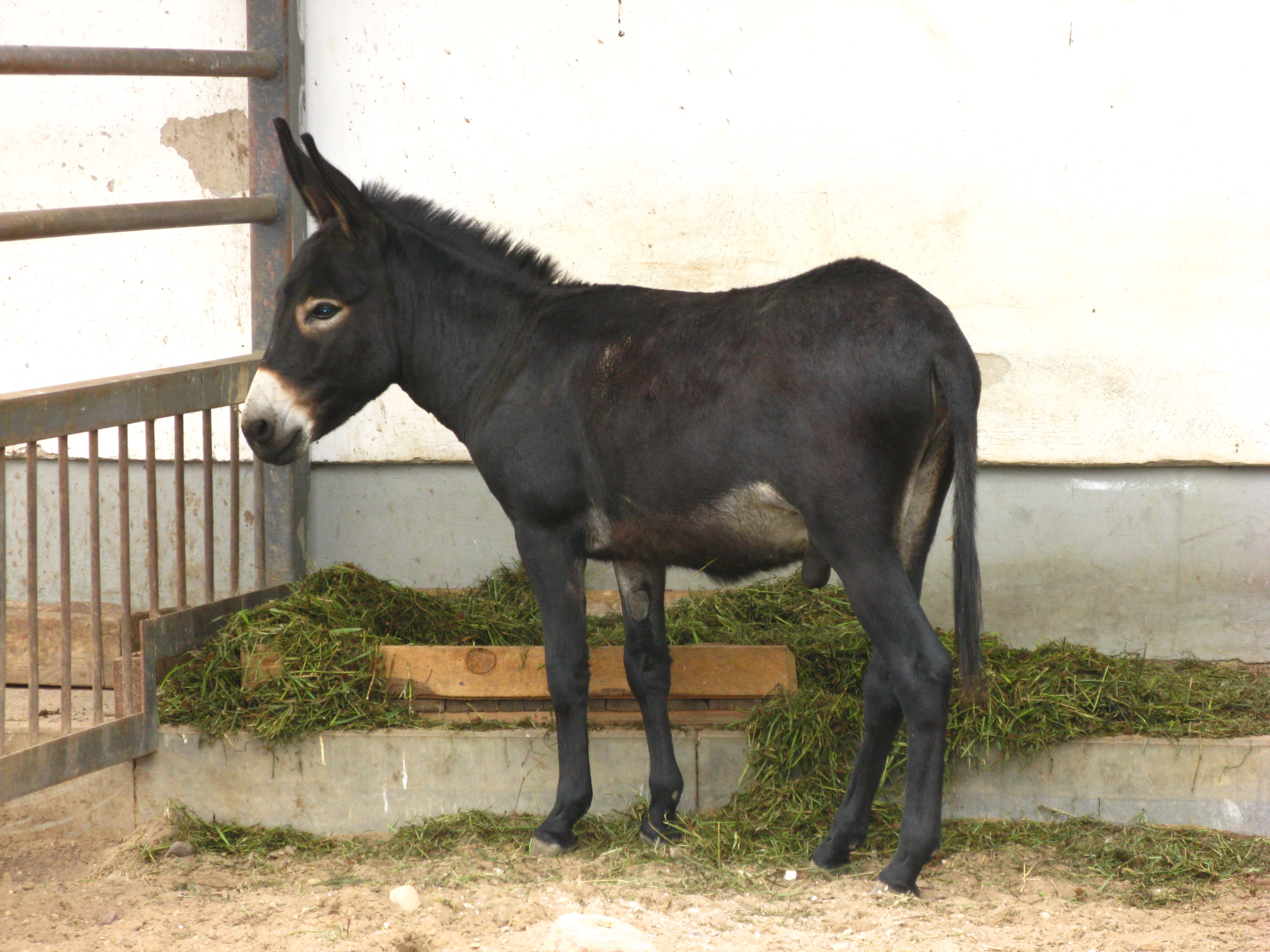
Домашний осёл (Equus asinus asinus)
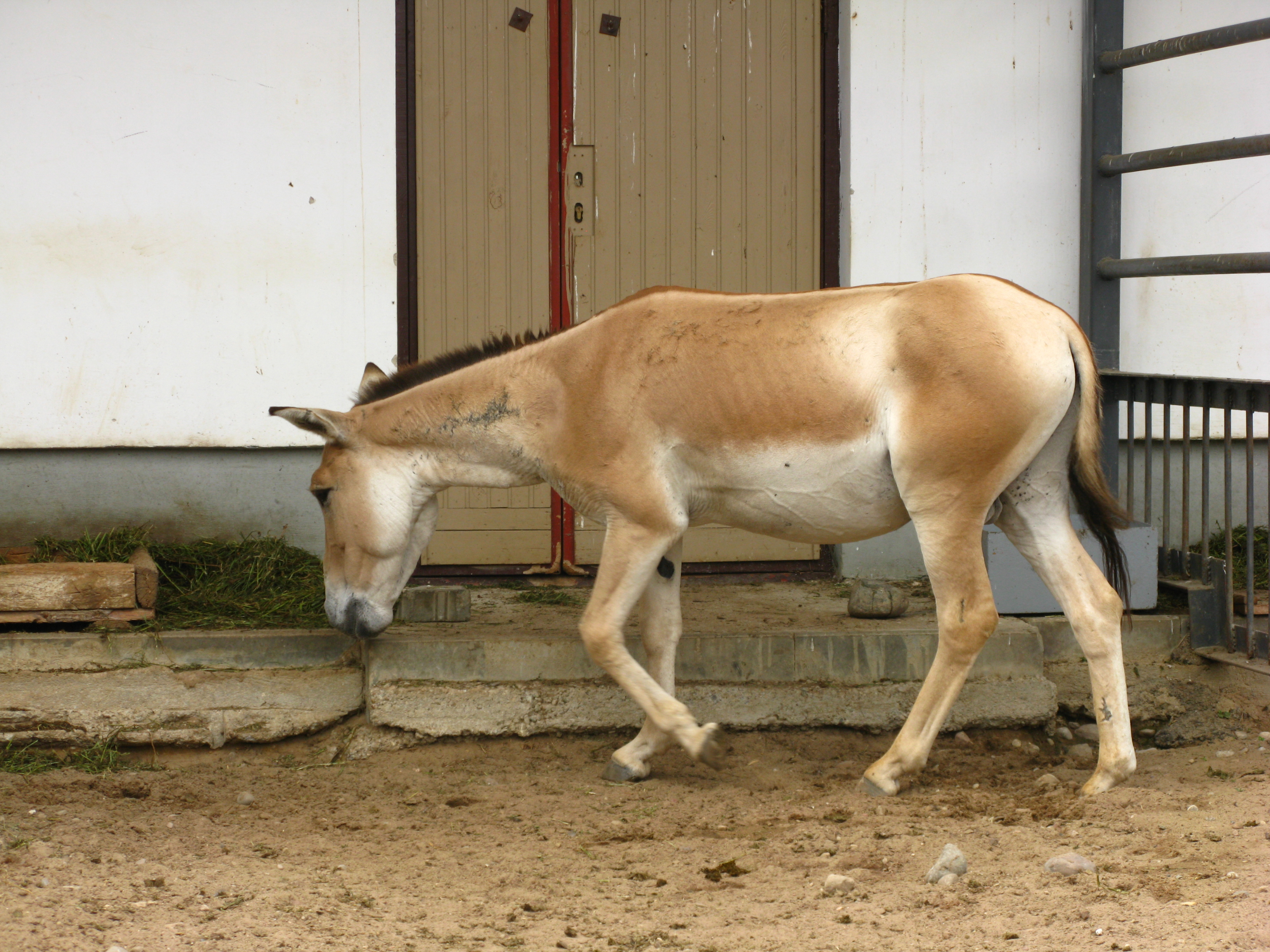
Туркменский кулан (Equus hemionus kulan), вид внесён в Красную книгу МСОП
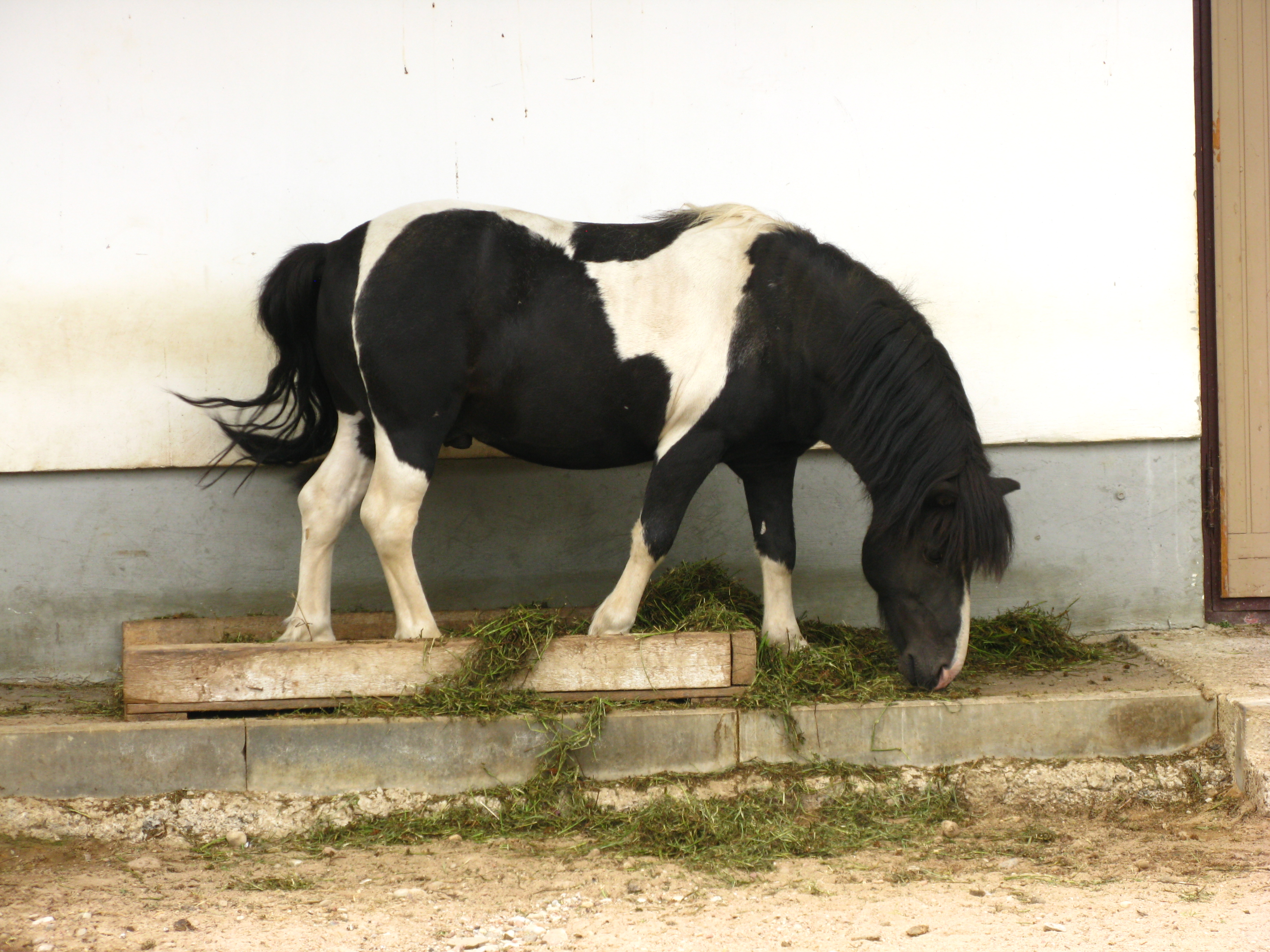
Пони (Equus ferus caballus)

#### Хищные

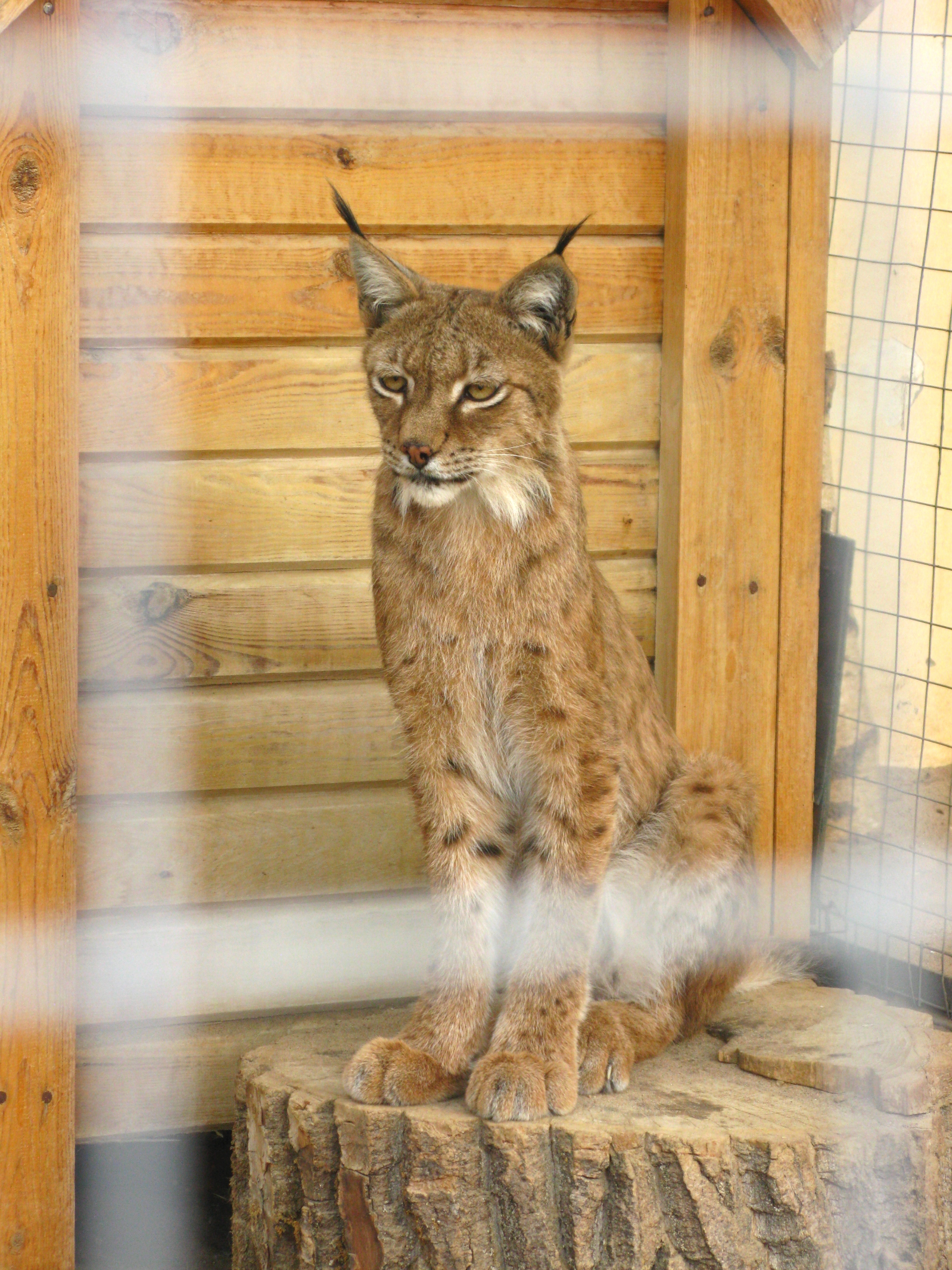
Молодая обыкновенная рысь (Lynx lynx), вид внесён в Красную книгу МСОП и в Красную книгу Республики Беларусь
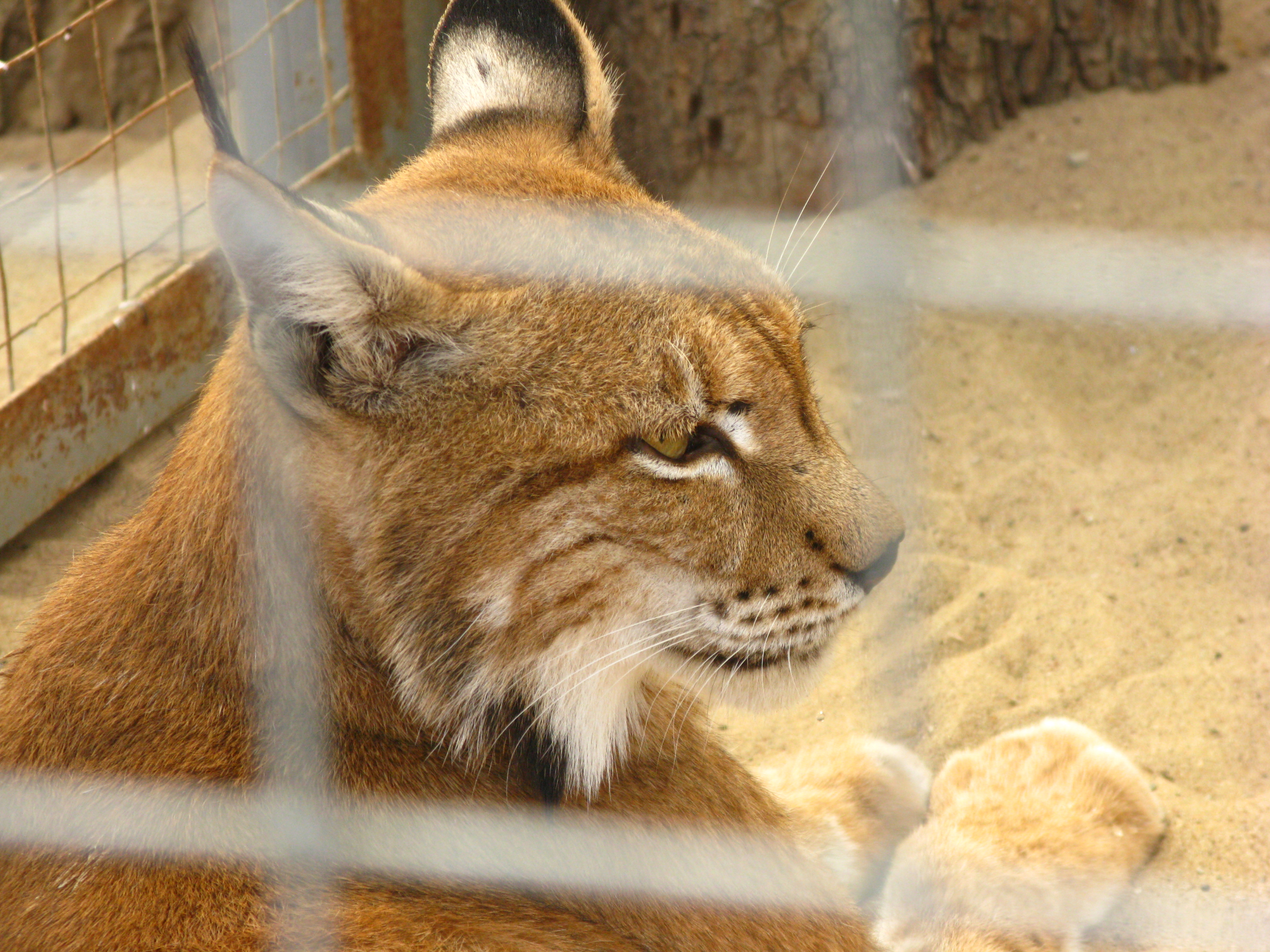
Обыкновенная рысь (Lynx lynx), вид внесён в Красную книгу МСОП и в Красную книгу Республики Беларусь
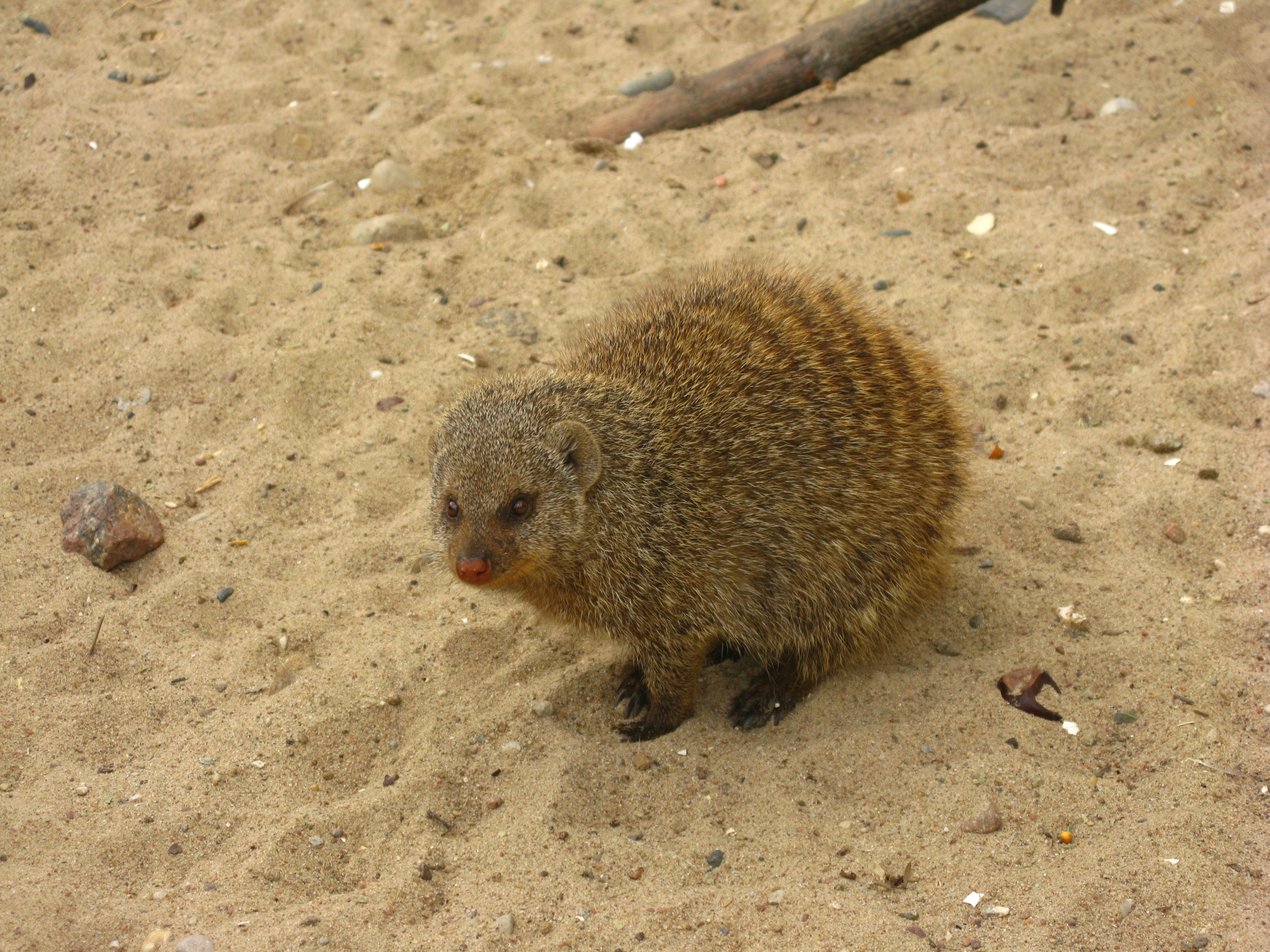
Полосатый мангуст (Mungos mungo)
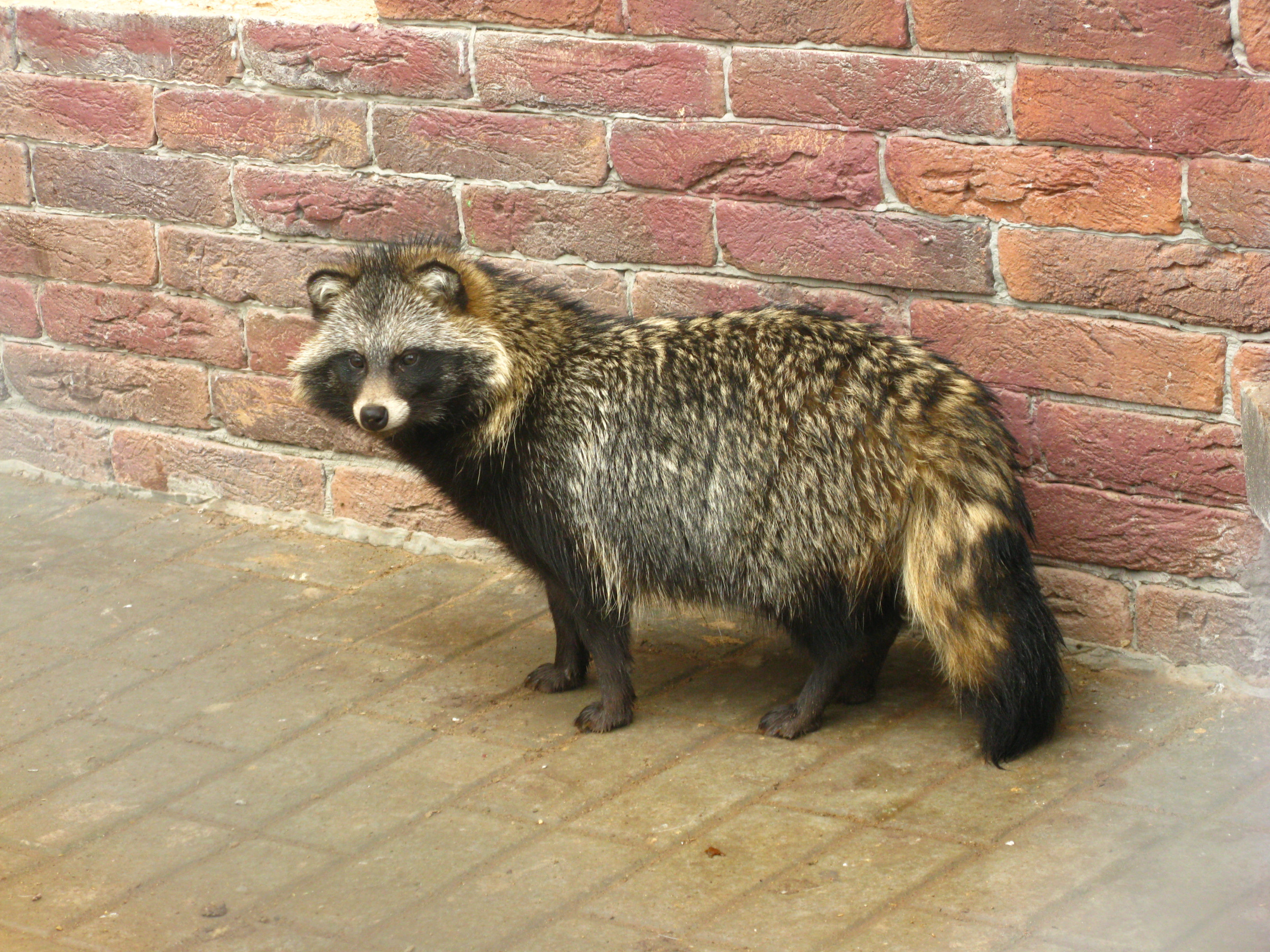
Енотовидная собака (Nyctereutes procyonoides)
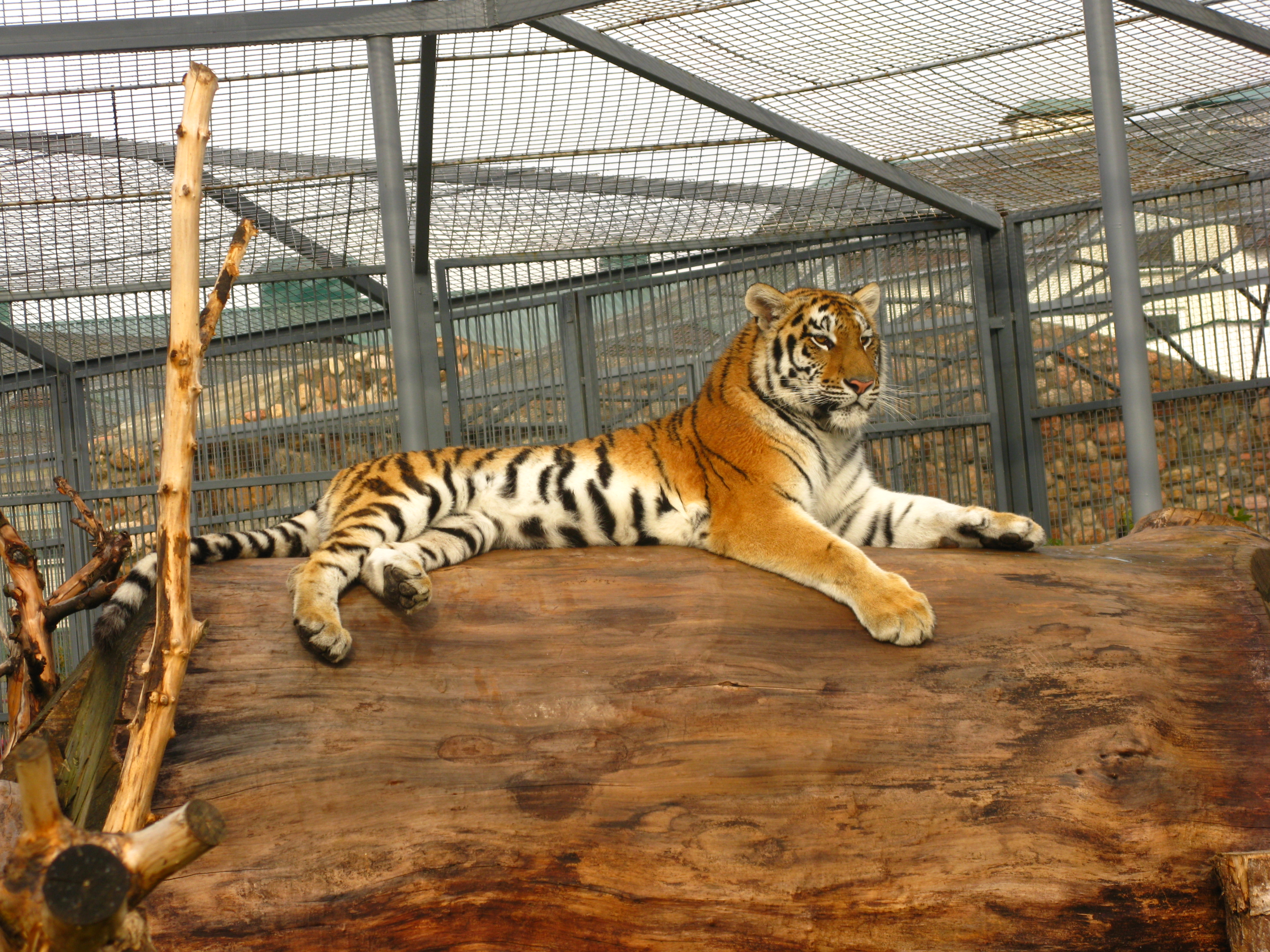
Амурская тигрица (Panthera tigris altaica) по кличке Тайга, вид внесён в Красную книгу МСОП
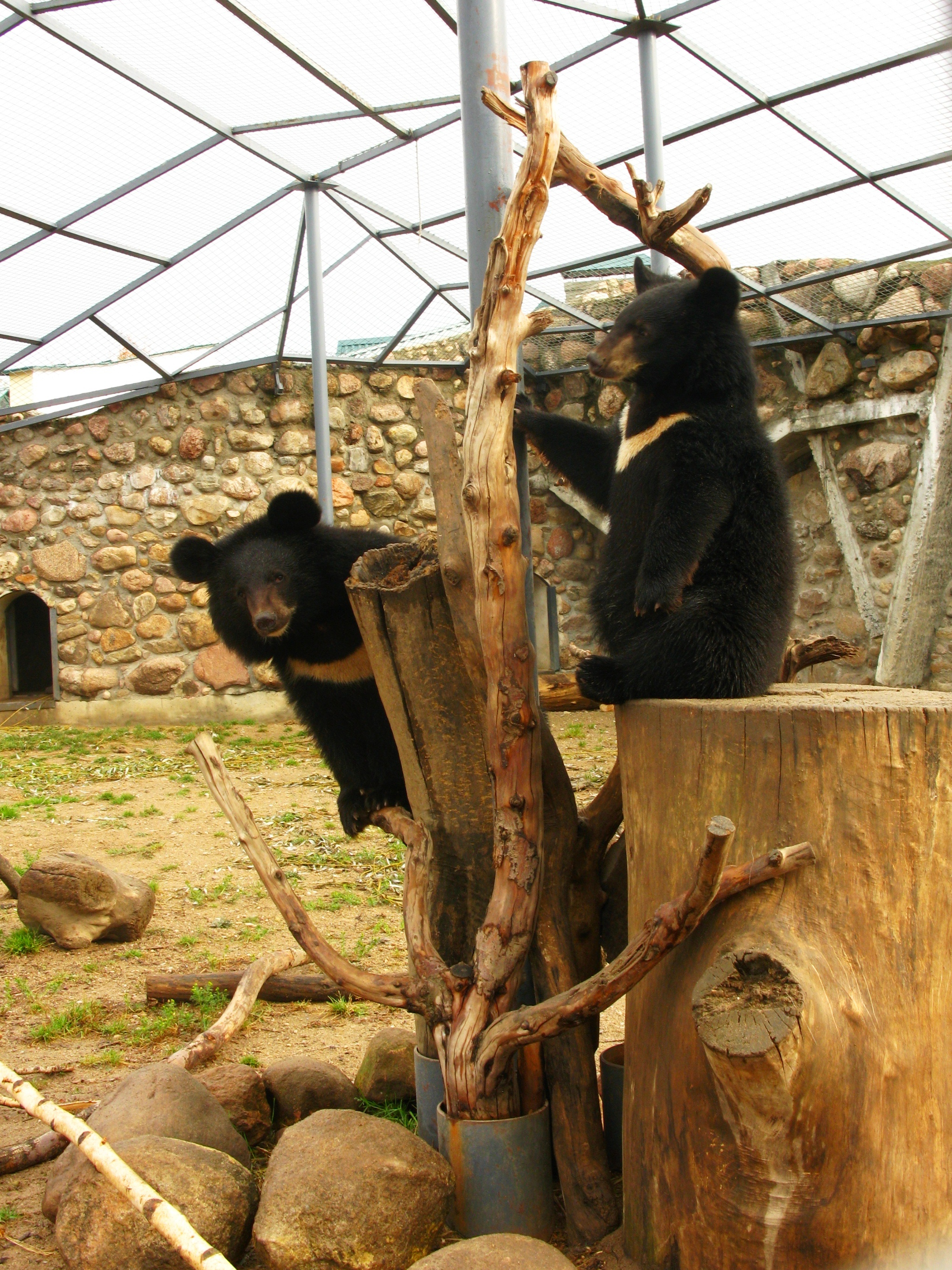
Гималайские медвежата (Ursus thibetanus)
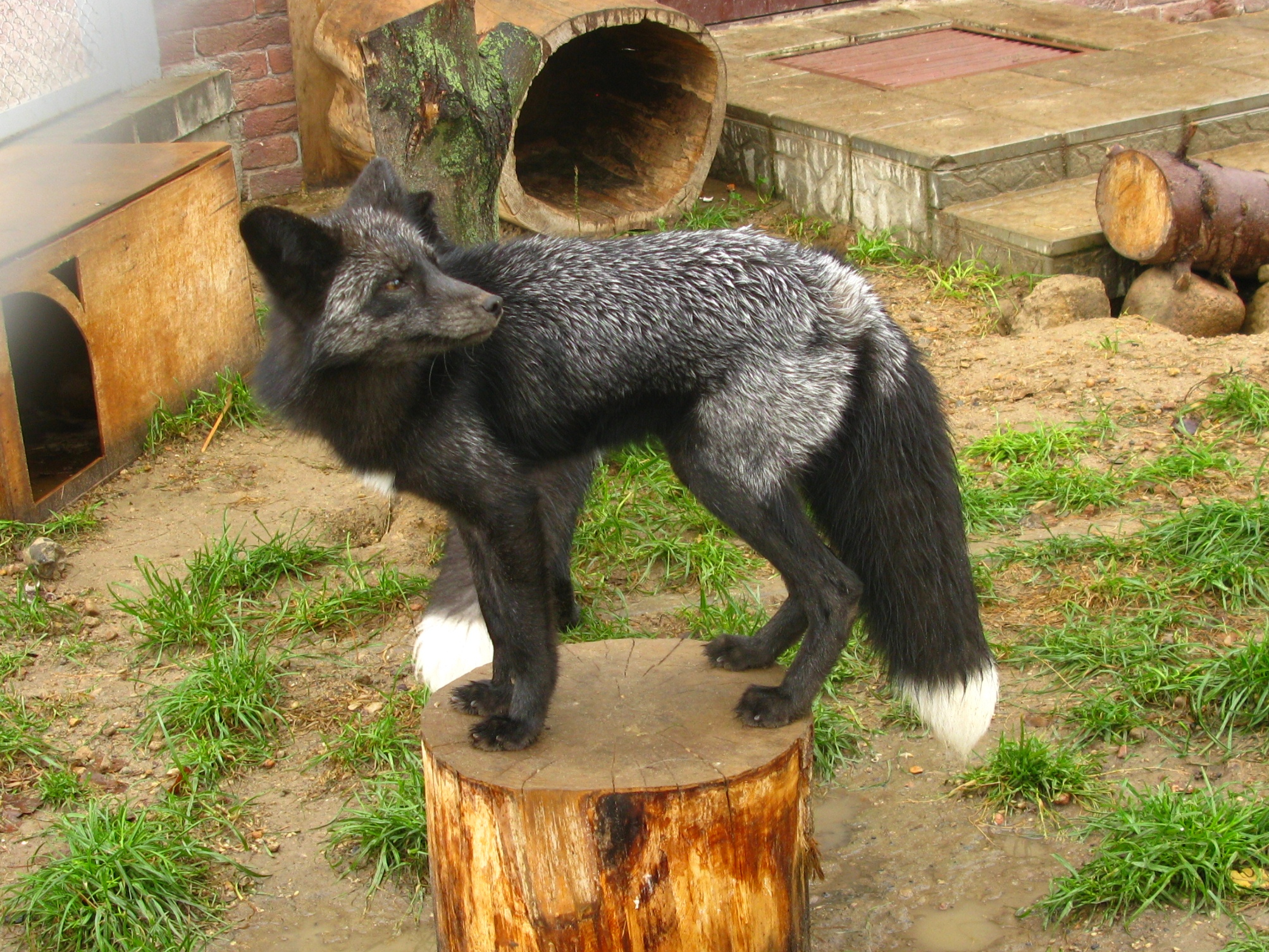
Молодая чёрно-бурая лисица, морфа обыкновенной (Vulpes vulpes)

### Птицы
По состоянию на 1 января 2023 в зоопарке 84 видов птиц представлены 643 особями.

#### Аистообразные

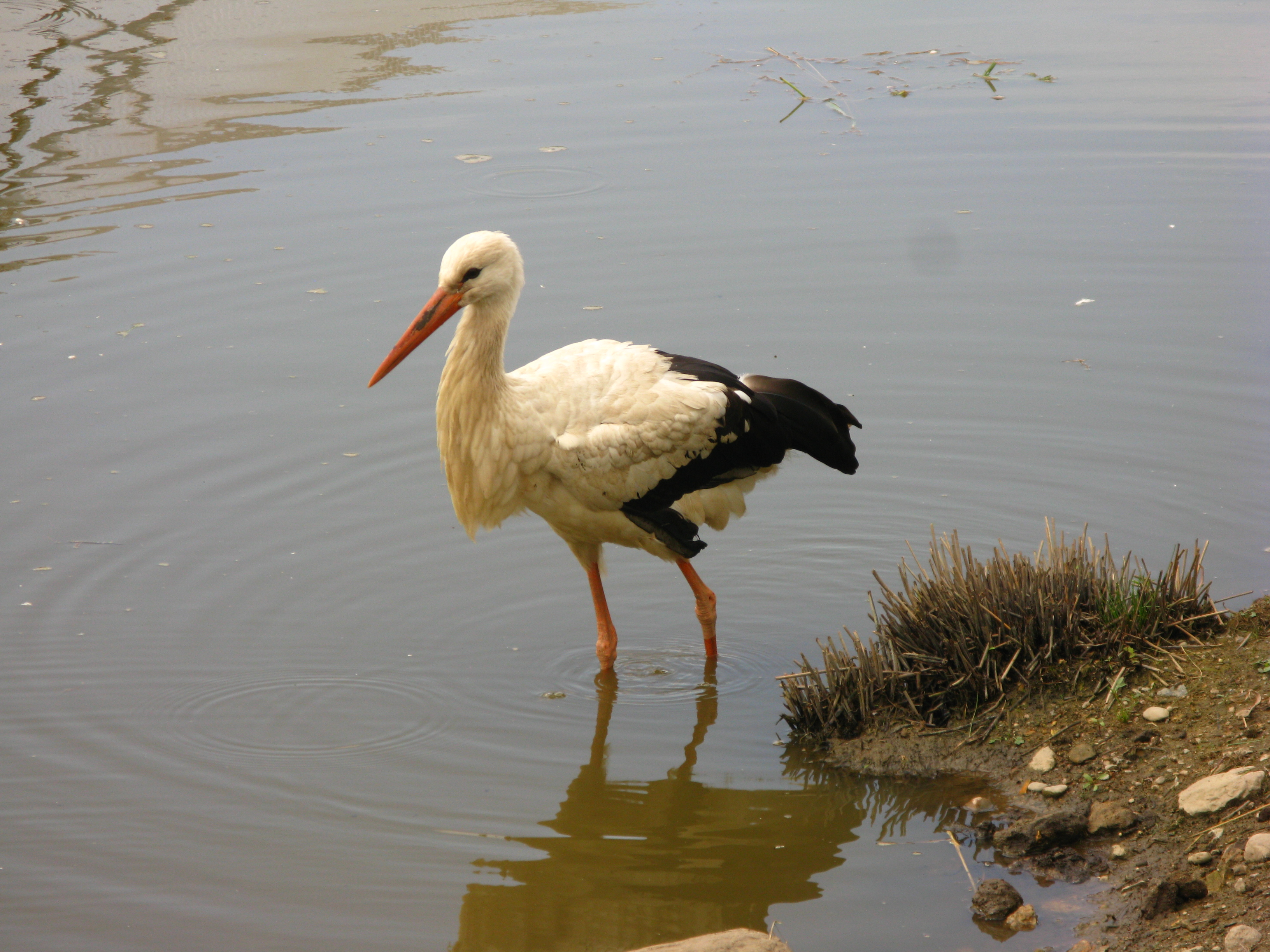
Белый аист (Ciconia ciconia)
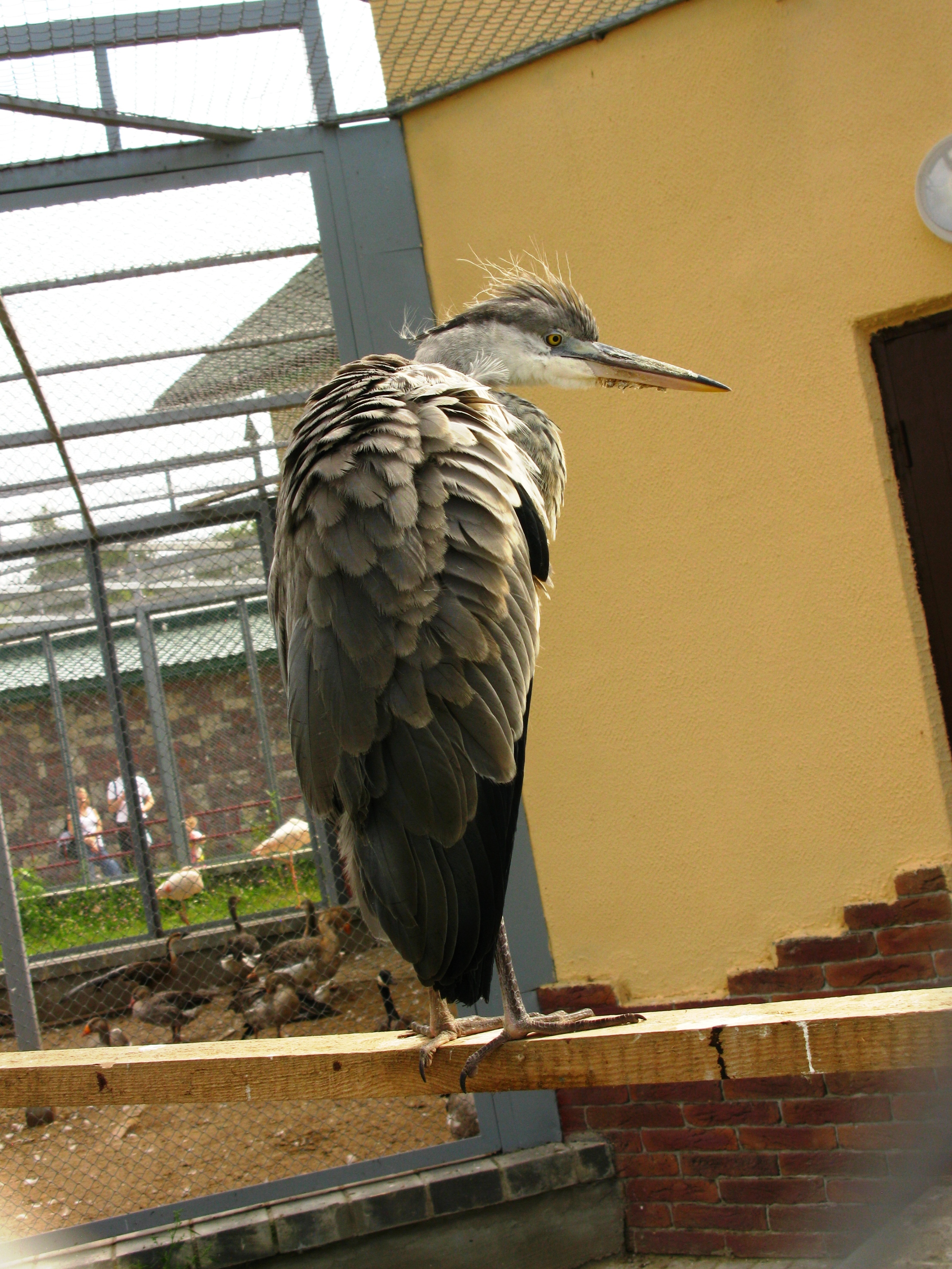
Серая цапля (Ardea cinerea), вид внесён в Красную книгу МСОП

#### Воробьинообразные

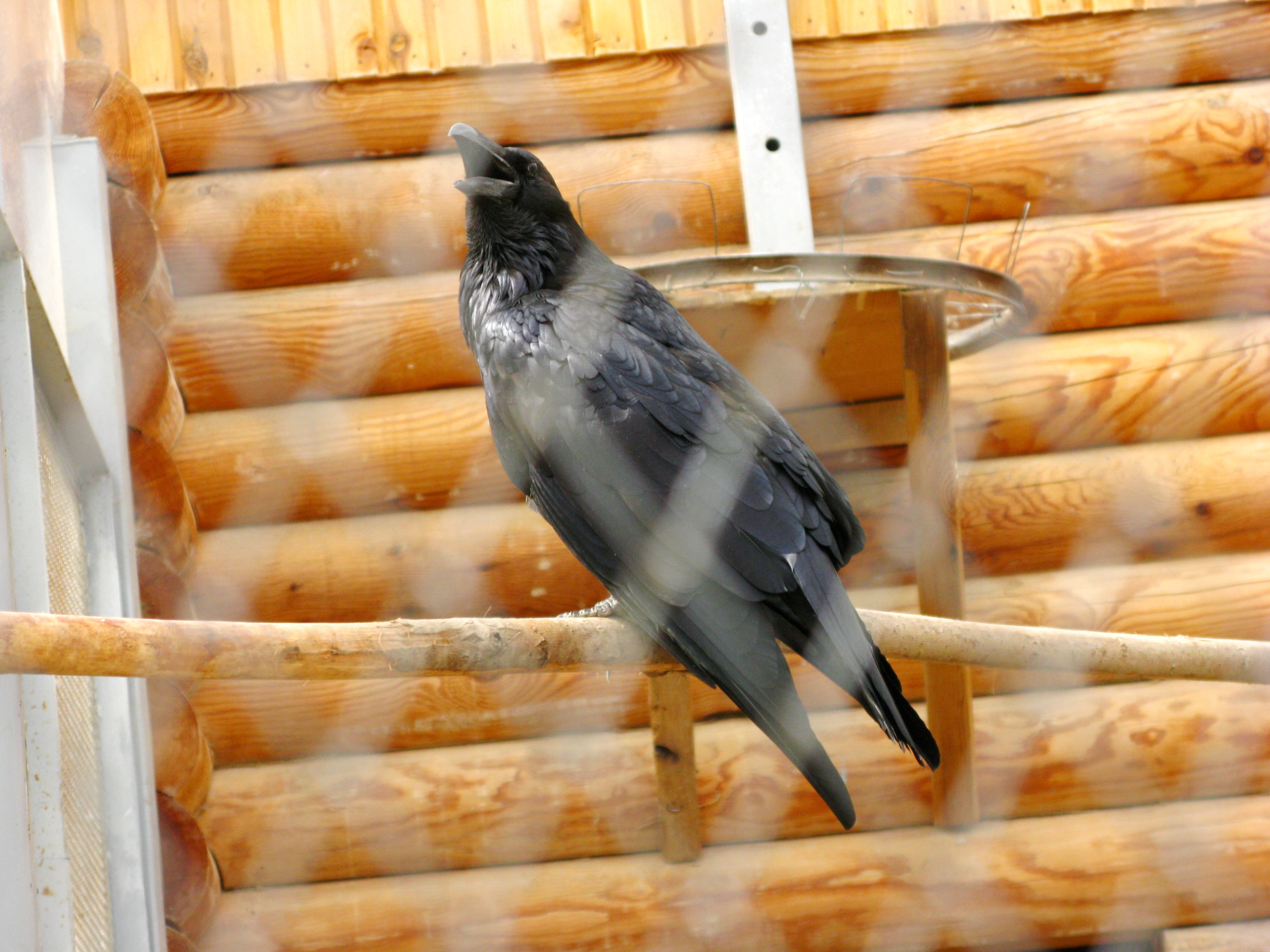
Ворон (Corvus corax), вид внесён в Красную книгу МСОП
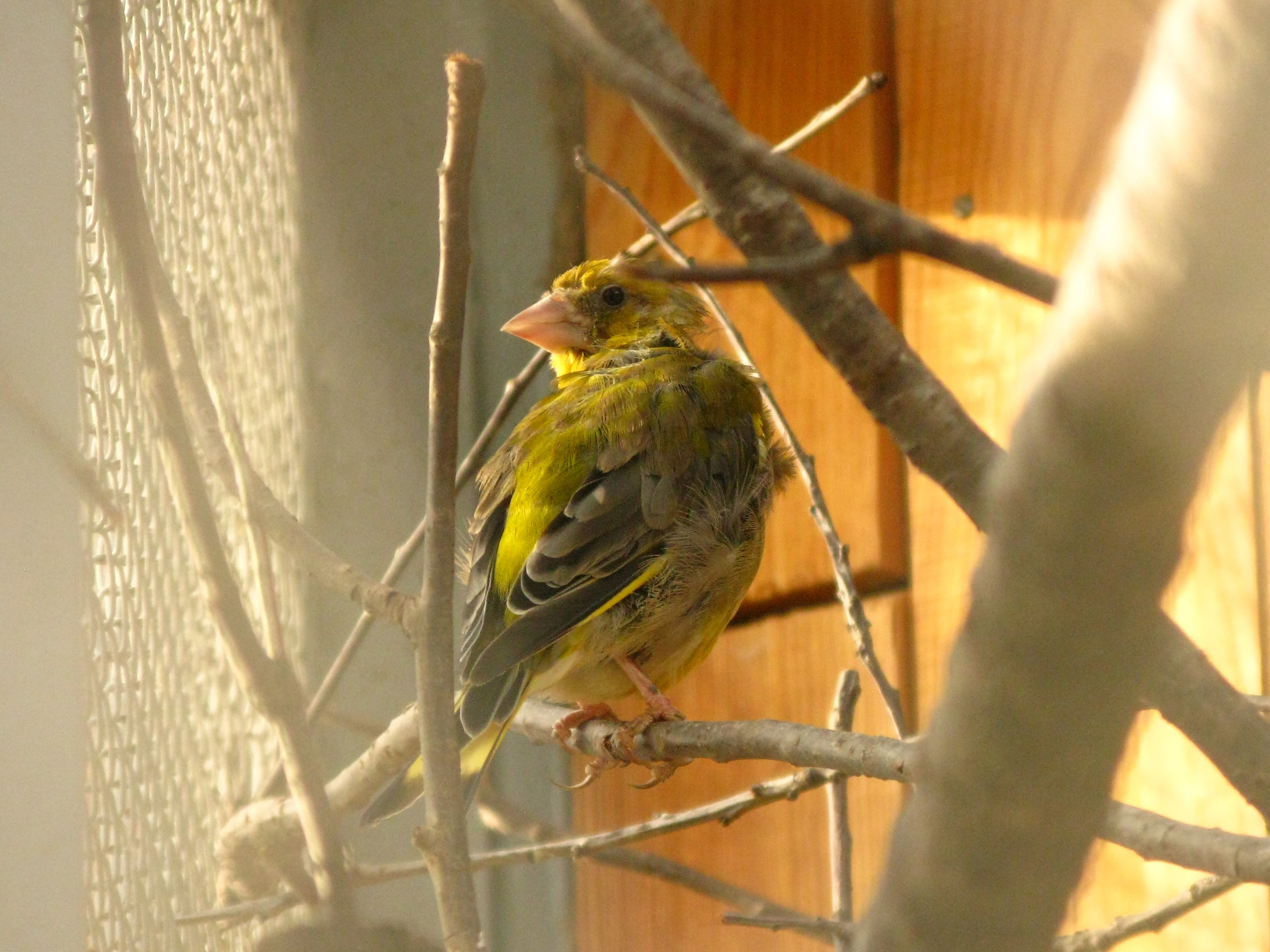
Зеленушка (Carduelis chloris)
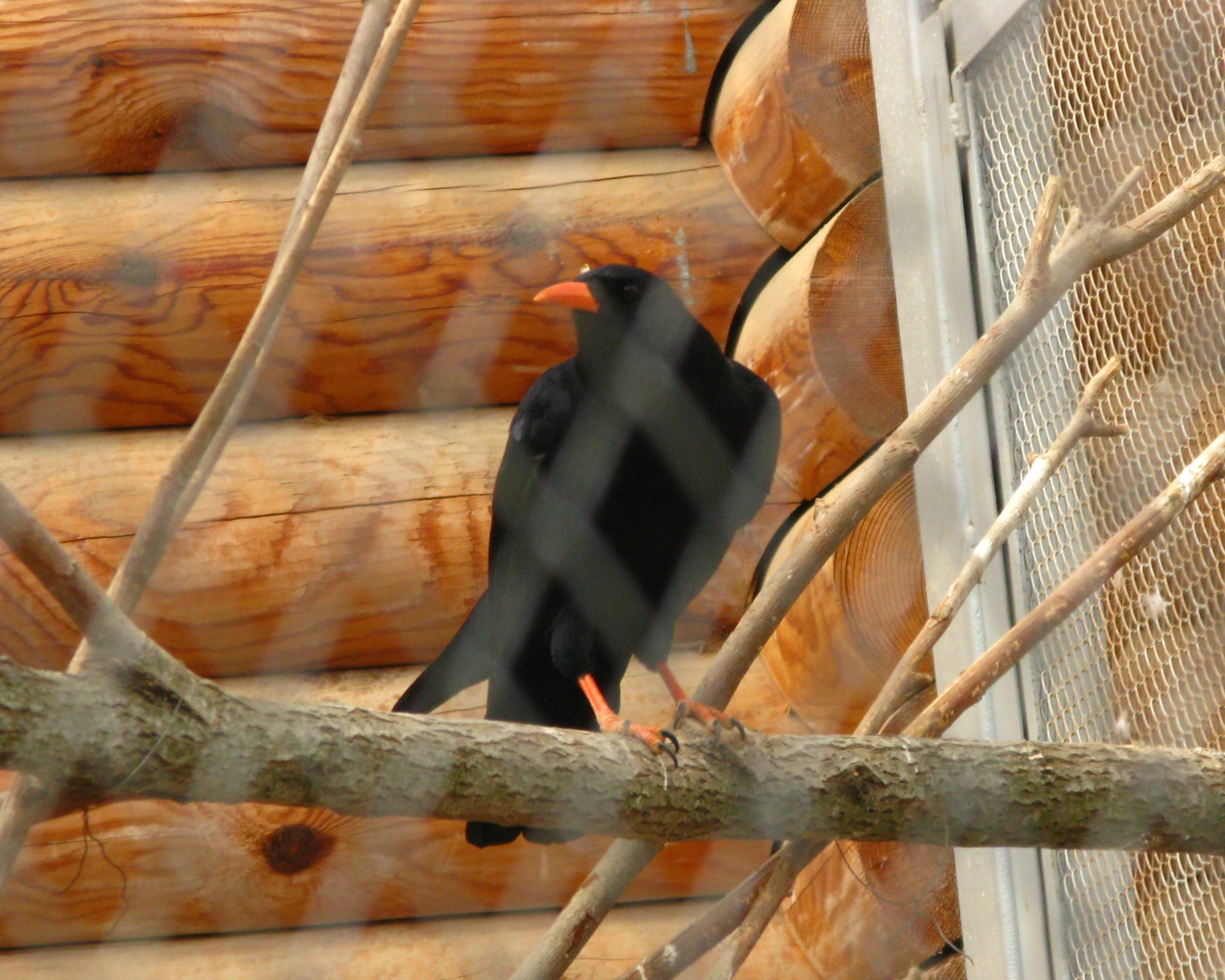
Клушица (Pyrrhocorax pyrrhocorax), вид внесён в Красную книгу МСОП
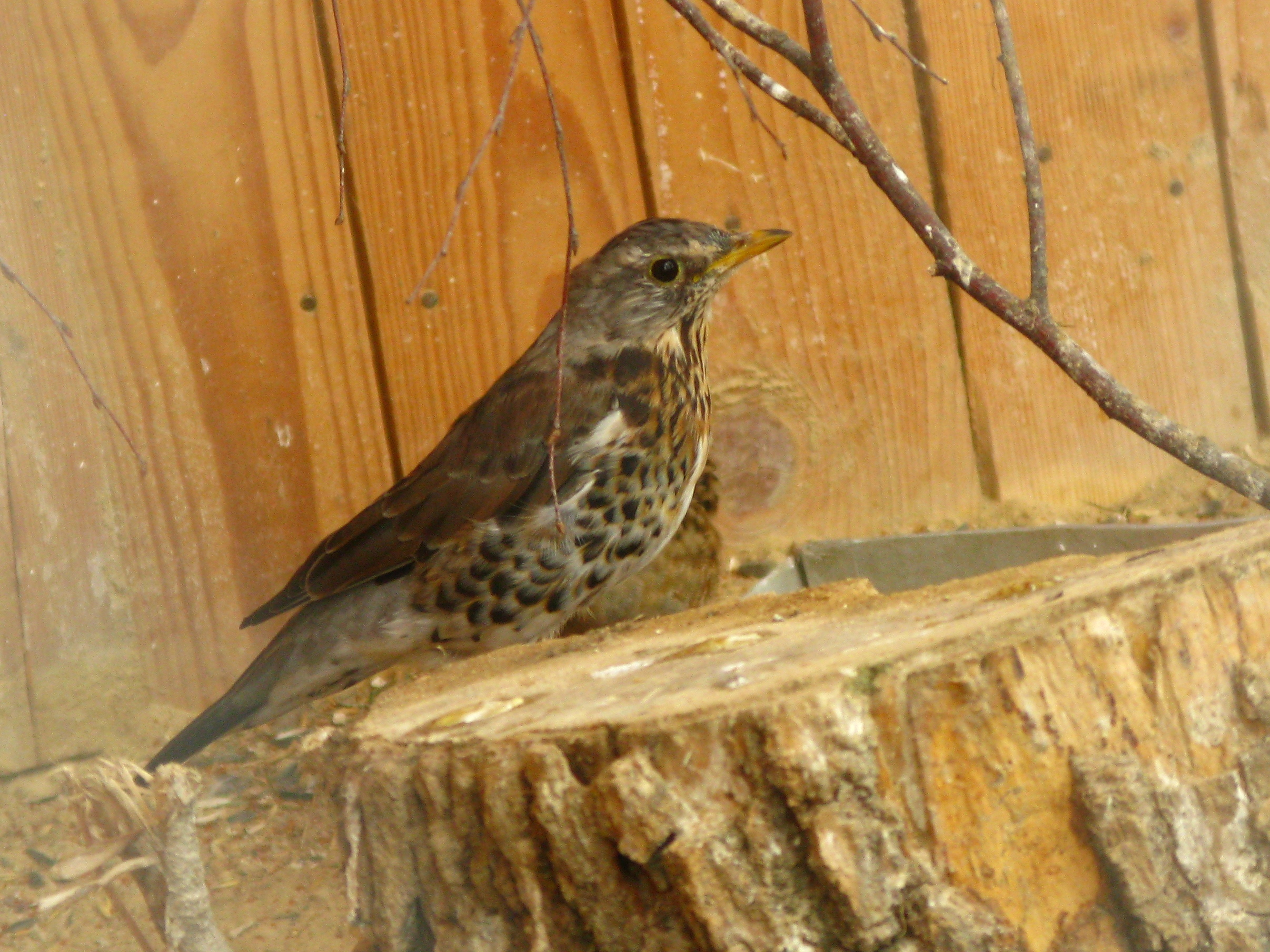
Рябинник (Turdus pilaris)
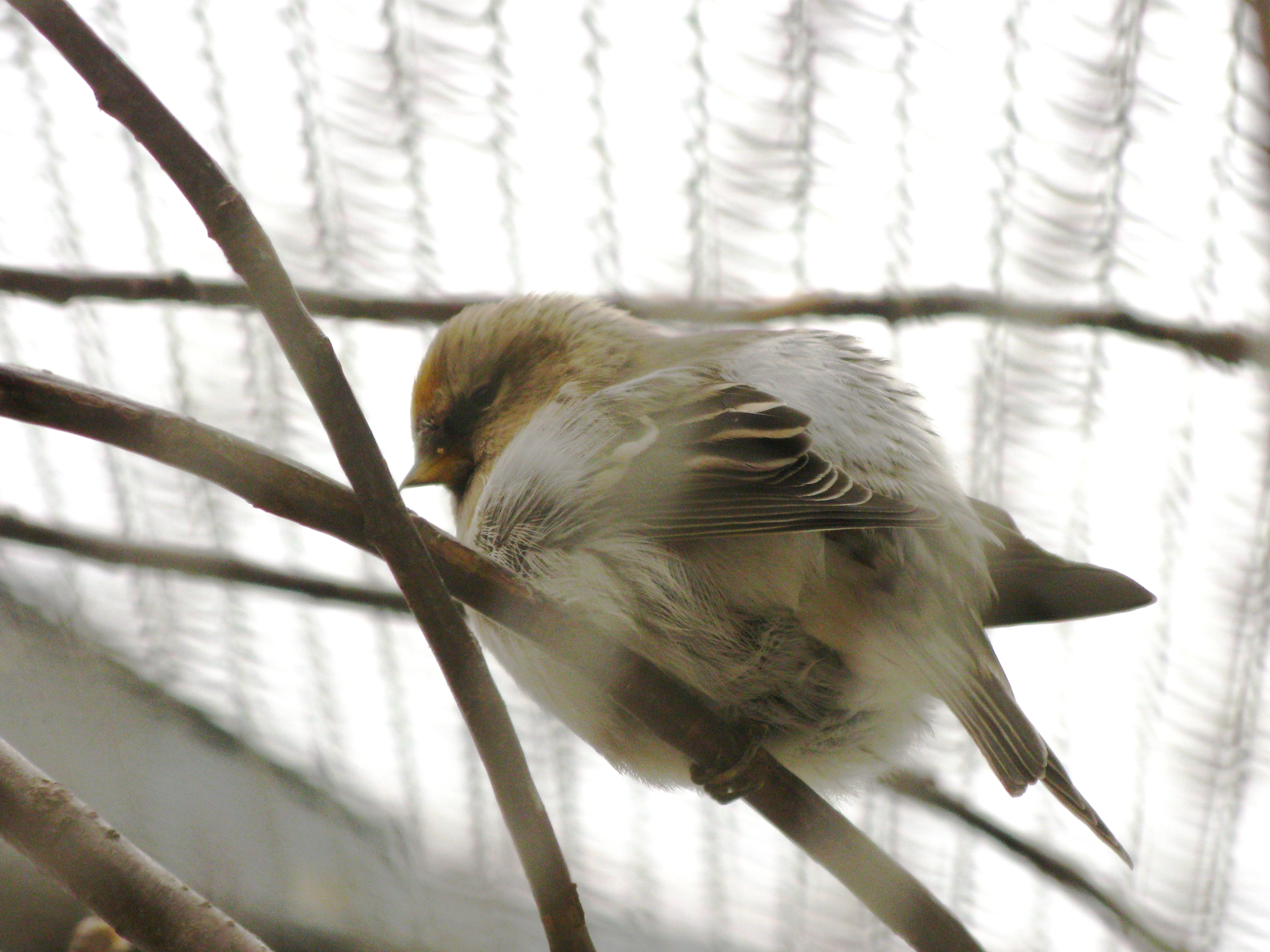
Чечётка (Carduelis flammea)
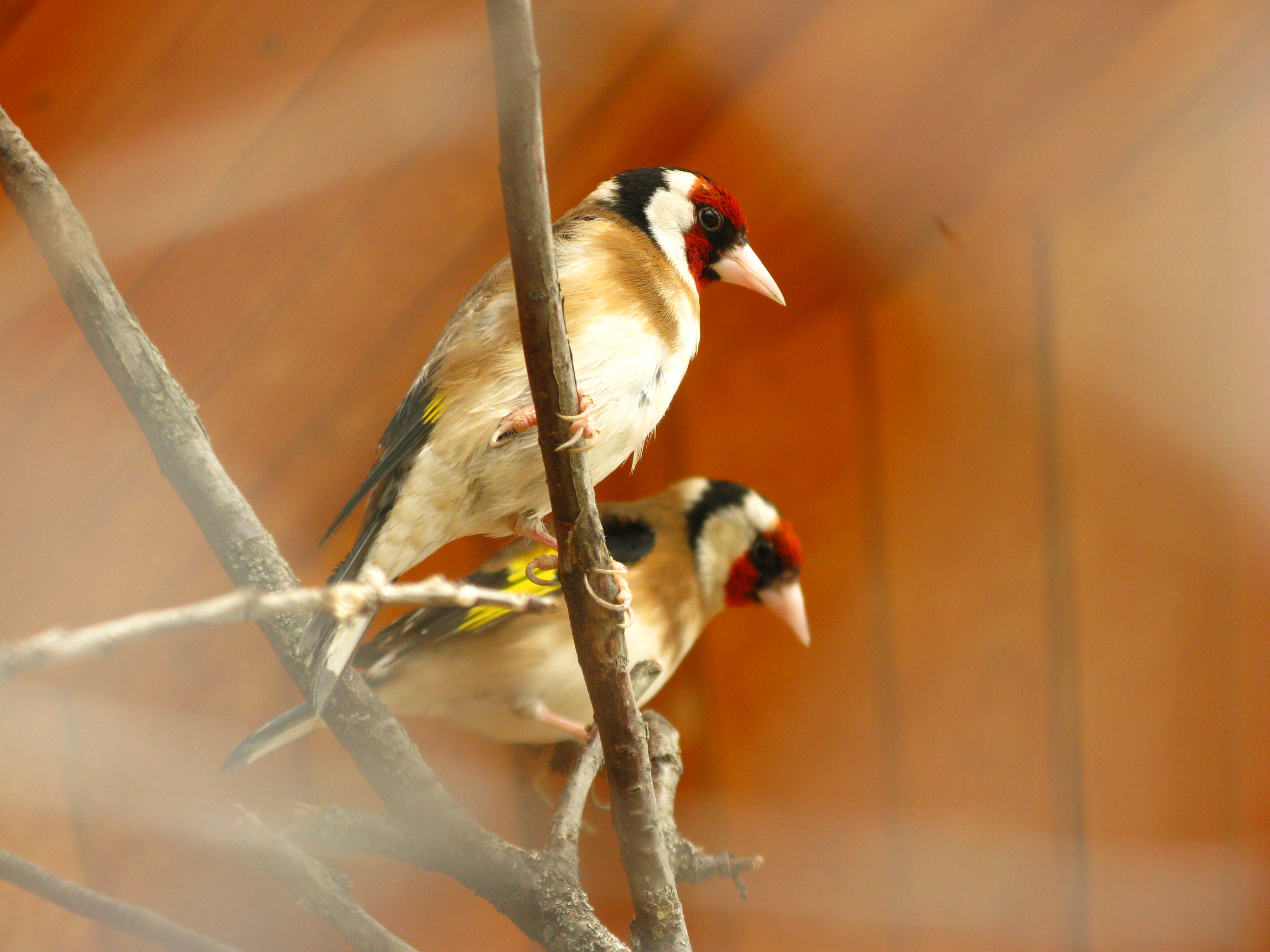
Черноголовый щегол (Carduelis carduelis)

#### Гусеобразные

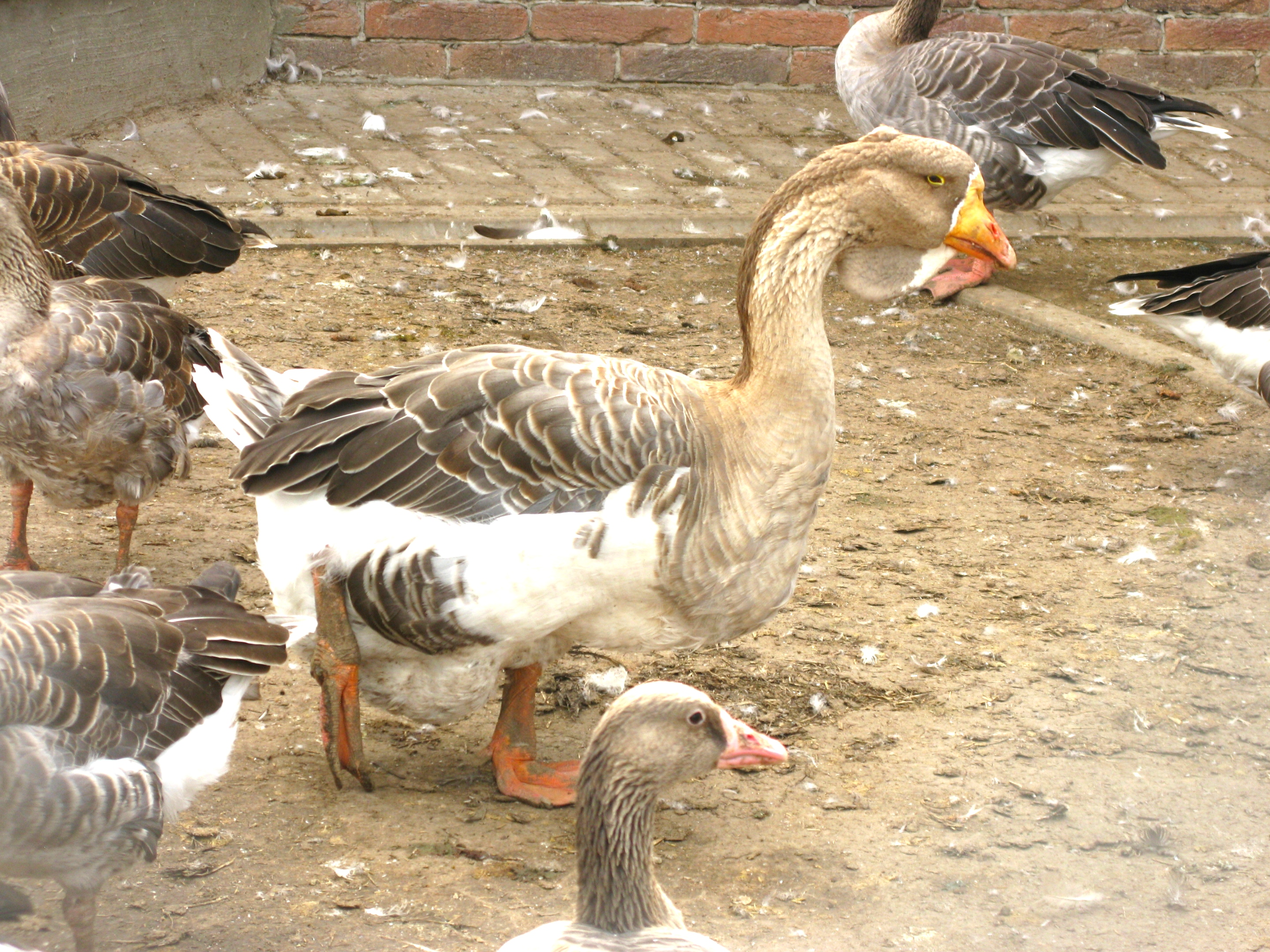
Самец домашнего гуся (Anser anser domesticus, или Anser cygnoides)
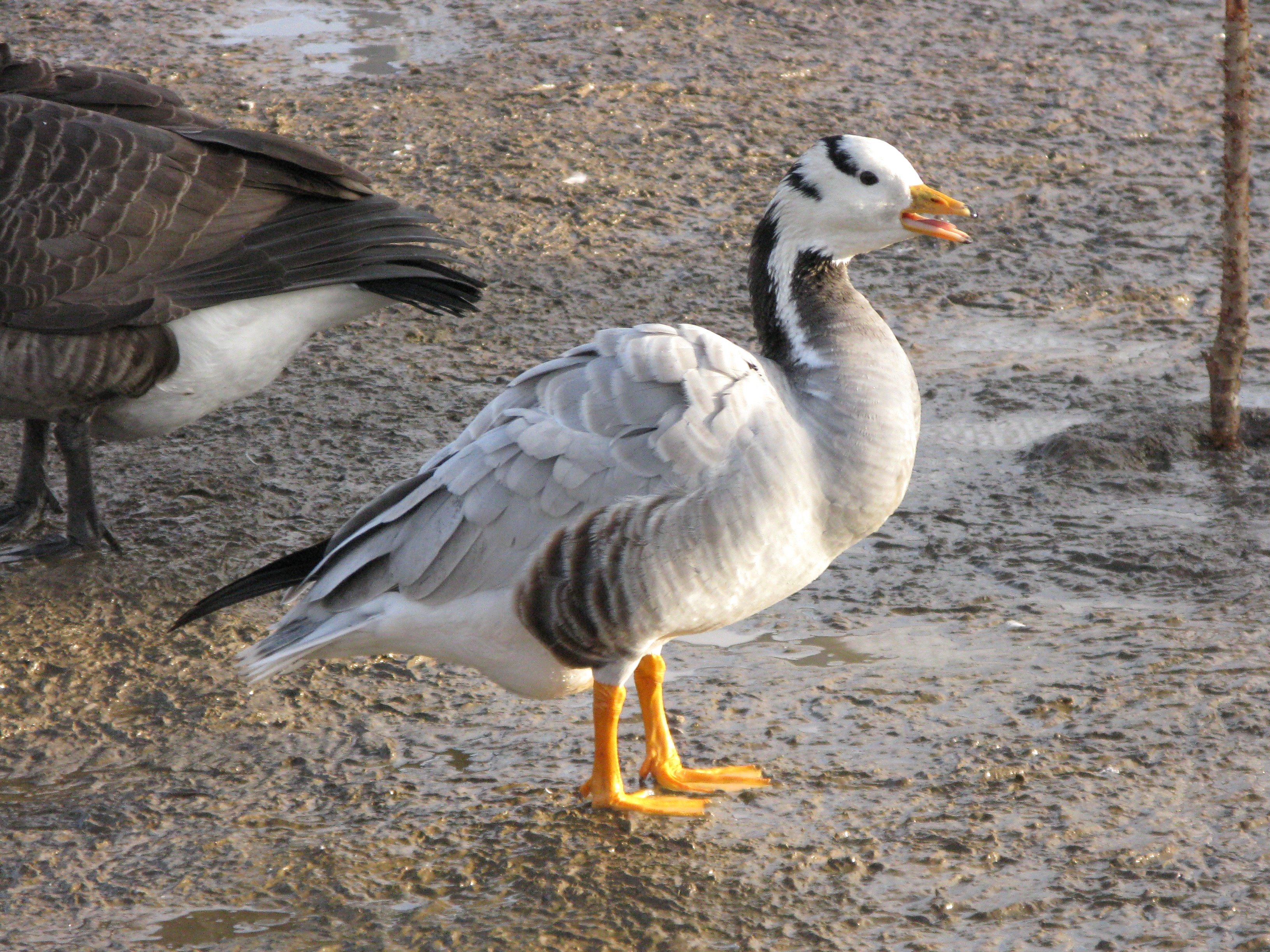
Горный гусь (Anser indicus)
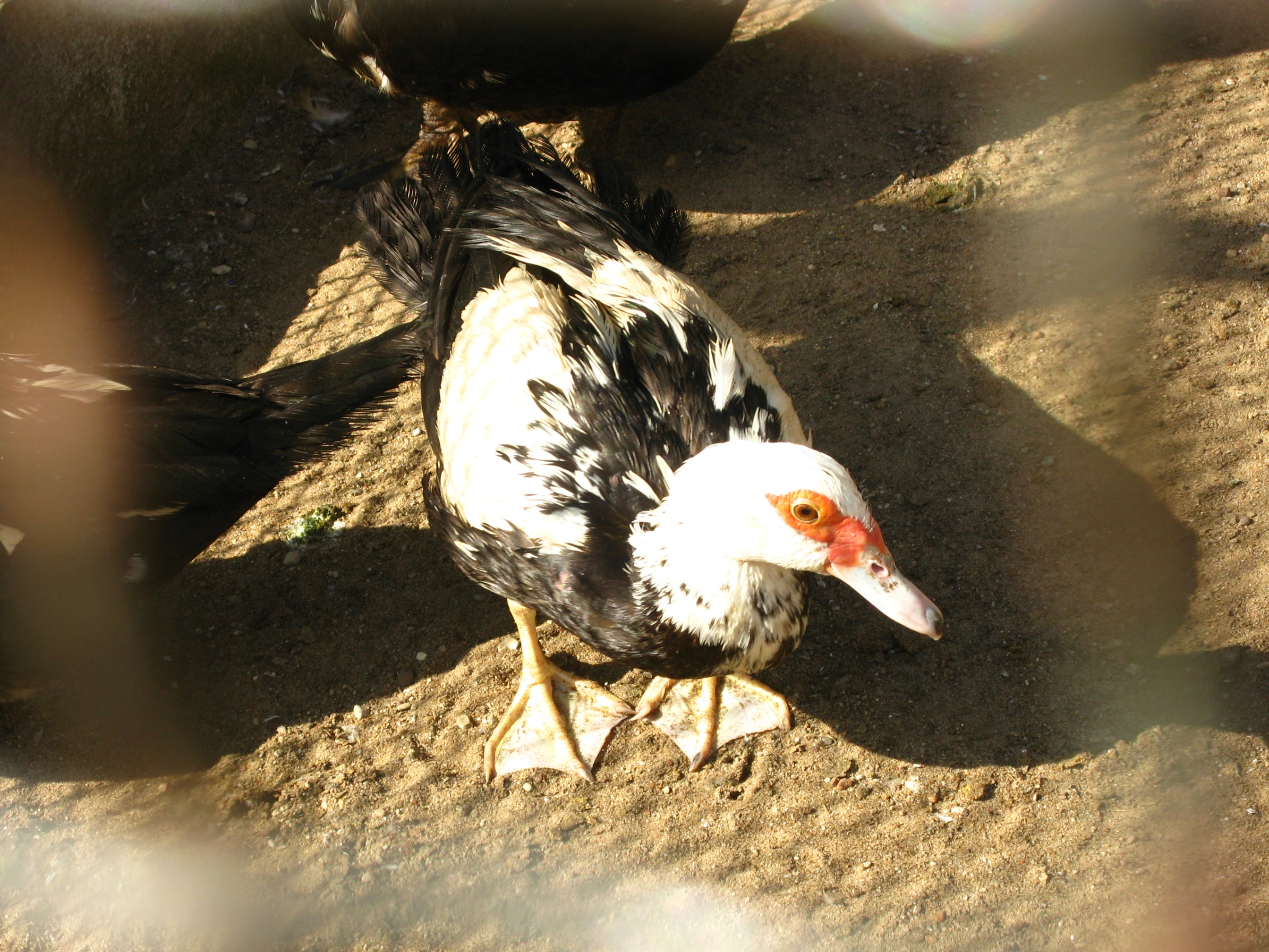
Домашняя мускусная утка (Cairina moschata domesticus)
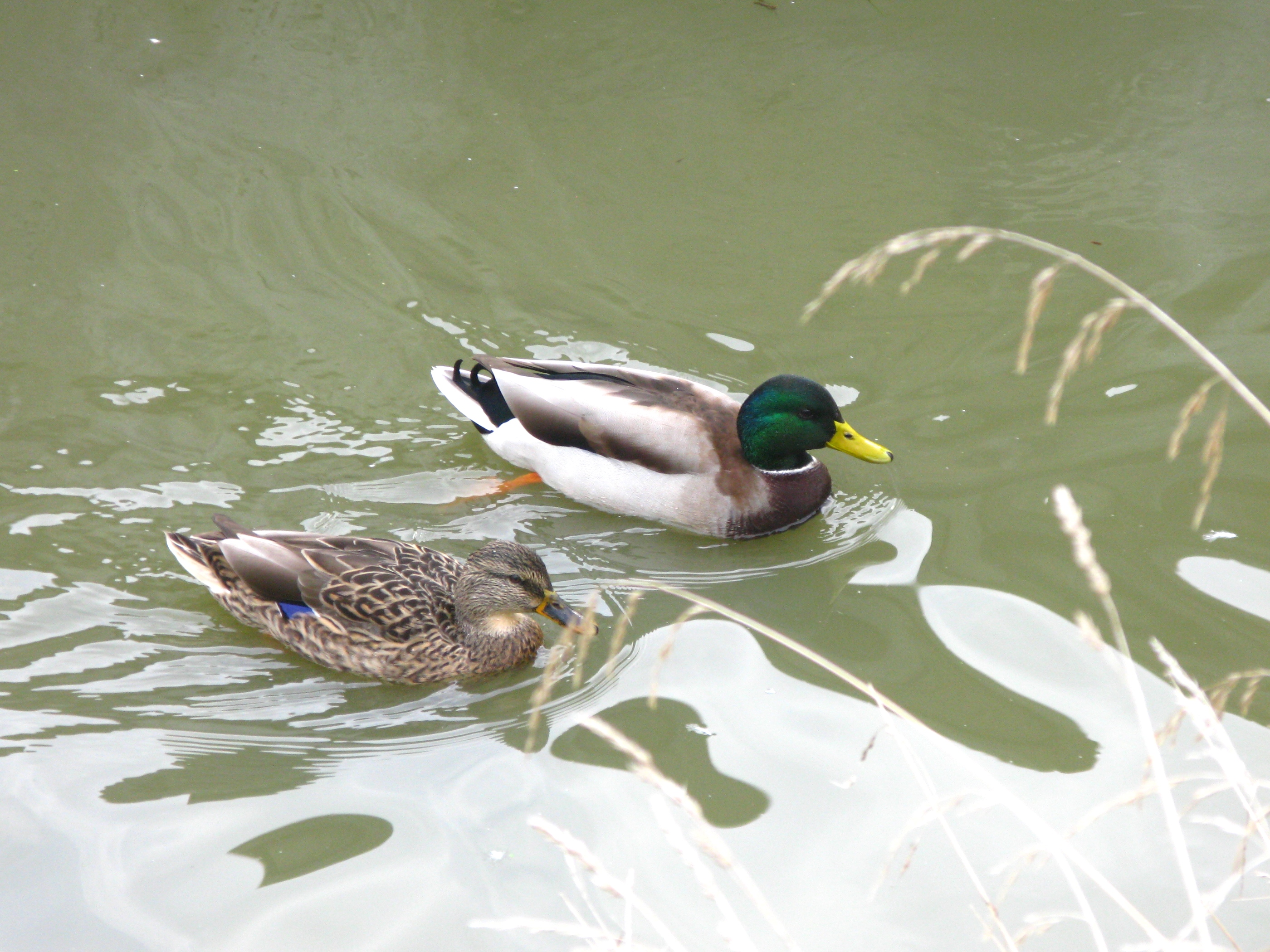
Пара крякв (Anas platyrhynchos)
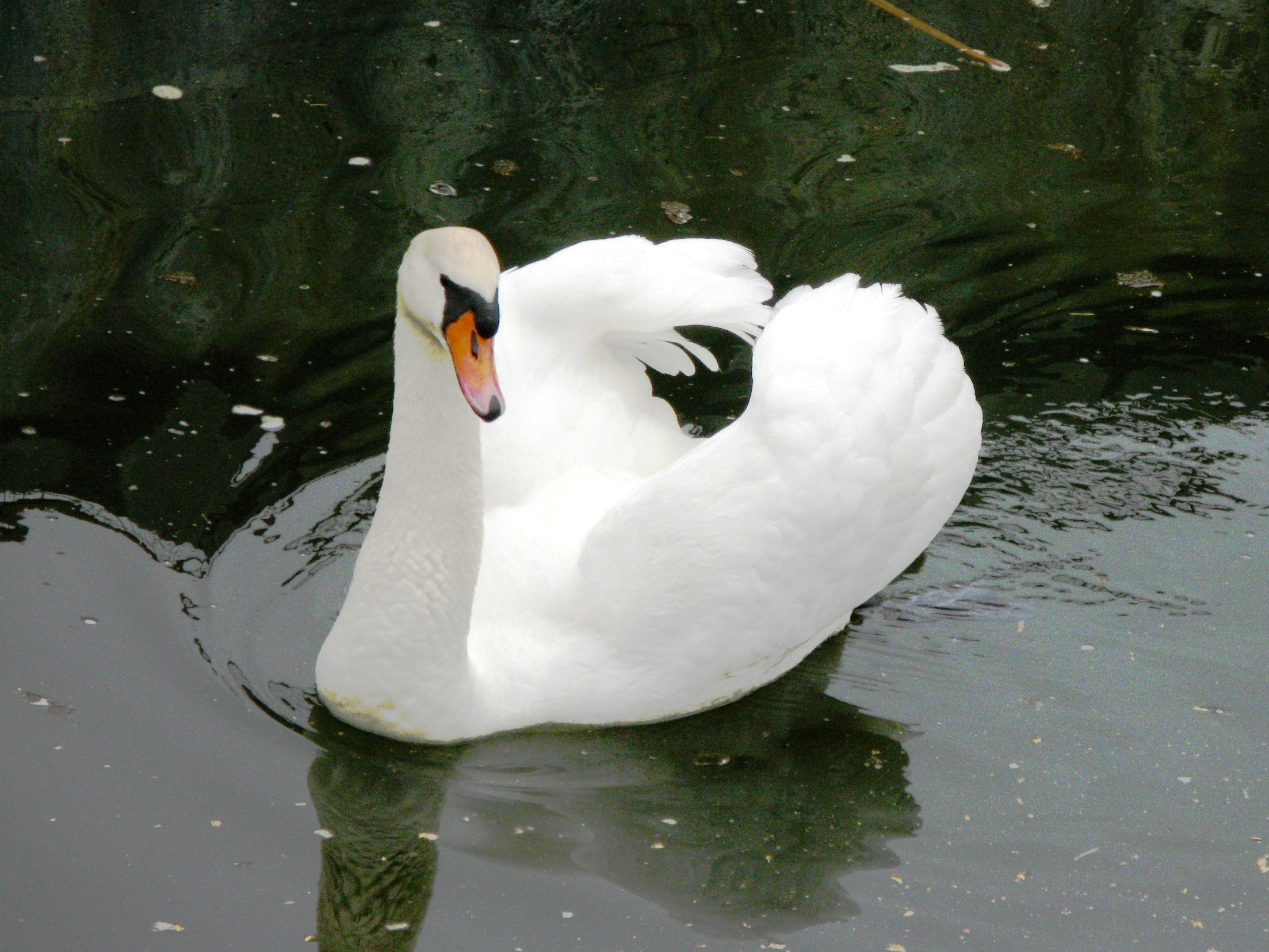
Лебедь-шипун (Cygnus olor)
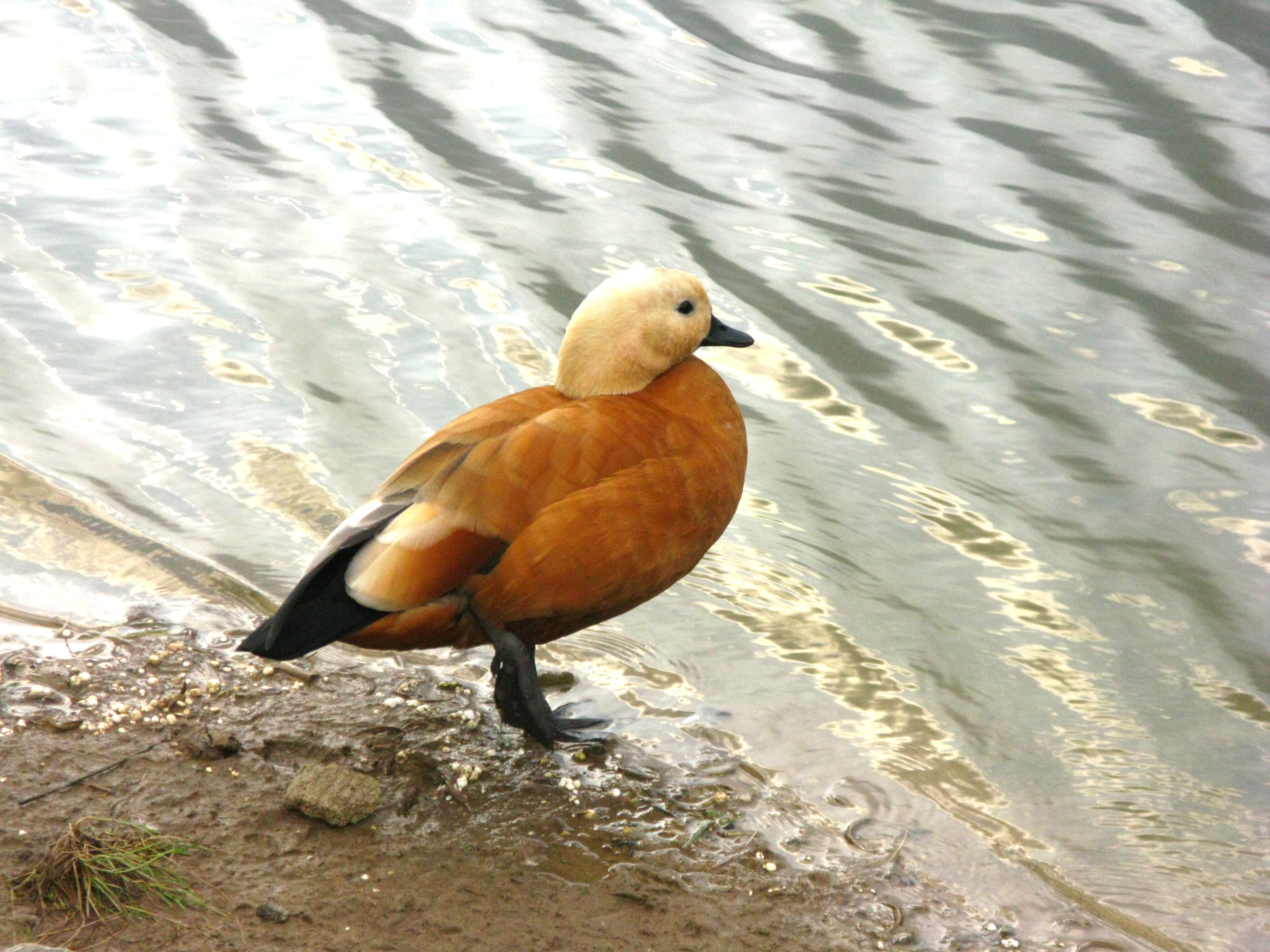
Огарь, или красная утка (Tadorna ferruginea)

#### Журавлеобразные

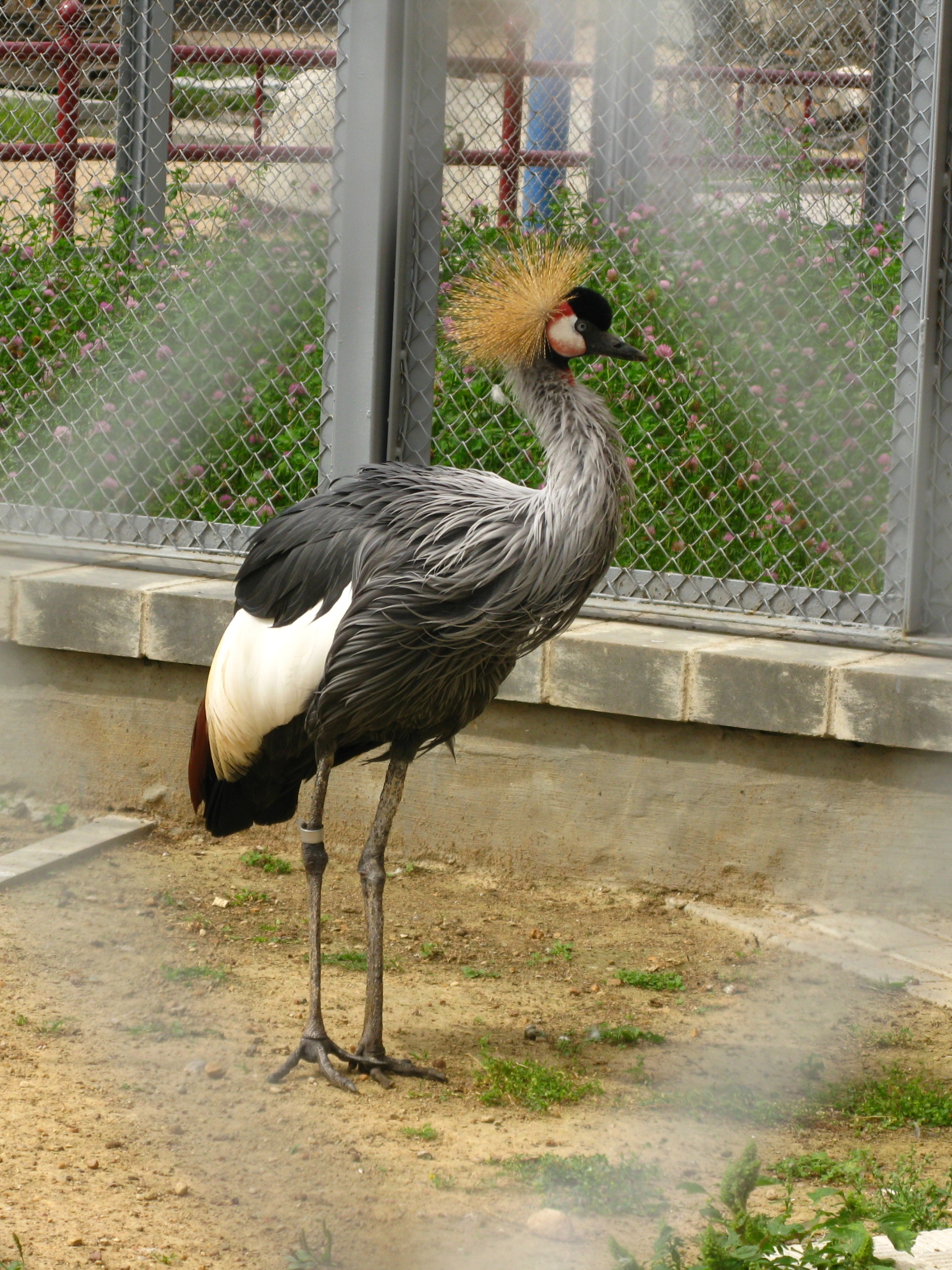
Восточный венценосный журавль (Balearica regulorum), вид внесён в Красную книгу МСОП
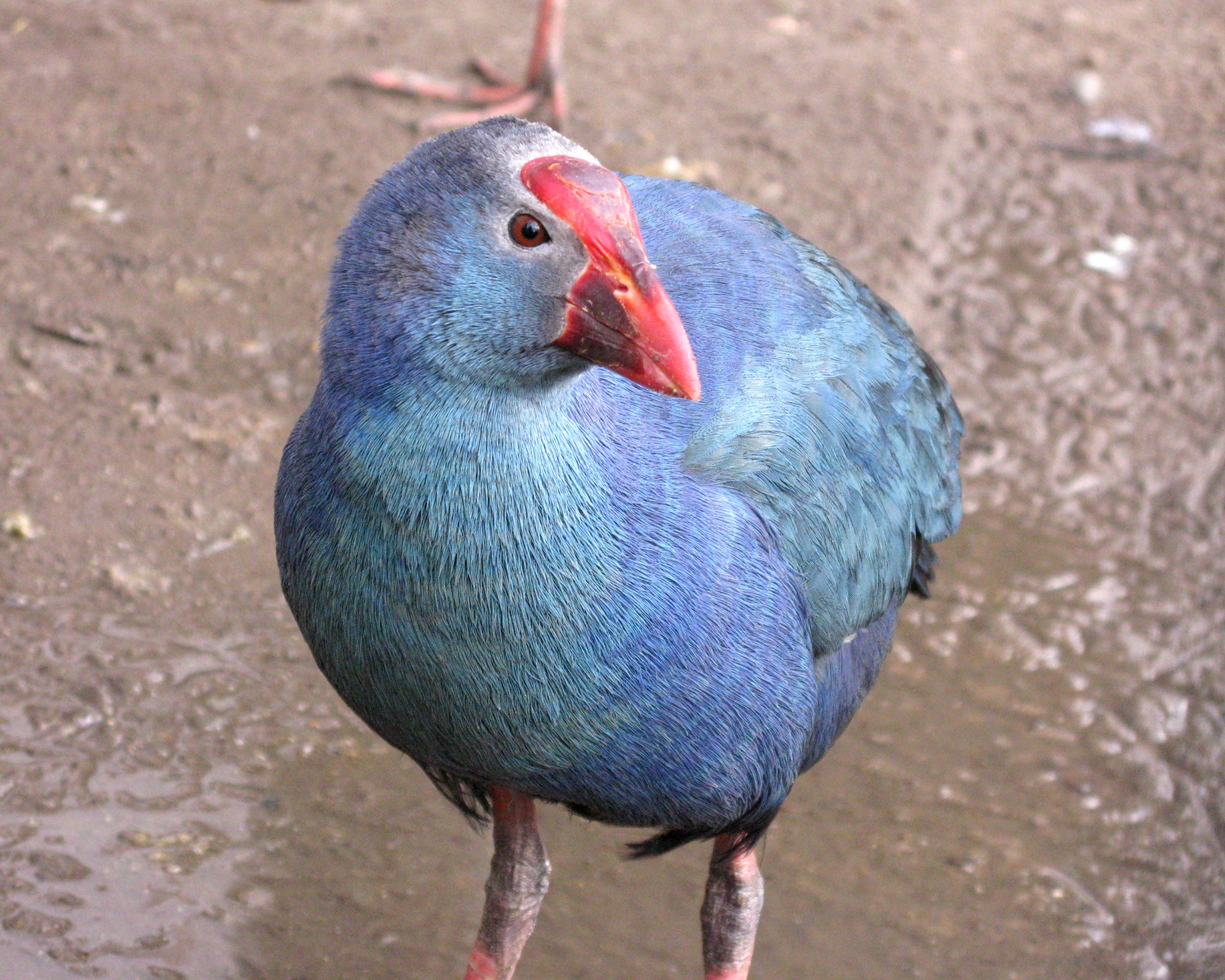
Каспийская султанка (Porphyrio porphyrio), вид внесён в Красную книгу МСОП

#### Казуарообразные

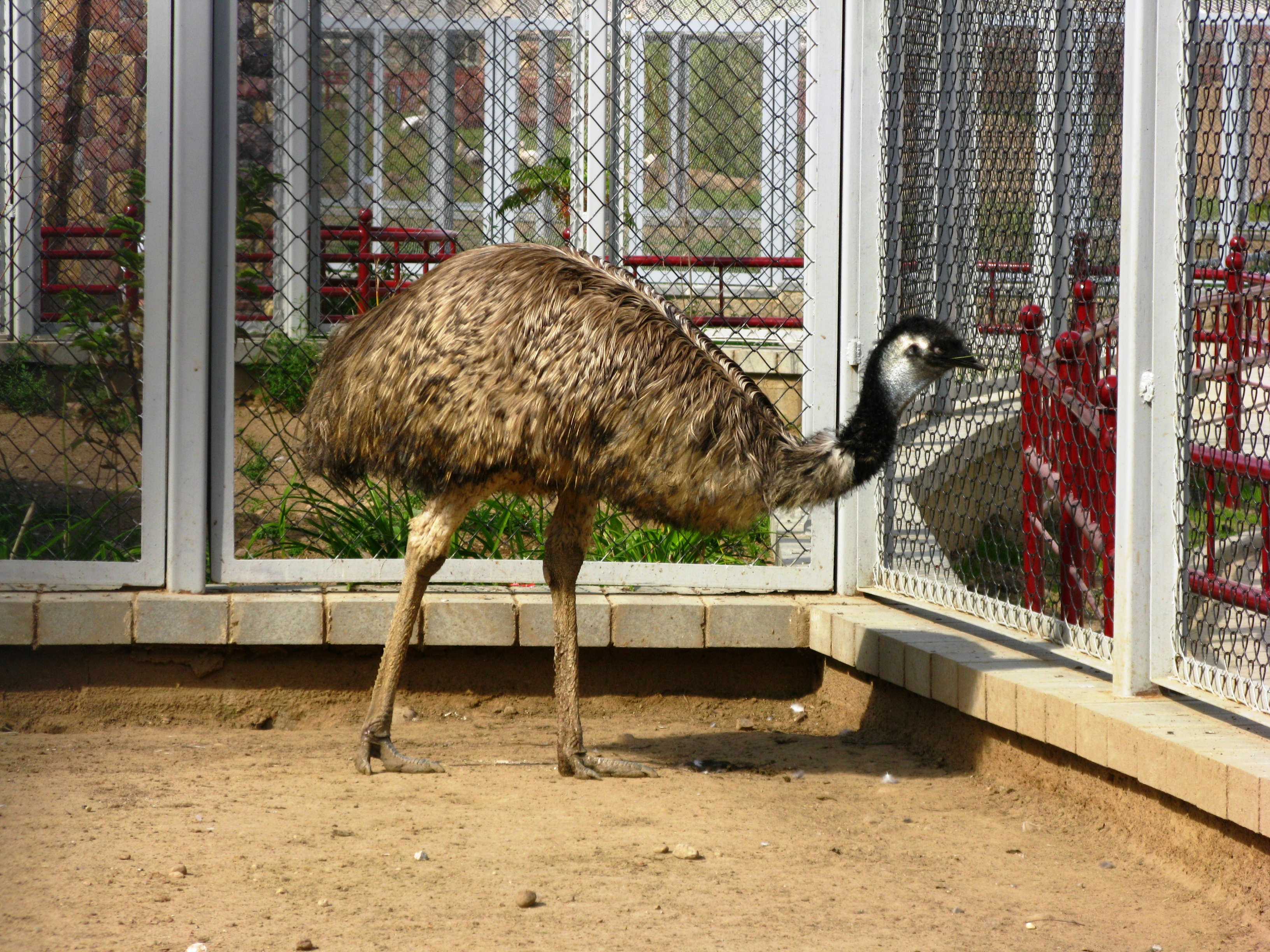
Эму (Dromaius novaehollandiae), вид внесён в Красную книгу МСОП

#### Курообразные

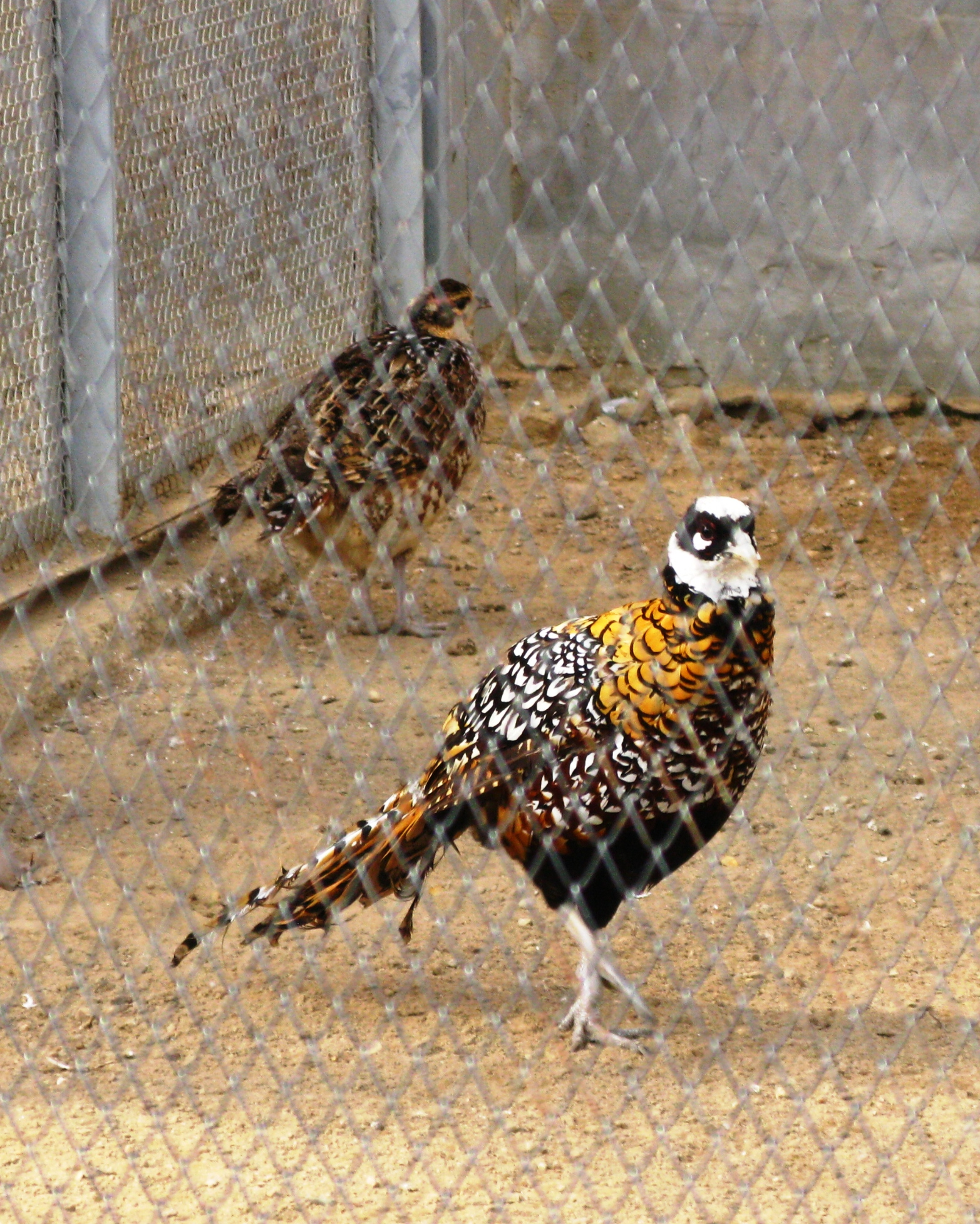
Пара королевских фазанов (Syrmaticus reevesi)
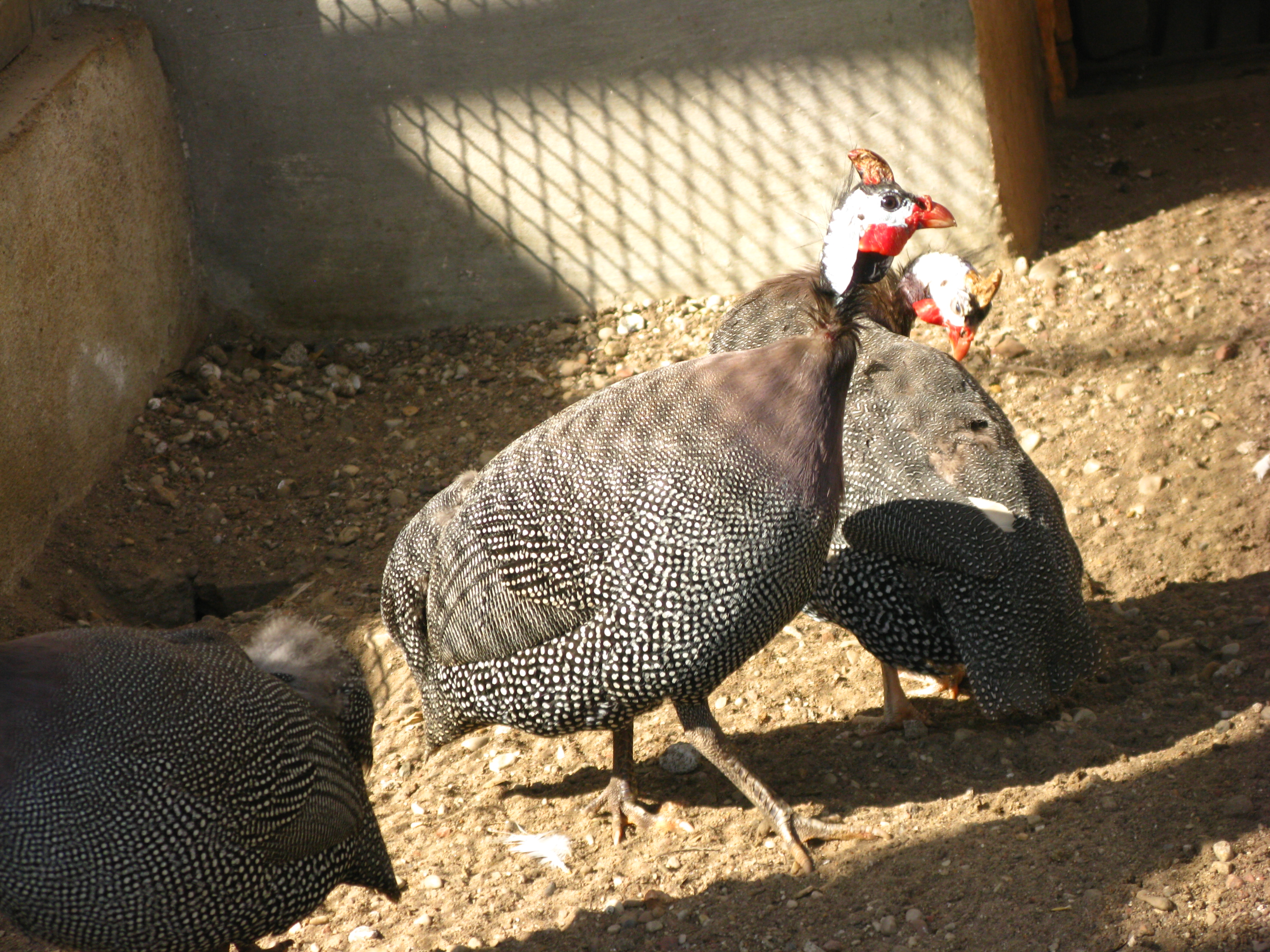
Обыкновенная цесарка (Numida meleagris), вид внесён в Красную книгу МСОП
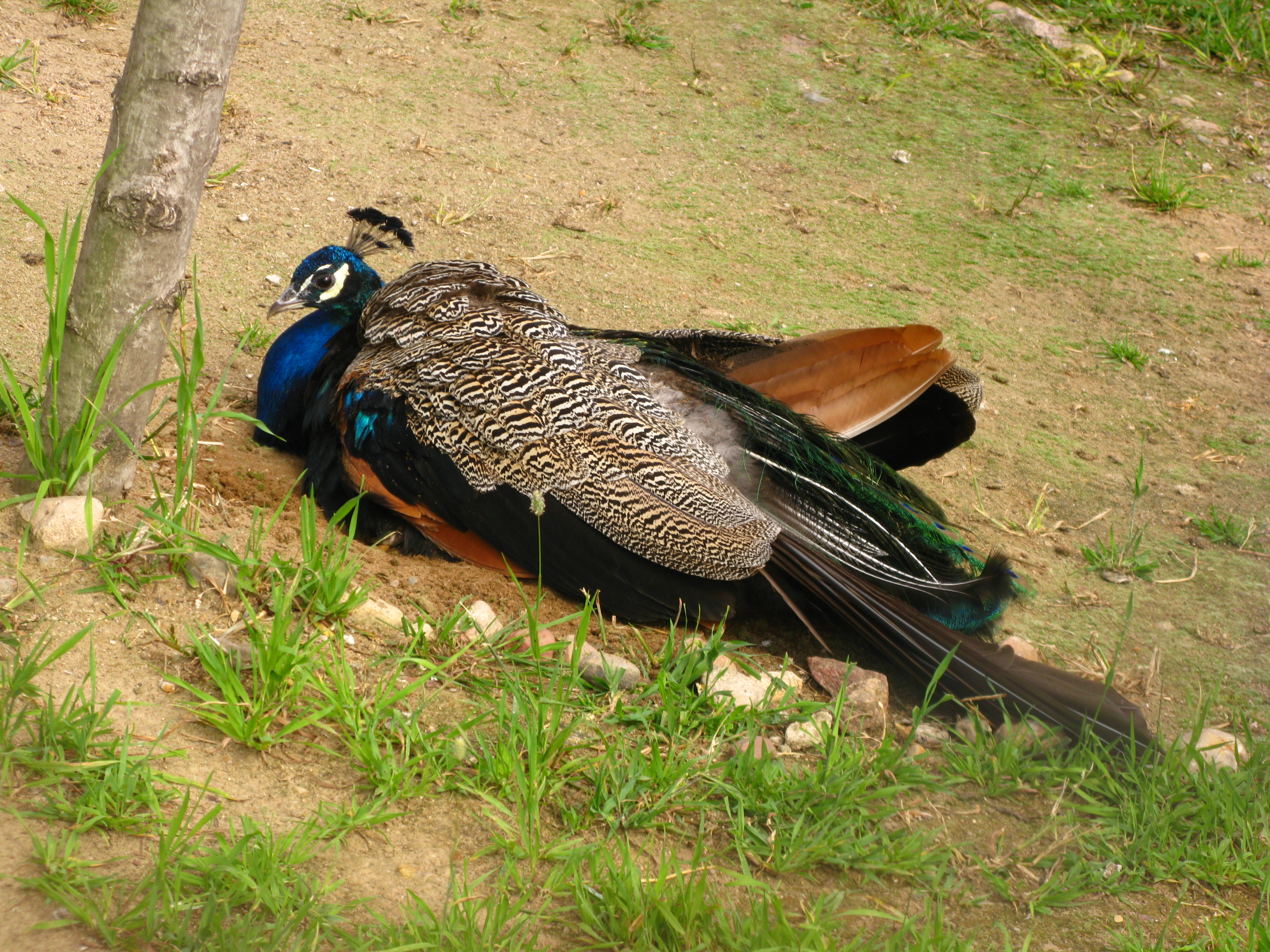
Самец обыкновенного павлина (Pavo cristatus)
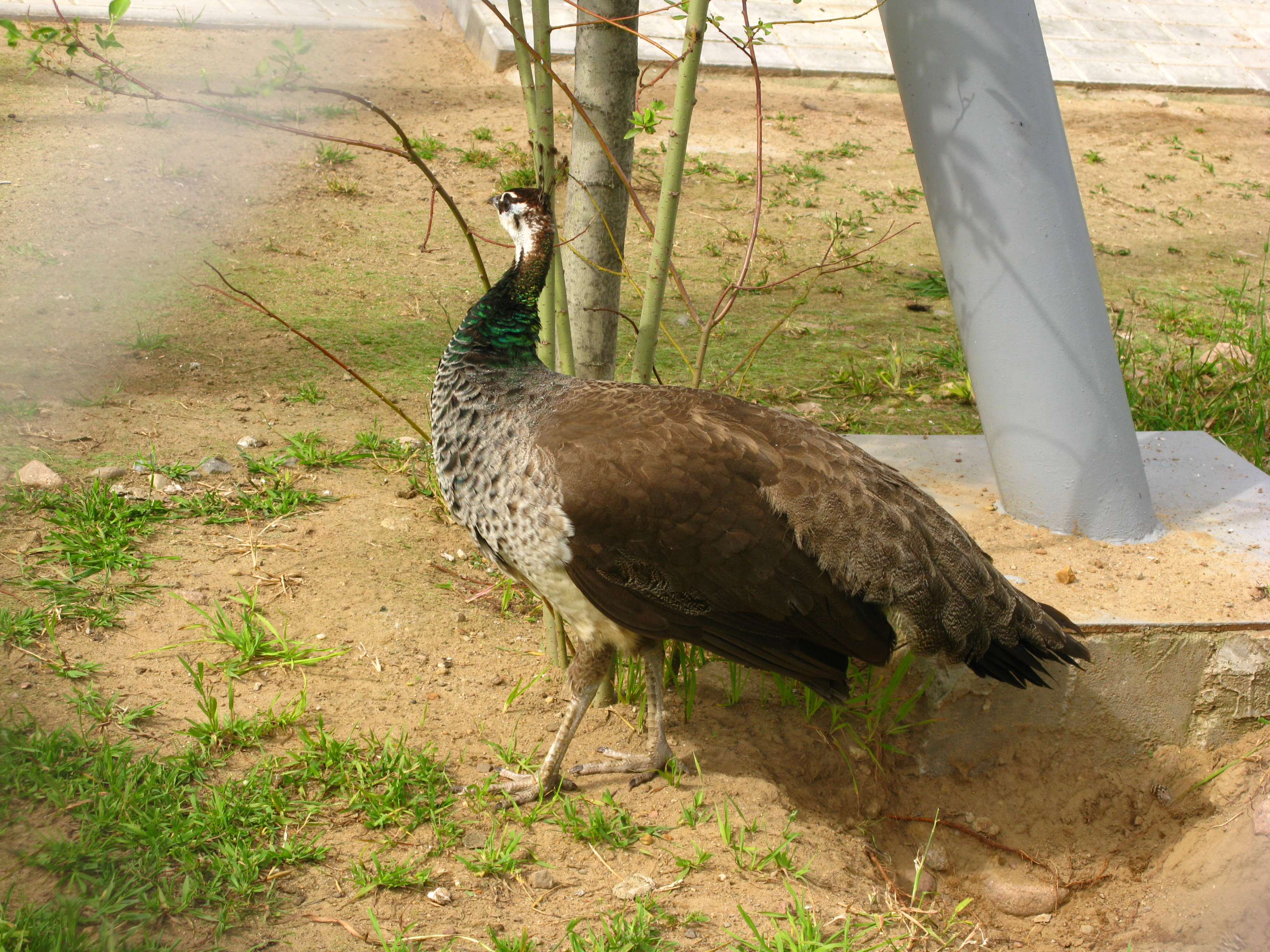
Самка обыкновенного павлина (Pavo cristatus)
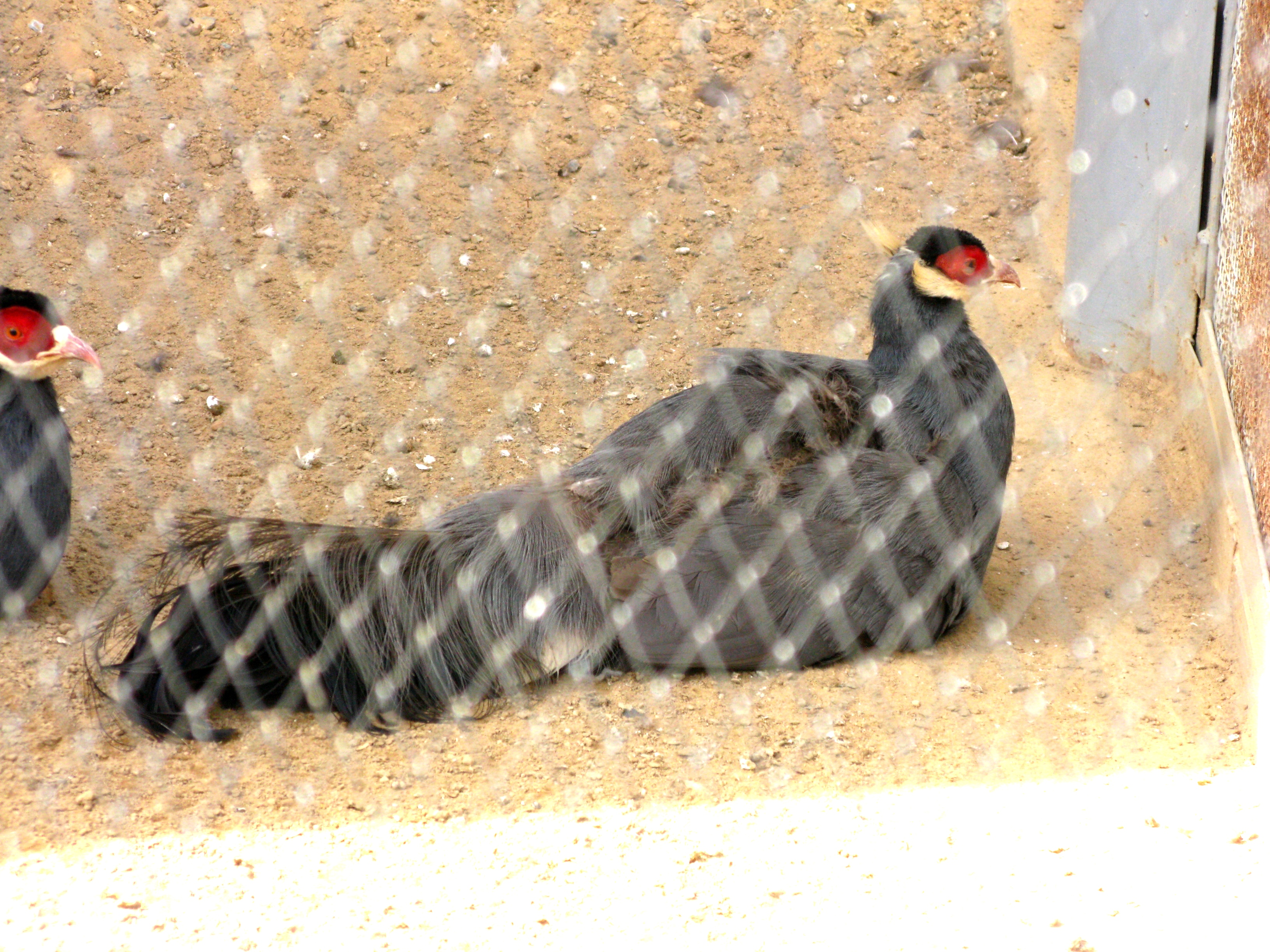
Голубой ушастый фазан (Crossoptilon auritum)

#### Попугаеобразные

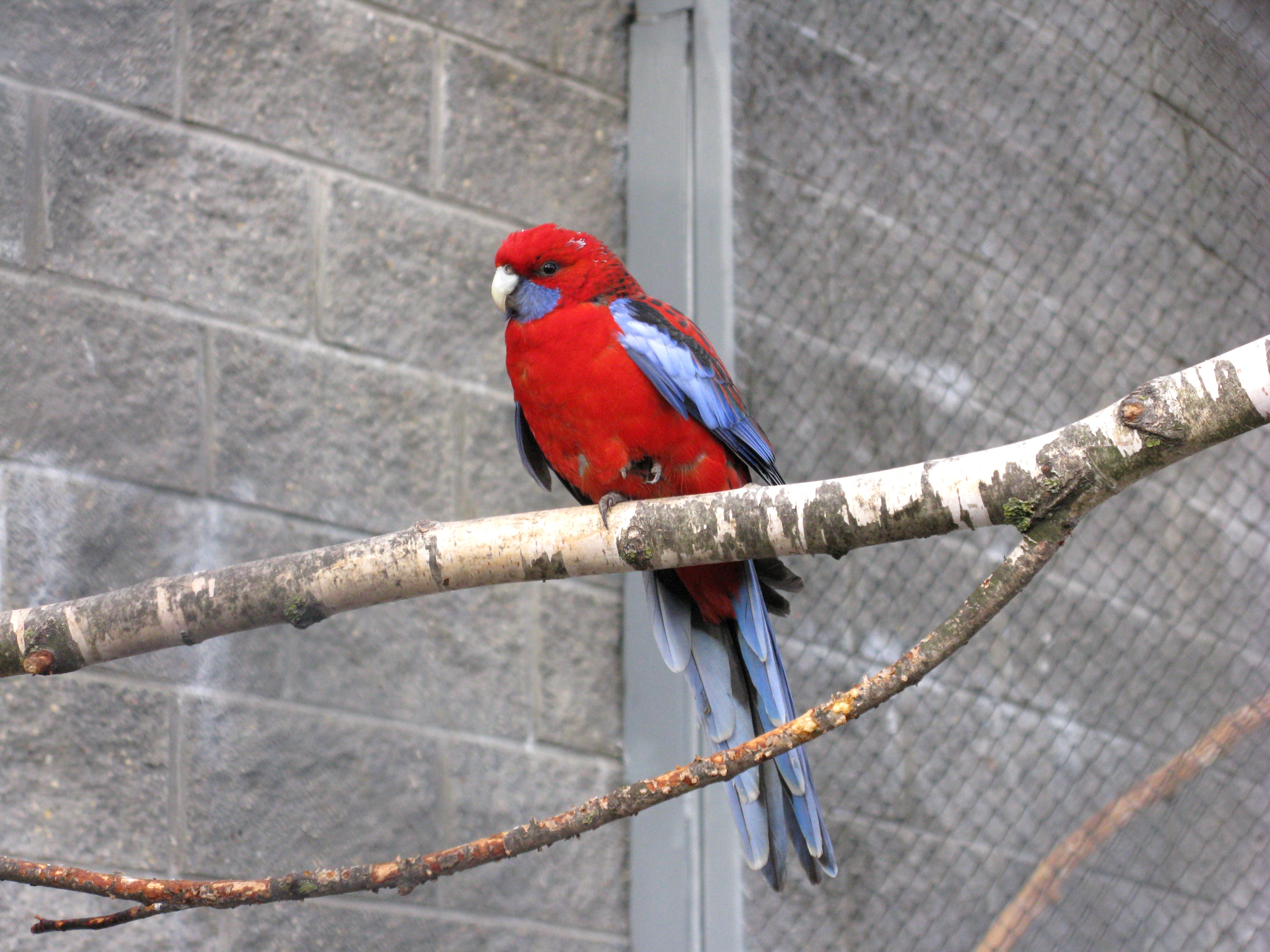
Красная розелла (Platycercus elegans)

#### Пеликанообразные

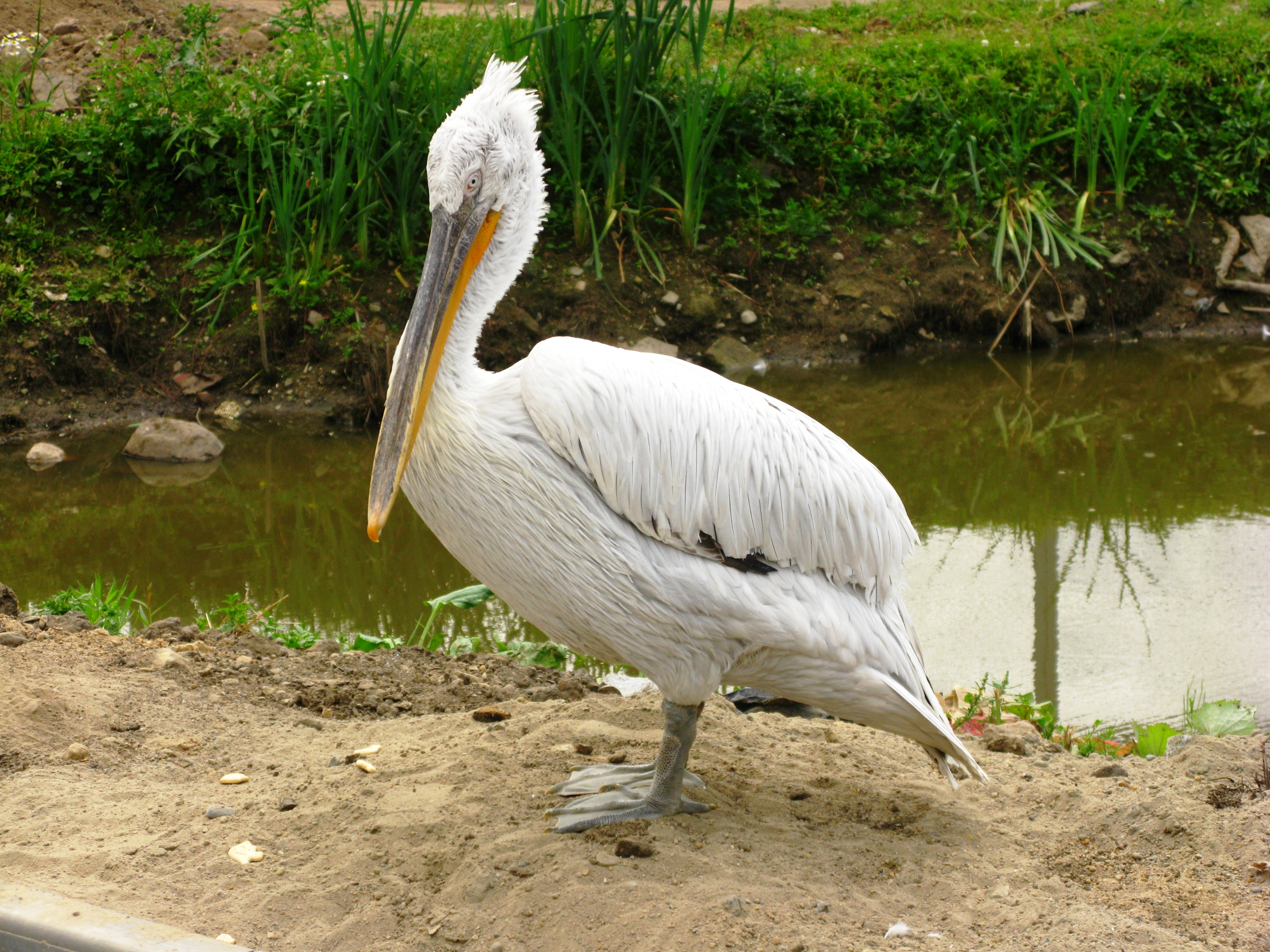
Кудрявый пеликан (Pelecanus crispus) по кличке Мишка[28], вид внесён в Красную книгу МСОП

#### Ржанкообразные

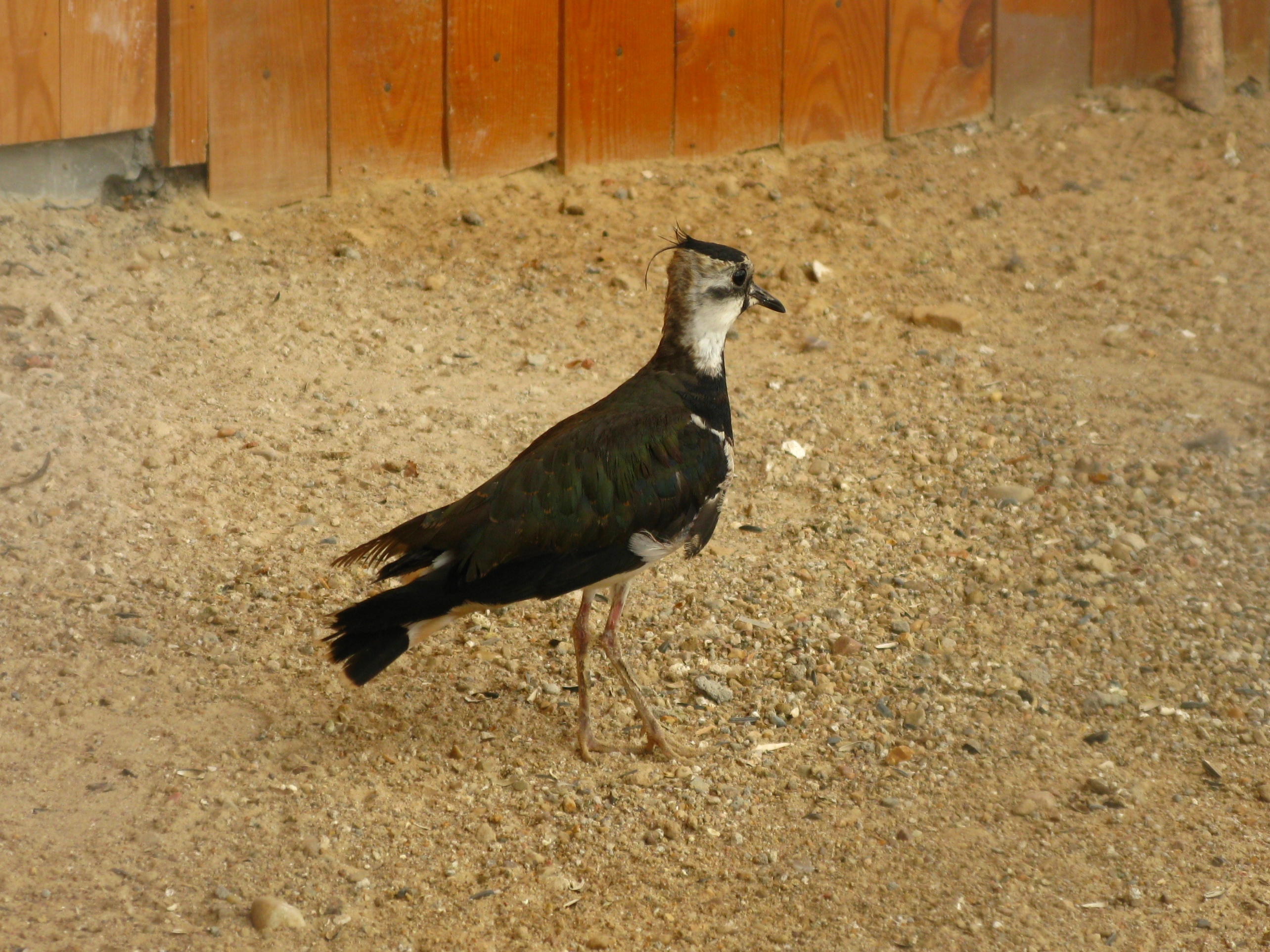
Чибис (Vanellus vanellus)

#### Совообразные

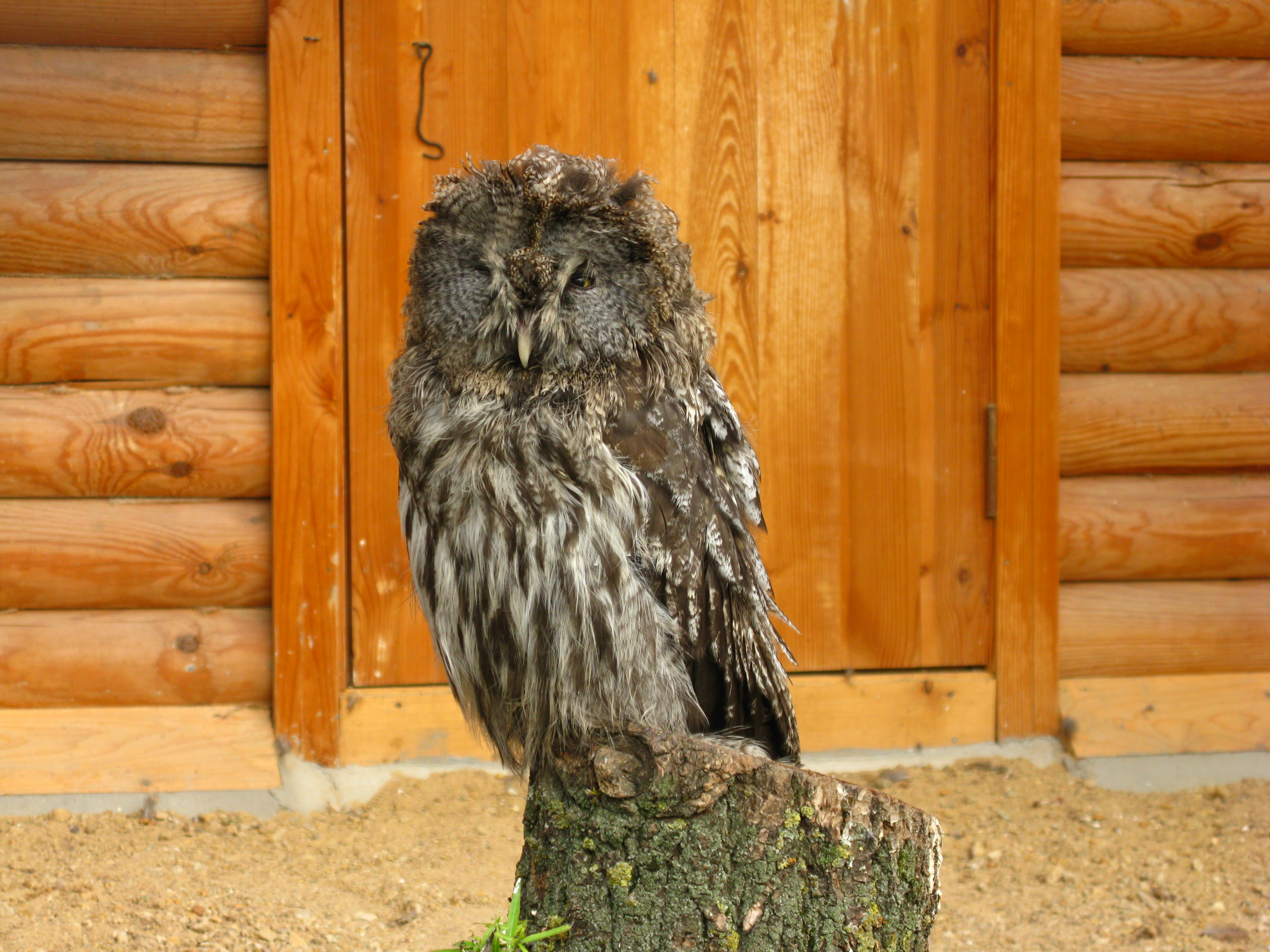
Бородатая неясыть (Strix nebulosa)
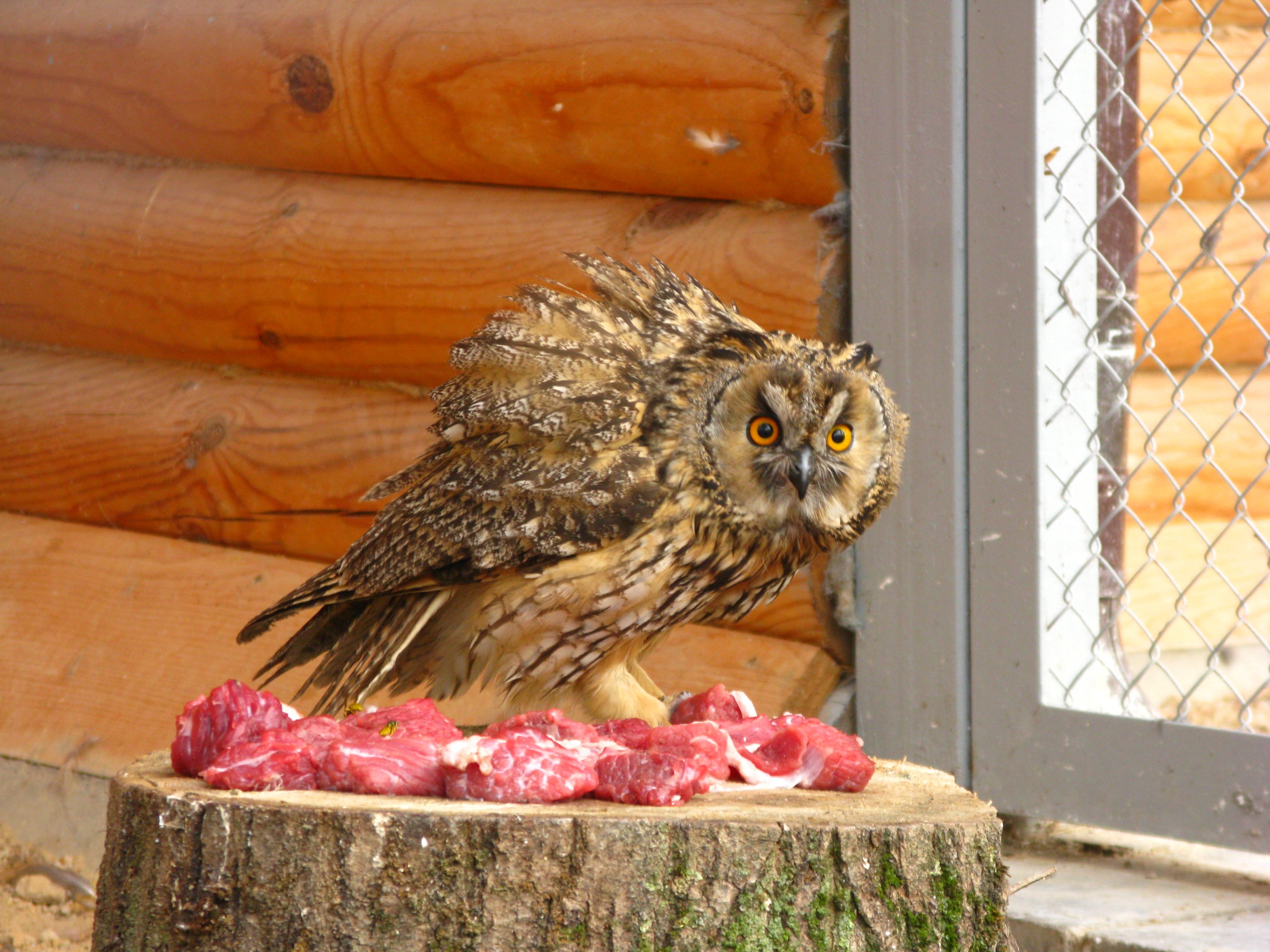
Ушастая сова (Asio otus) за кормлением

#### Соколообразные

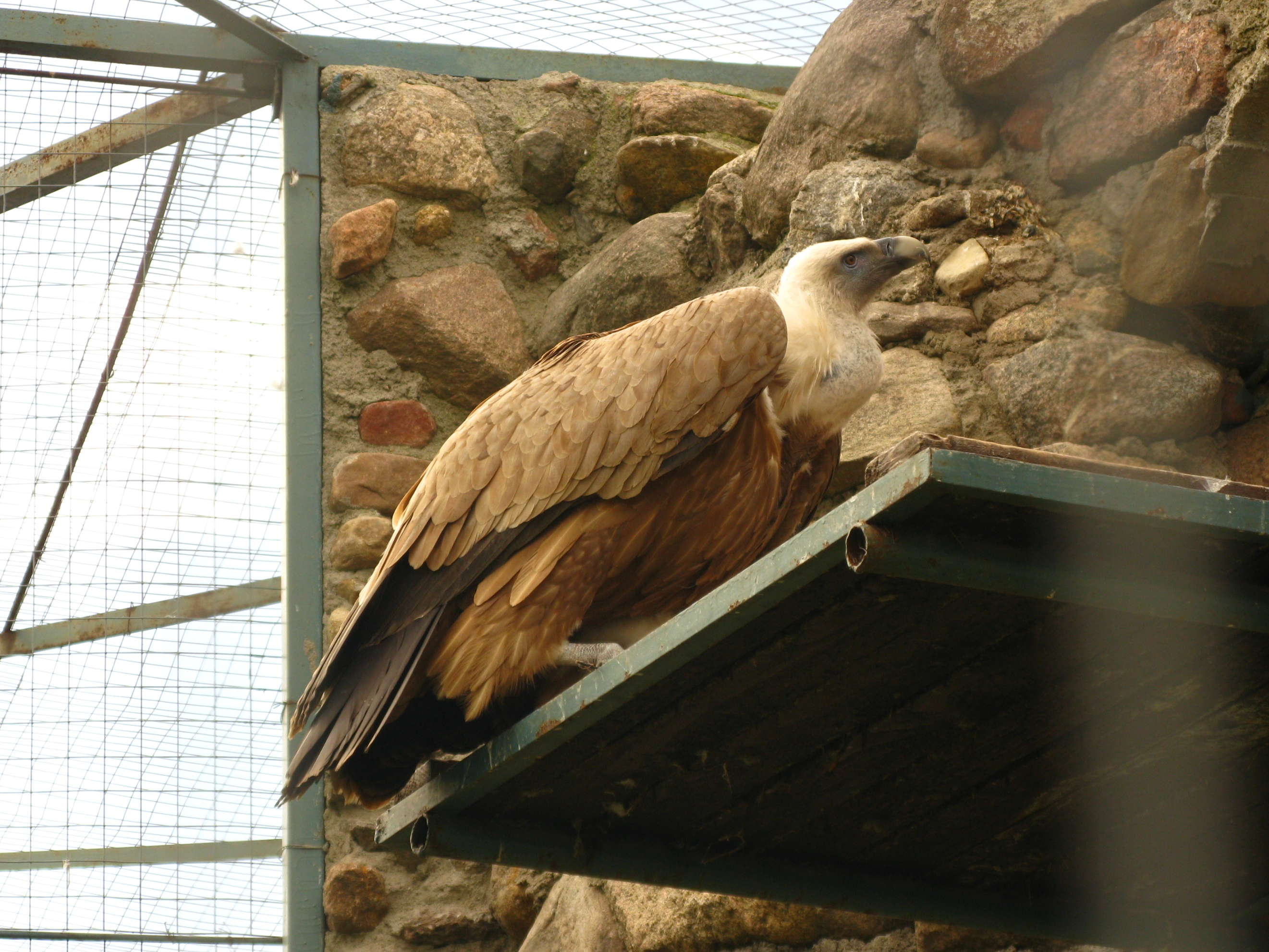
Белоголовый сип (Gyps fulvus), вид внесён в Красную книгу МСОП
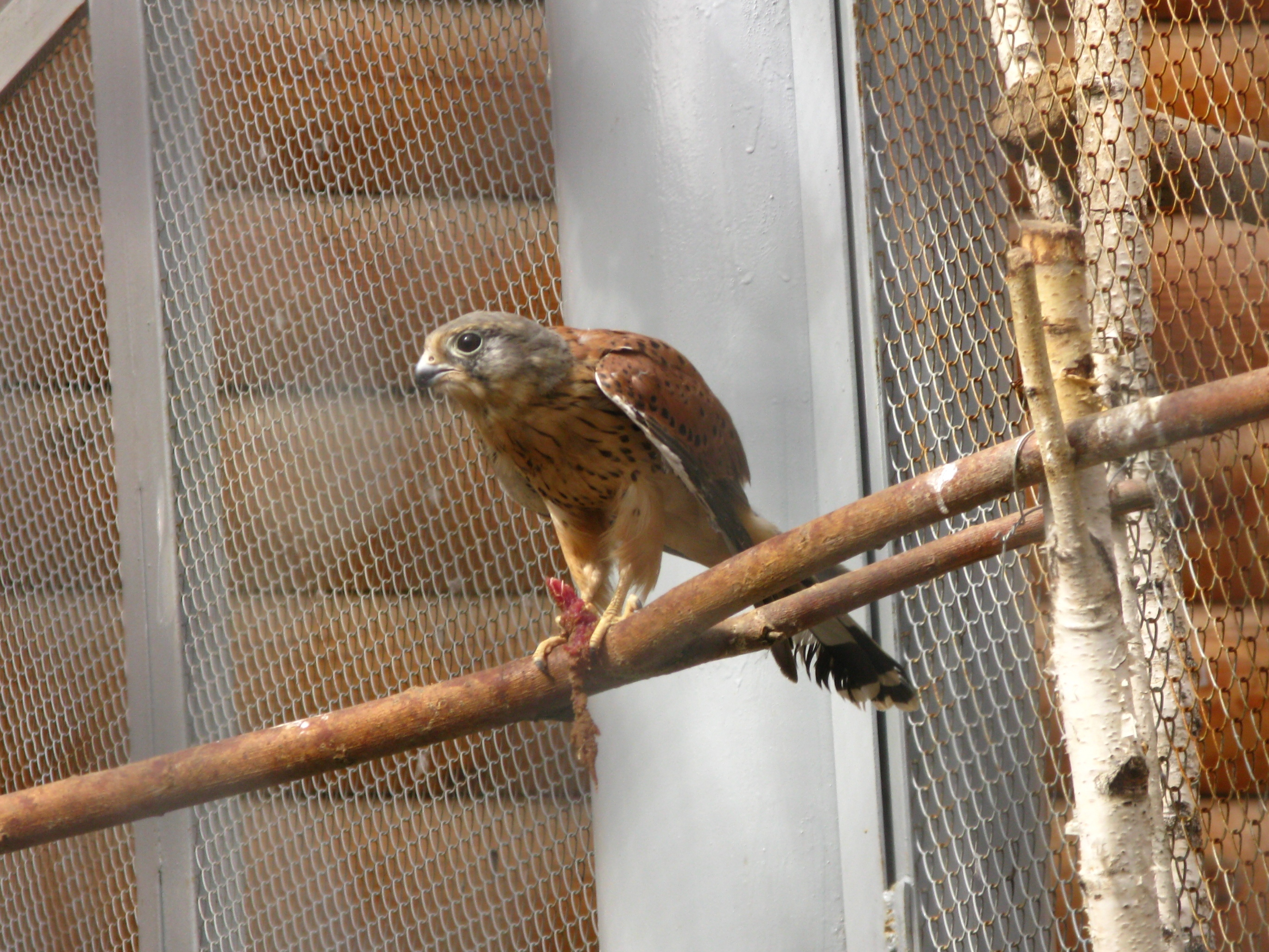
Обыкновенная пустельга (Falco tinnunculus), вид внесён в Красную книгу МСОП и в Красную книгу Республики Беларусь
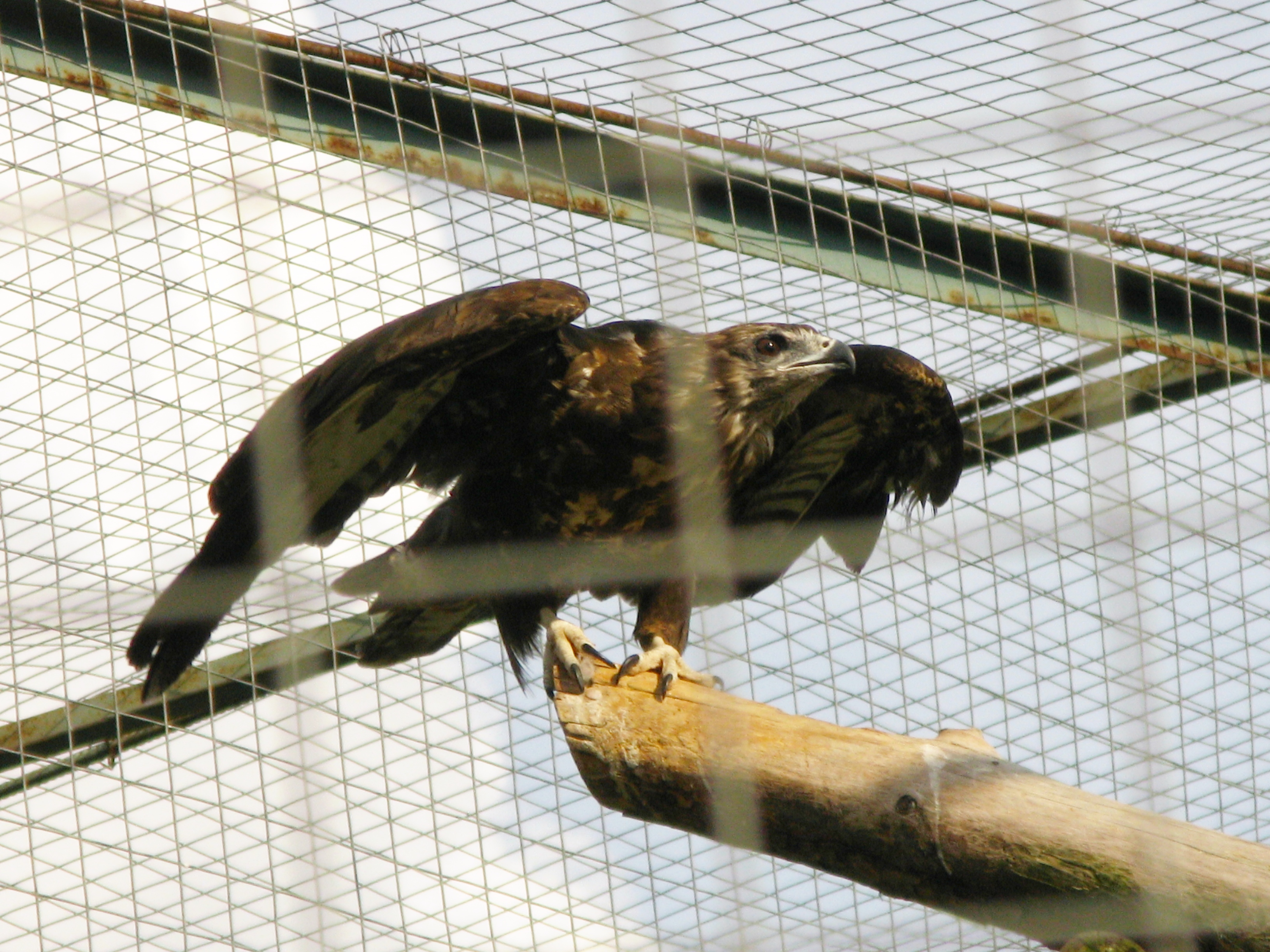
Обыкновенный канюк, или сарыч (Buteo buteo), вид внесён в Красную книгу МСОП
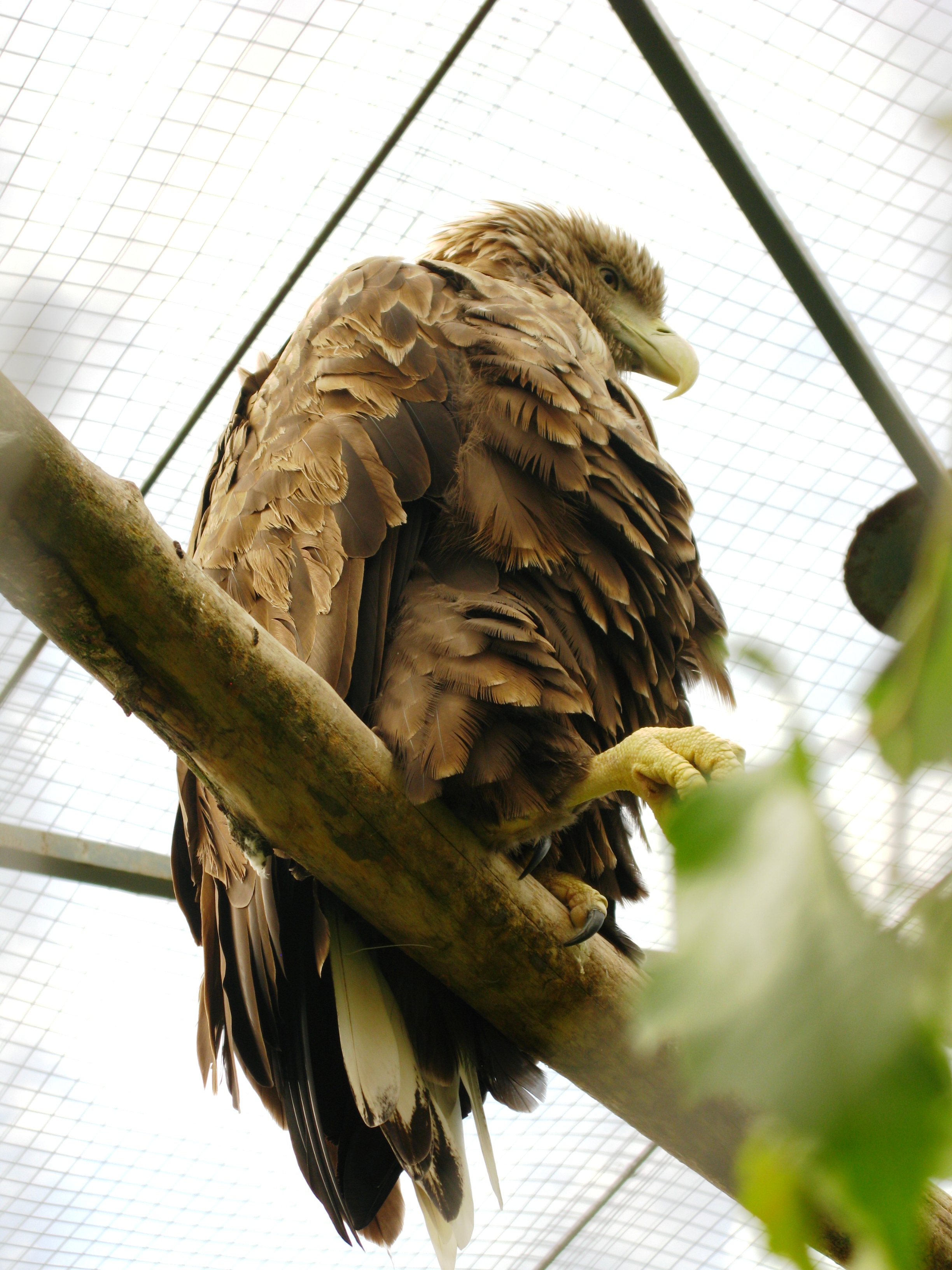
Орлан-белохвост (Haliaeetus albicilla), вид внесён в Красную книгу МСОП и в Красную книгу Республики Беларусь

#### Фламингообразные

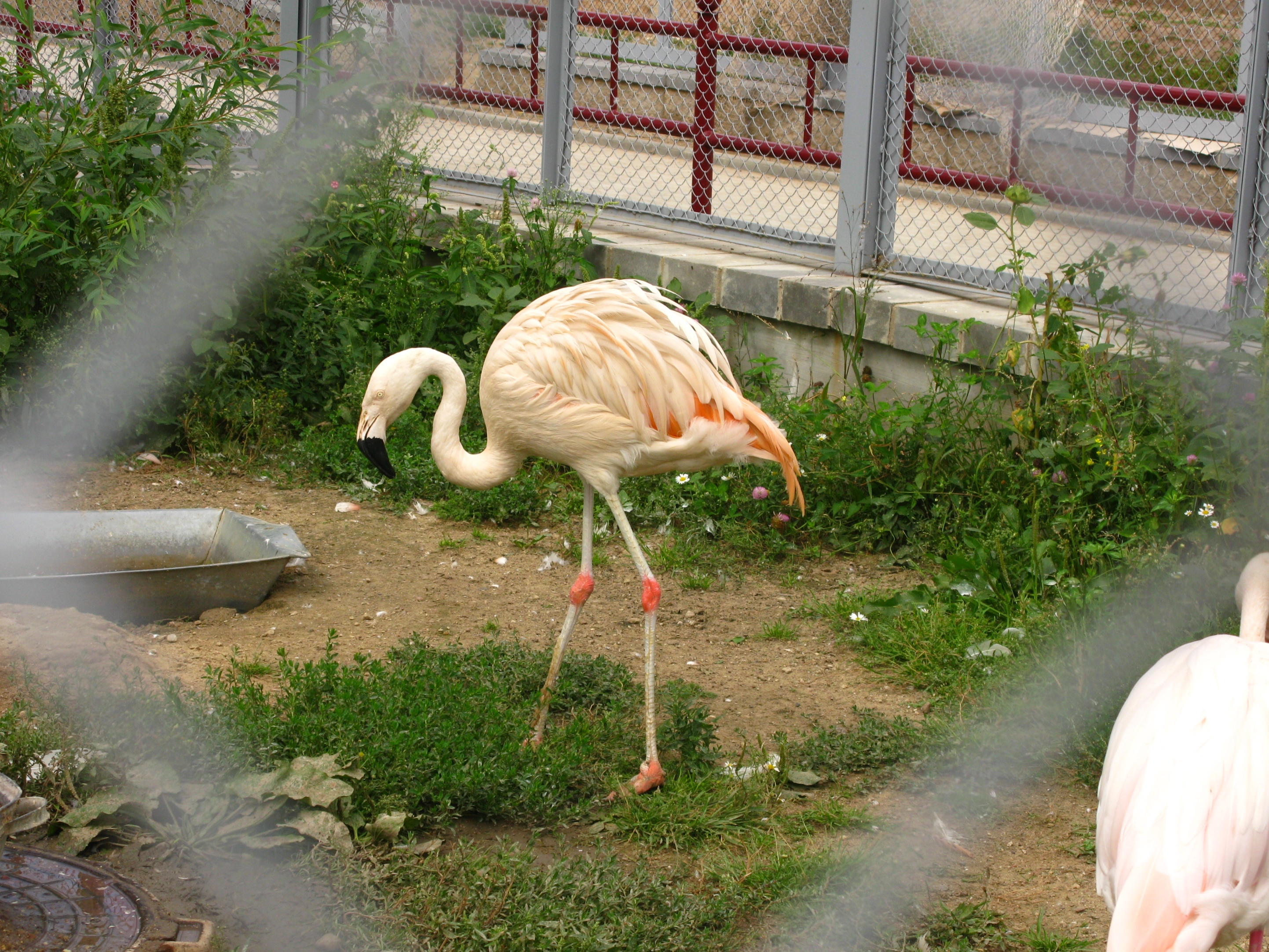
Розовый фламинго (Phoenicopterus roseus), вид внесён в Красную книгу МСОП

### Рептилии
По состоянию на 1 января 2023 в зоопарке 41 вид рептилий представлены 105 особями.

#### Черепахи

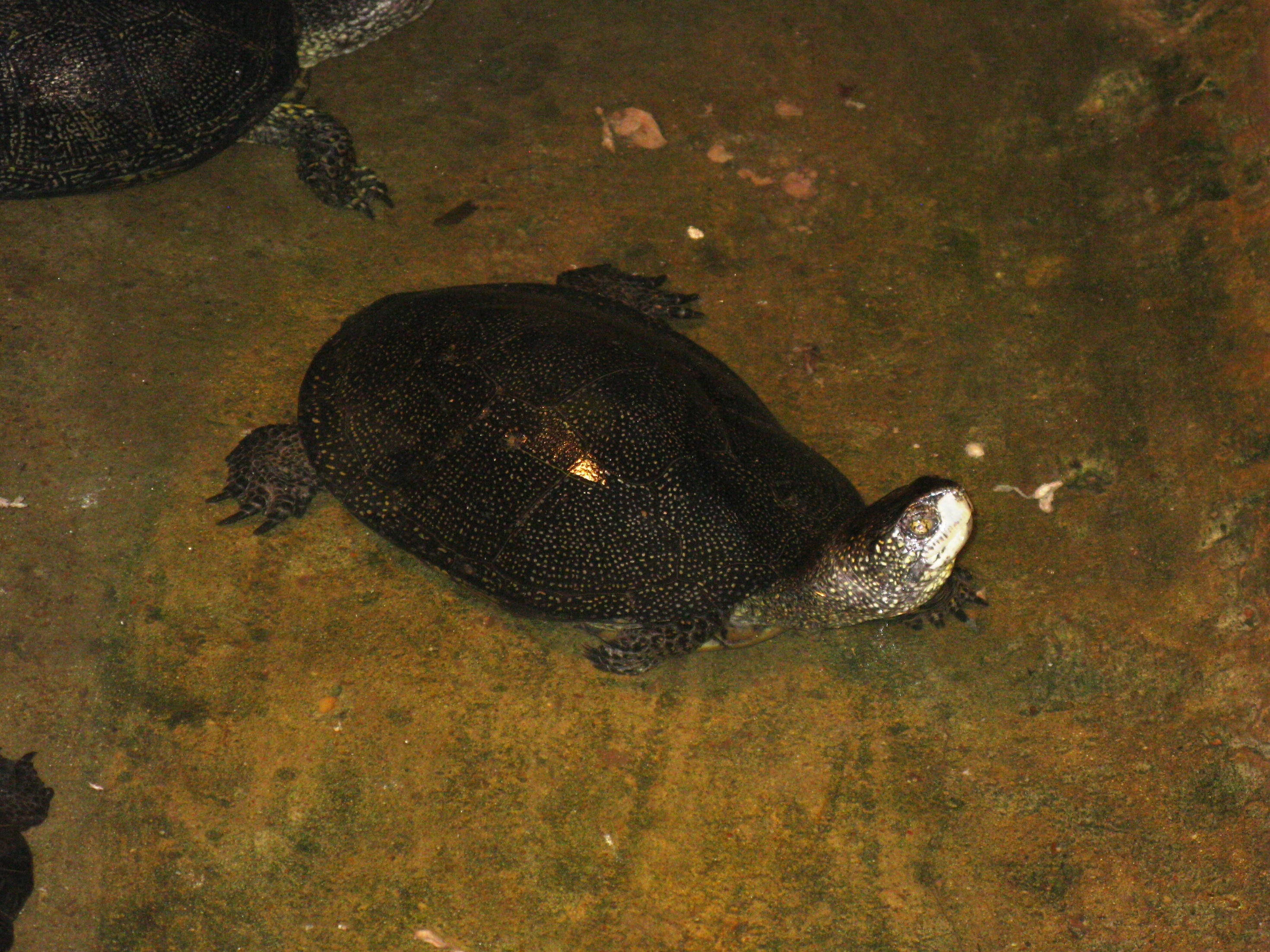
Европейская болотная черепаха (Emys orbicularis), вид внесён в Красную книгу МСОП
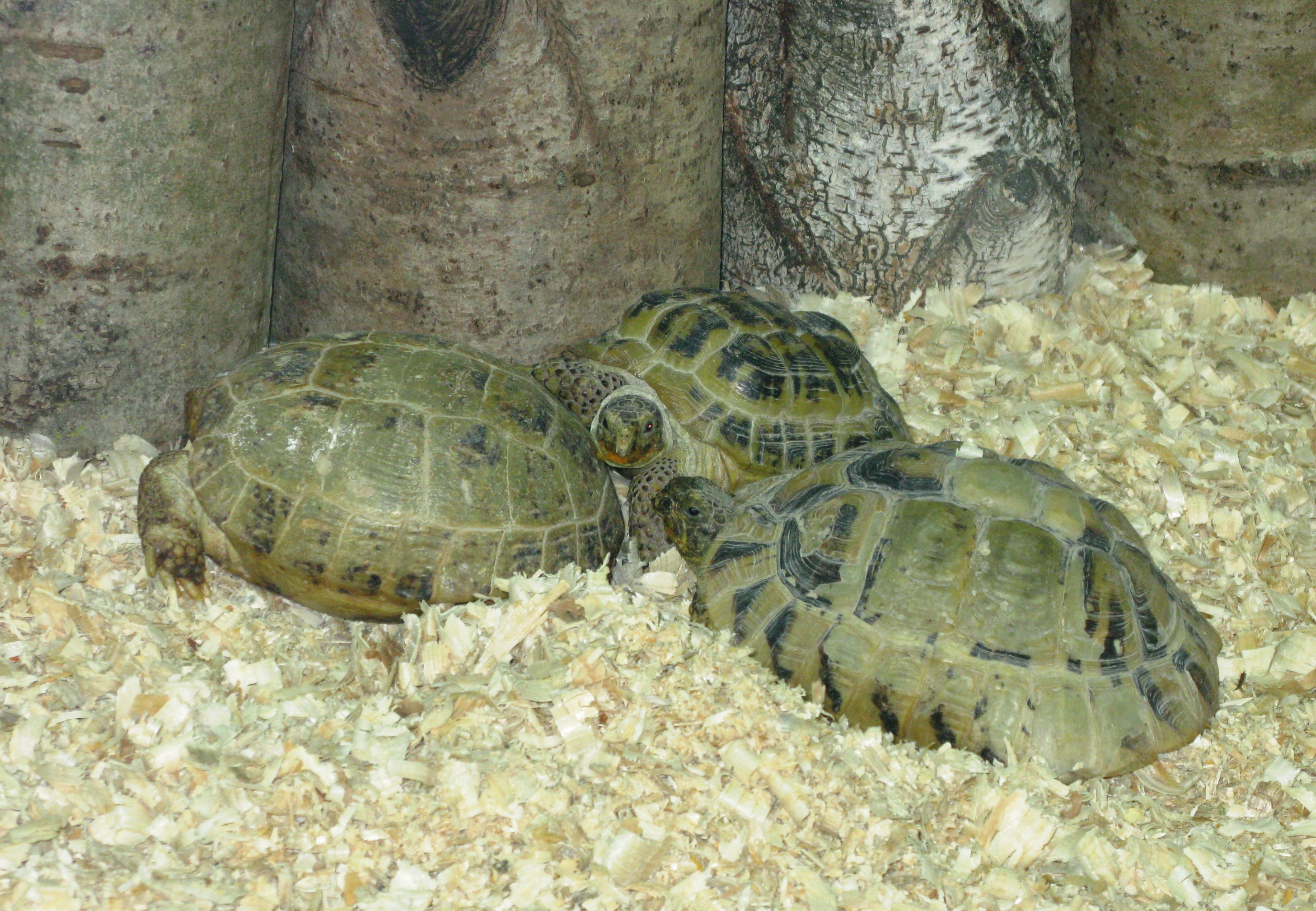
Среднеазиатские черепахи (Testudo (Agrionemys) horsfieldii), вид внесён в Красную книгу МСОП
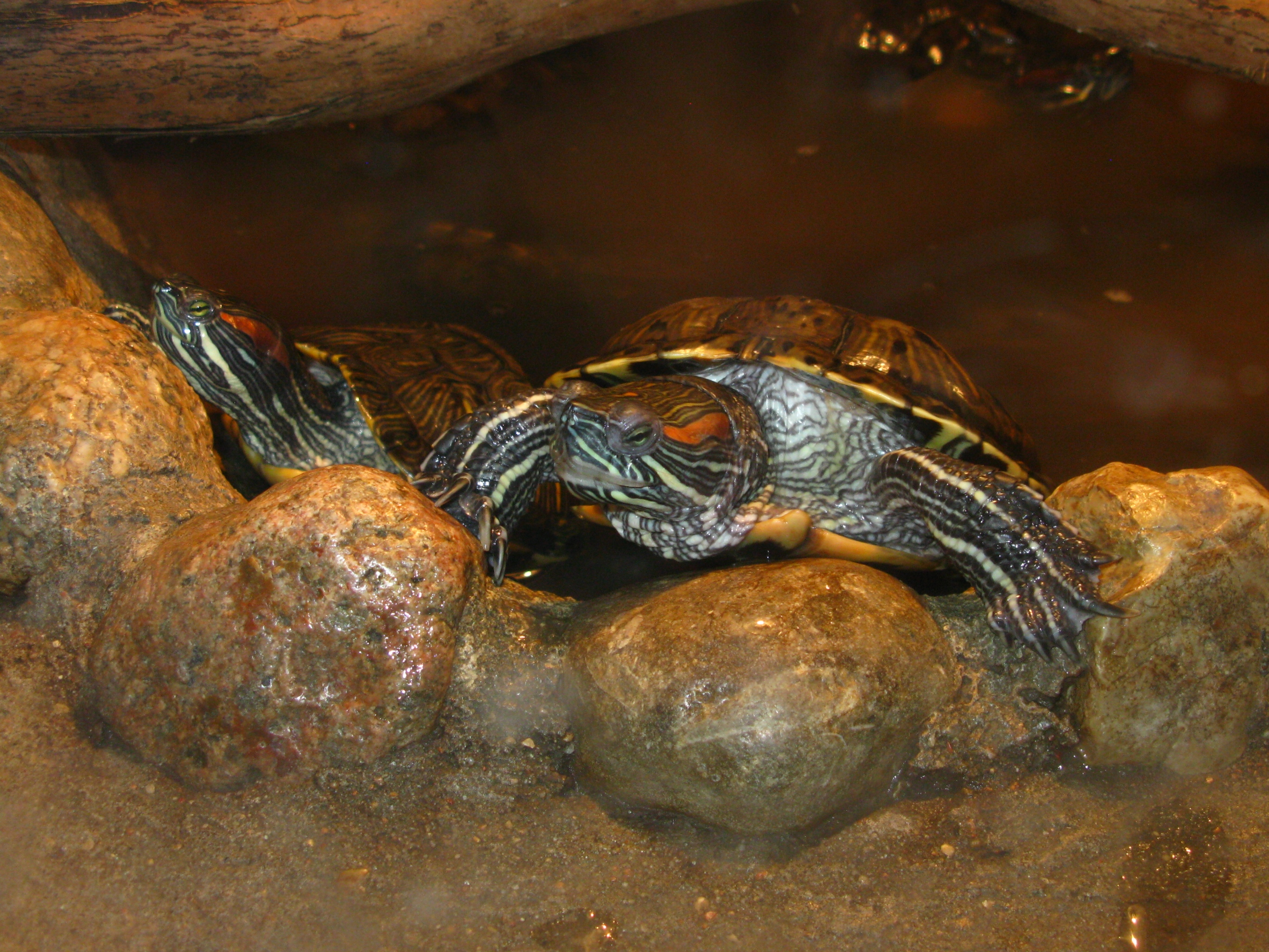
Красноухая черепаха (Trachemys scripta), вид внесён в Красную книгу МСОП

#### Чешуйчатые

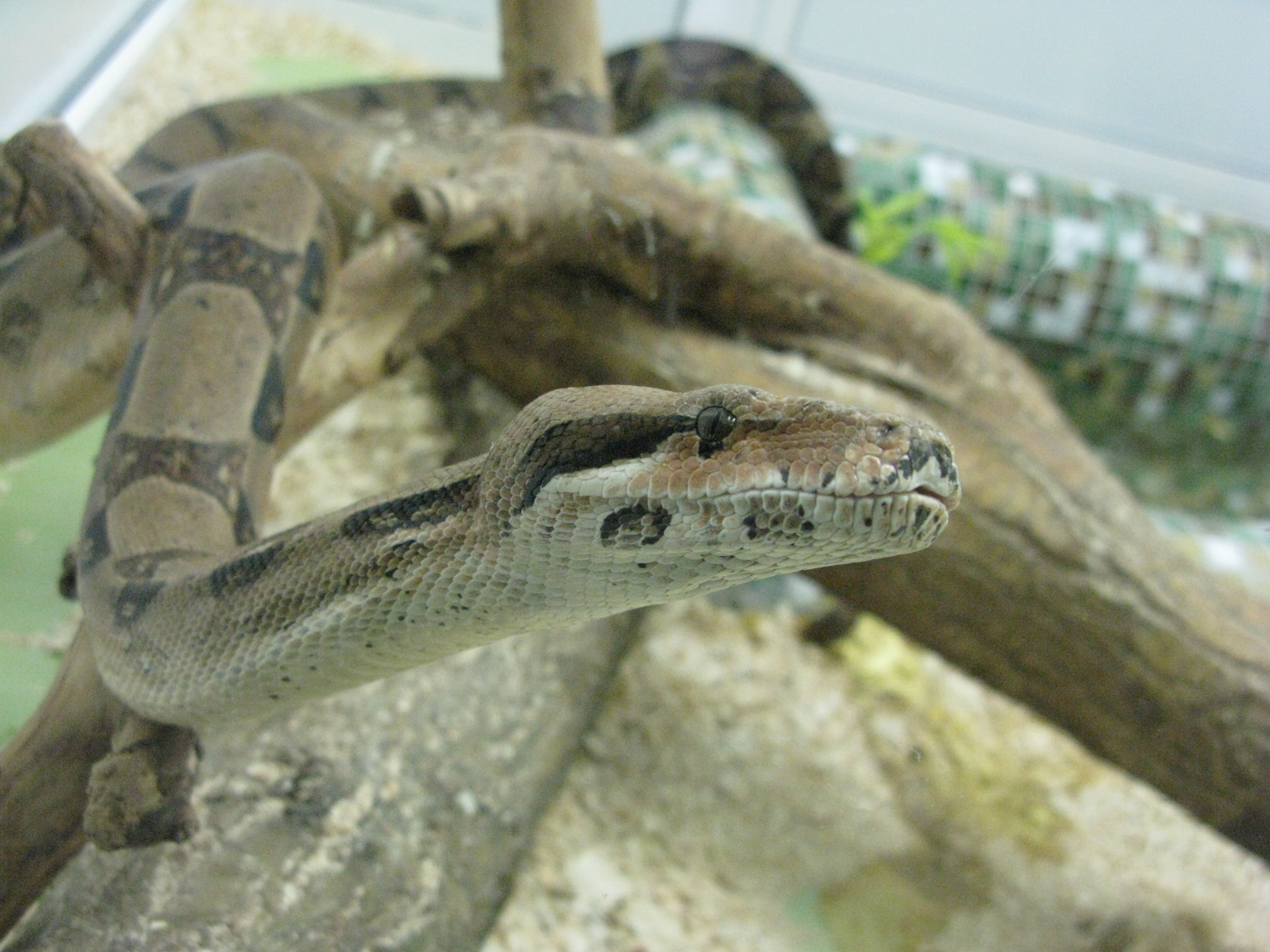
Обыкновенный удав (Boa constrictor)
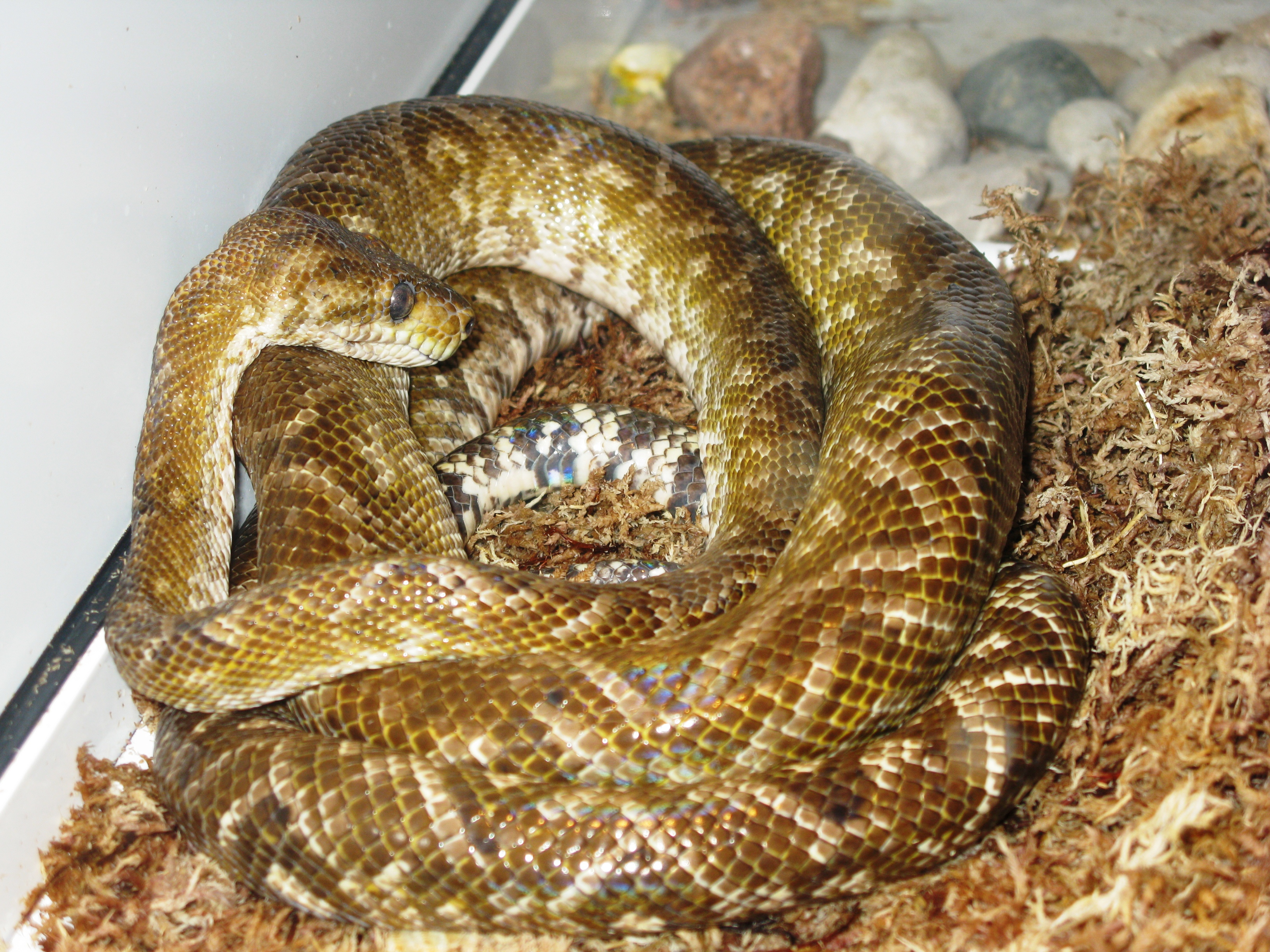
Садовый (узкобрюхий) удав (Corallus enydris)
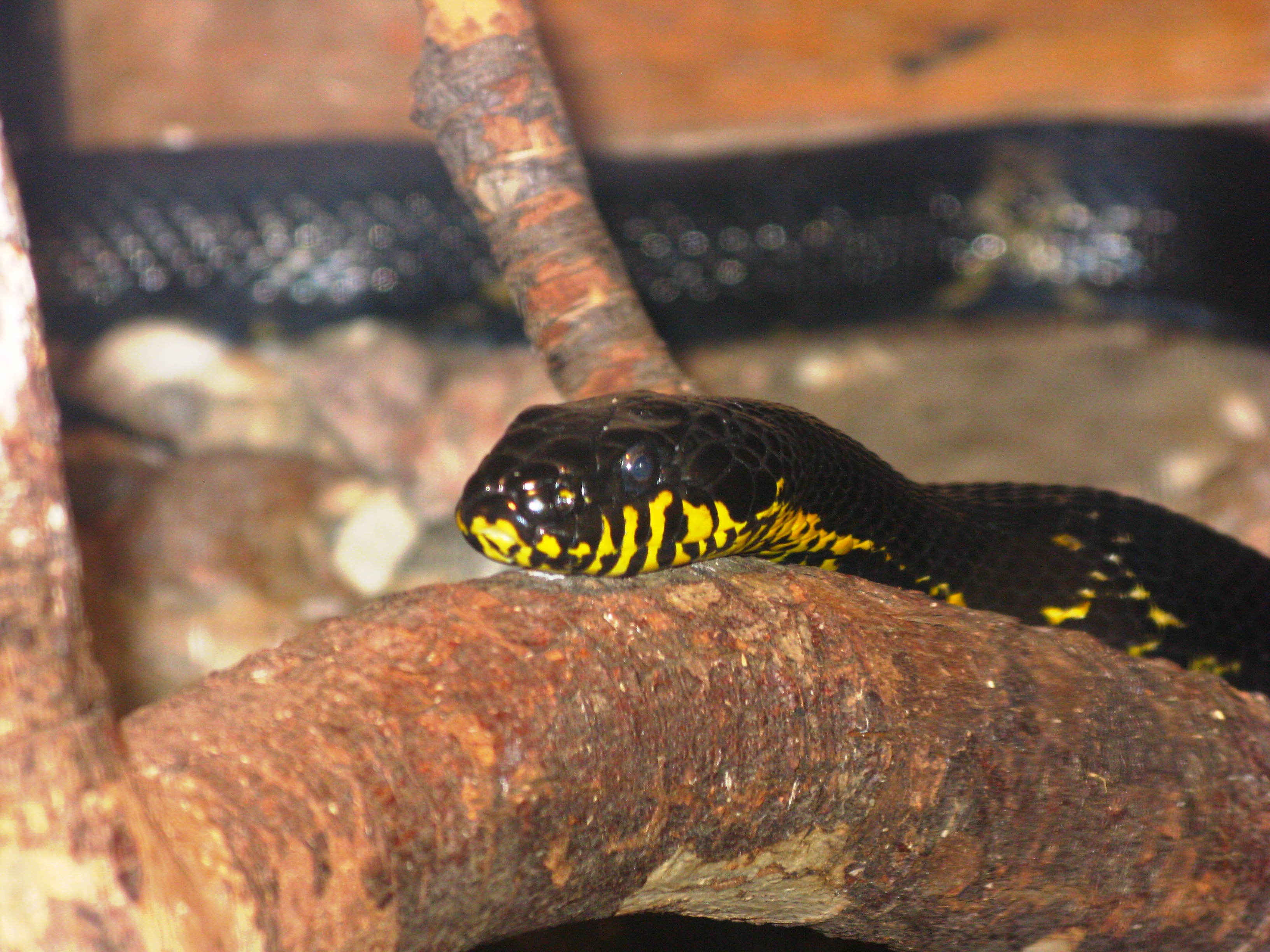
Амурский полоз, или полоз Шренка (Elaphe schrenckii)
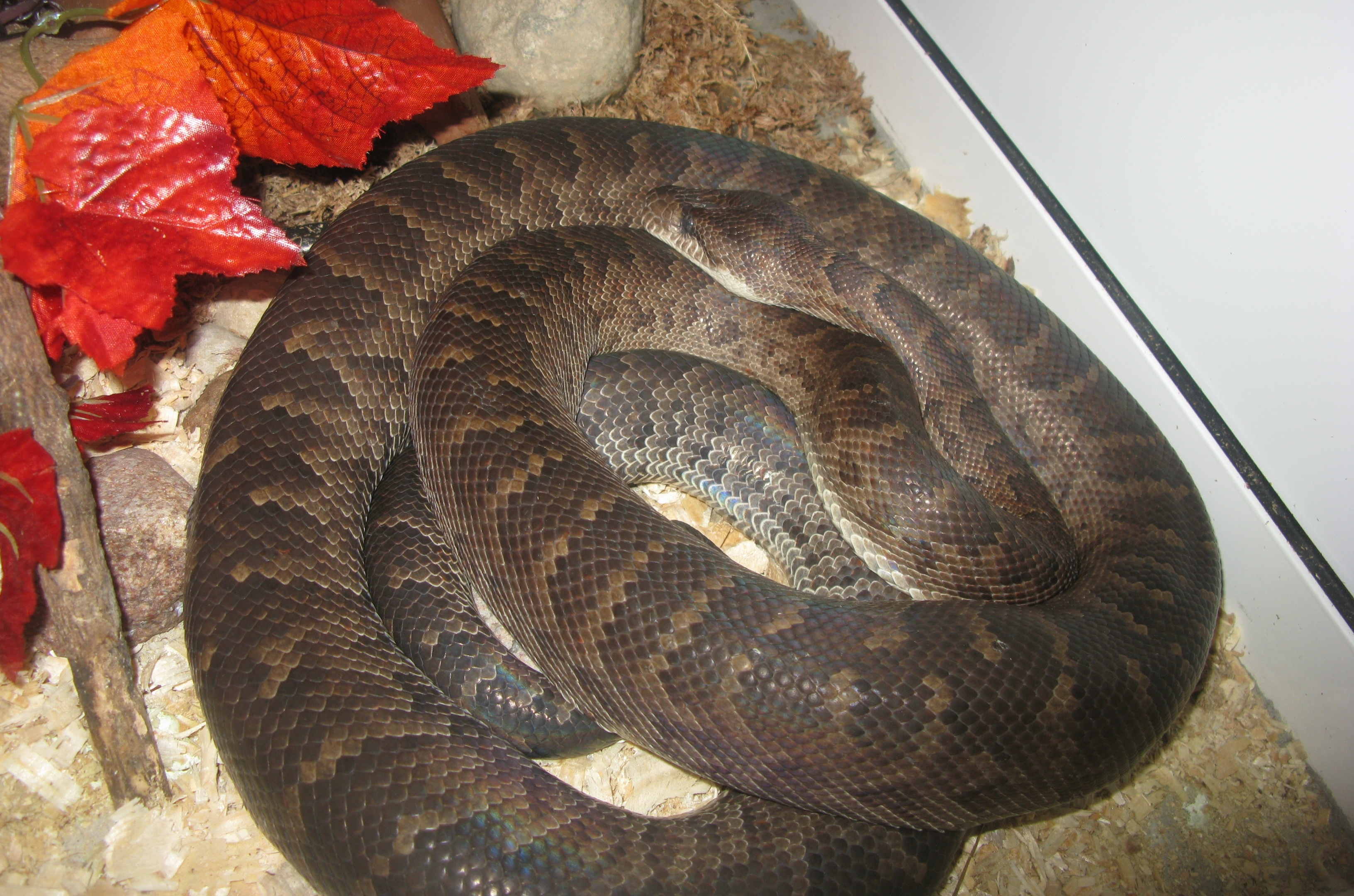
Стройный удав (Epicrates striatus)
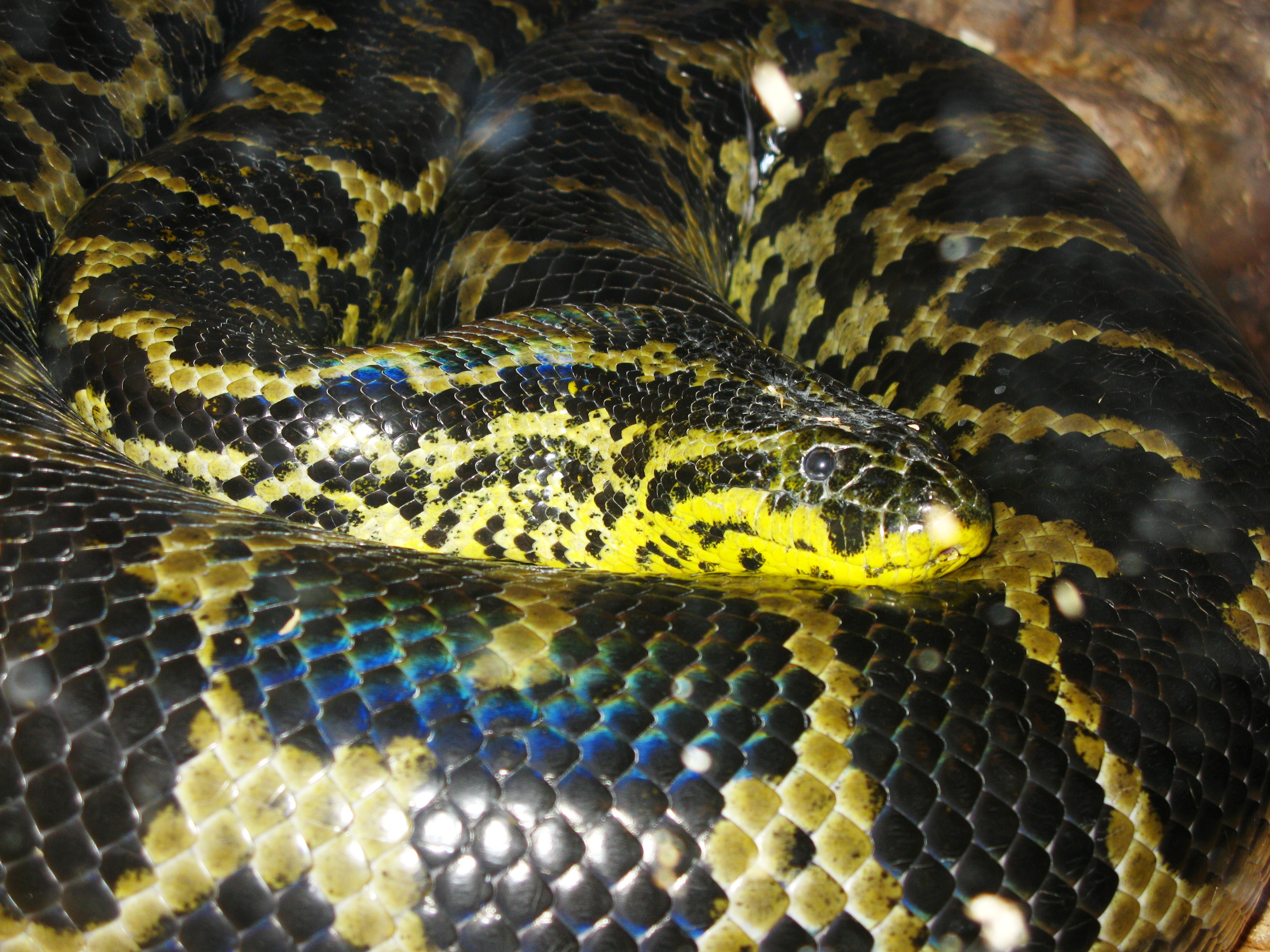
Парагвайская анаконда (Eunectes notaeus)
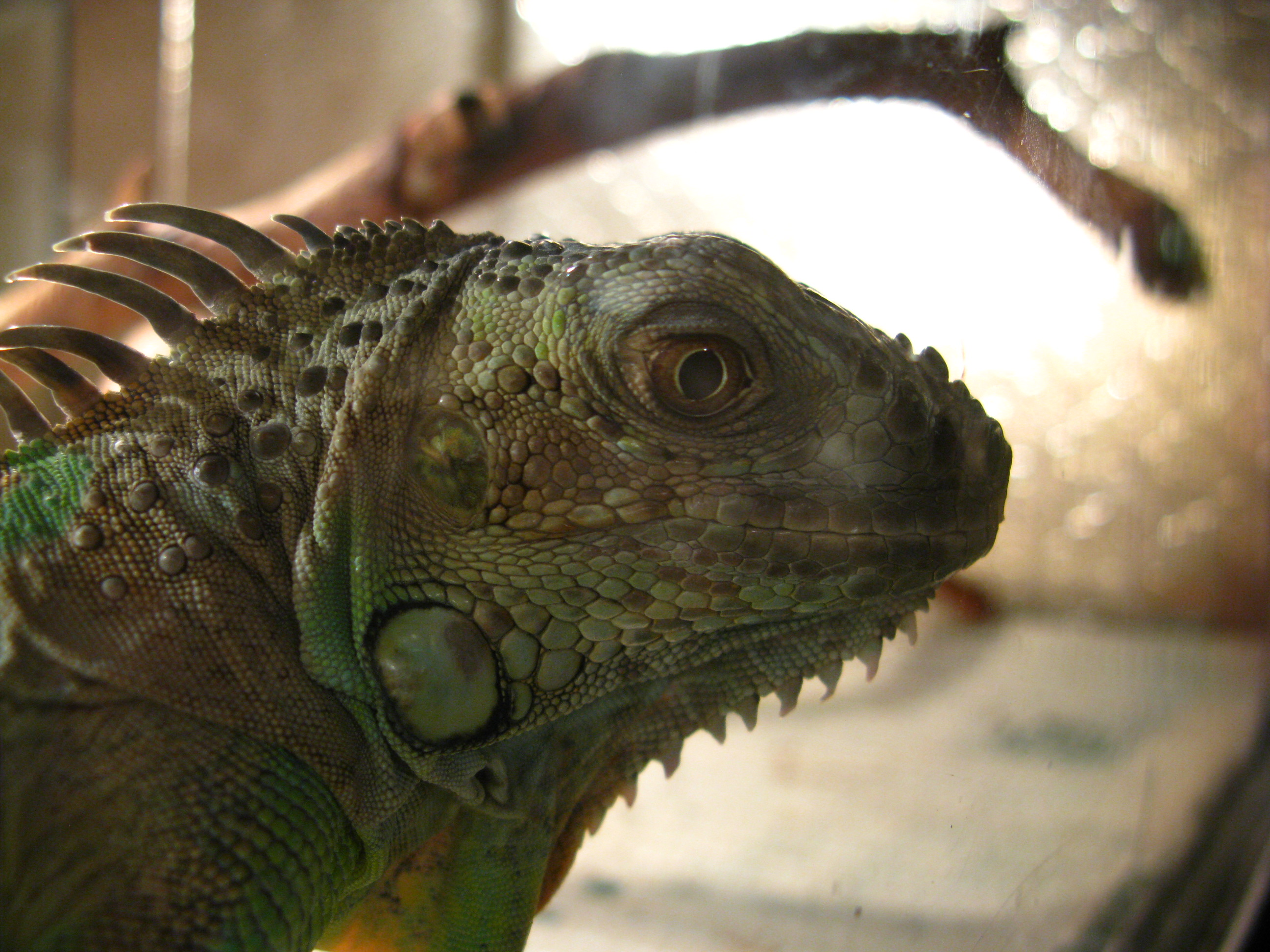
Обыкновенная игуана (Iguana iguana)
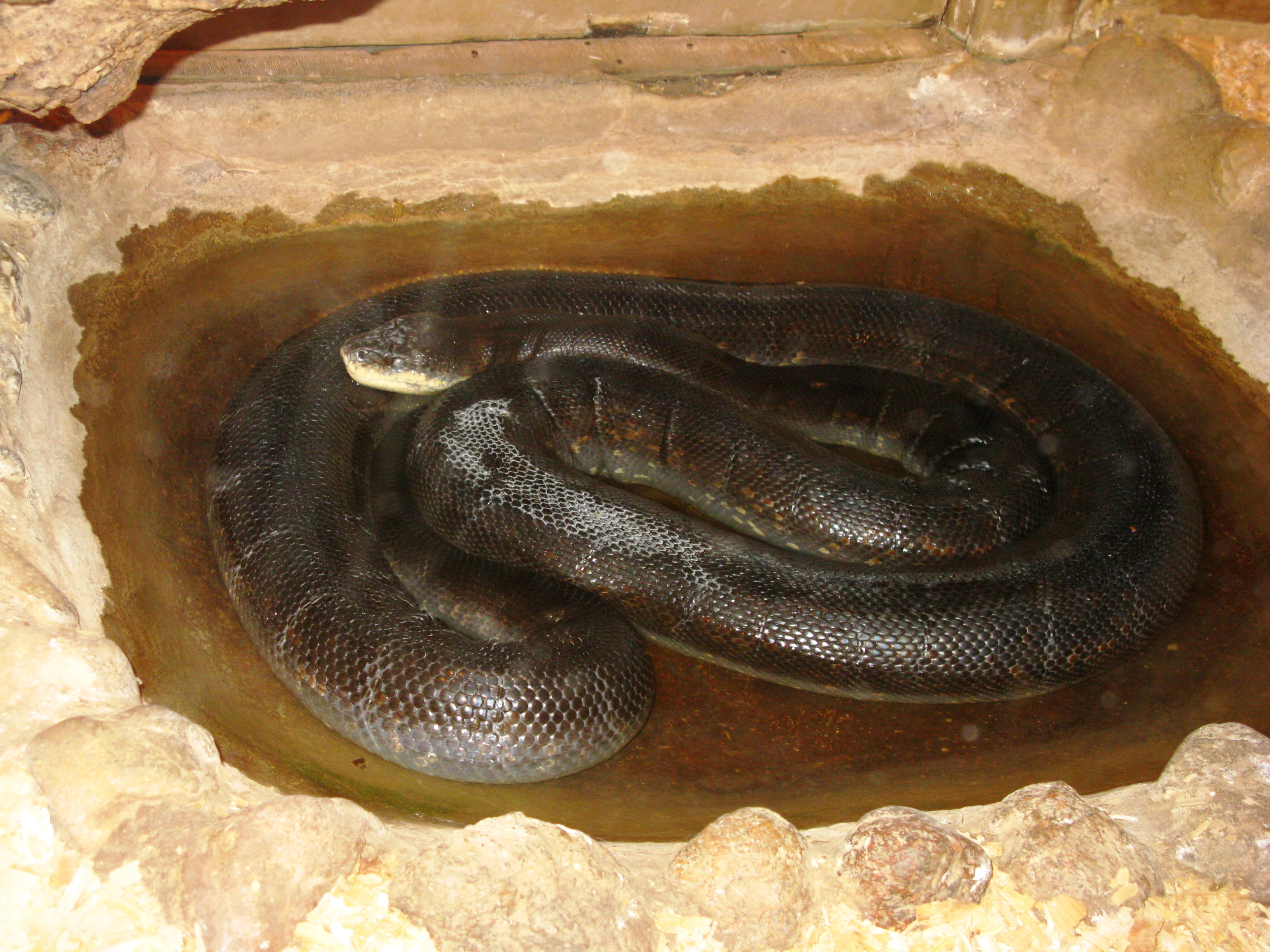
Индонезийский водяной питон (Liasis mackloti)
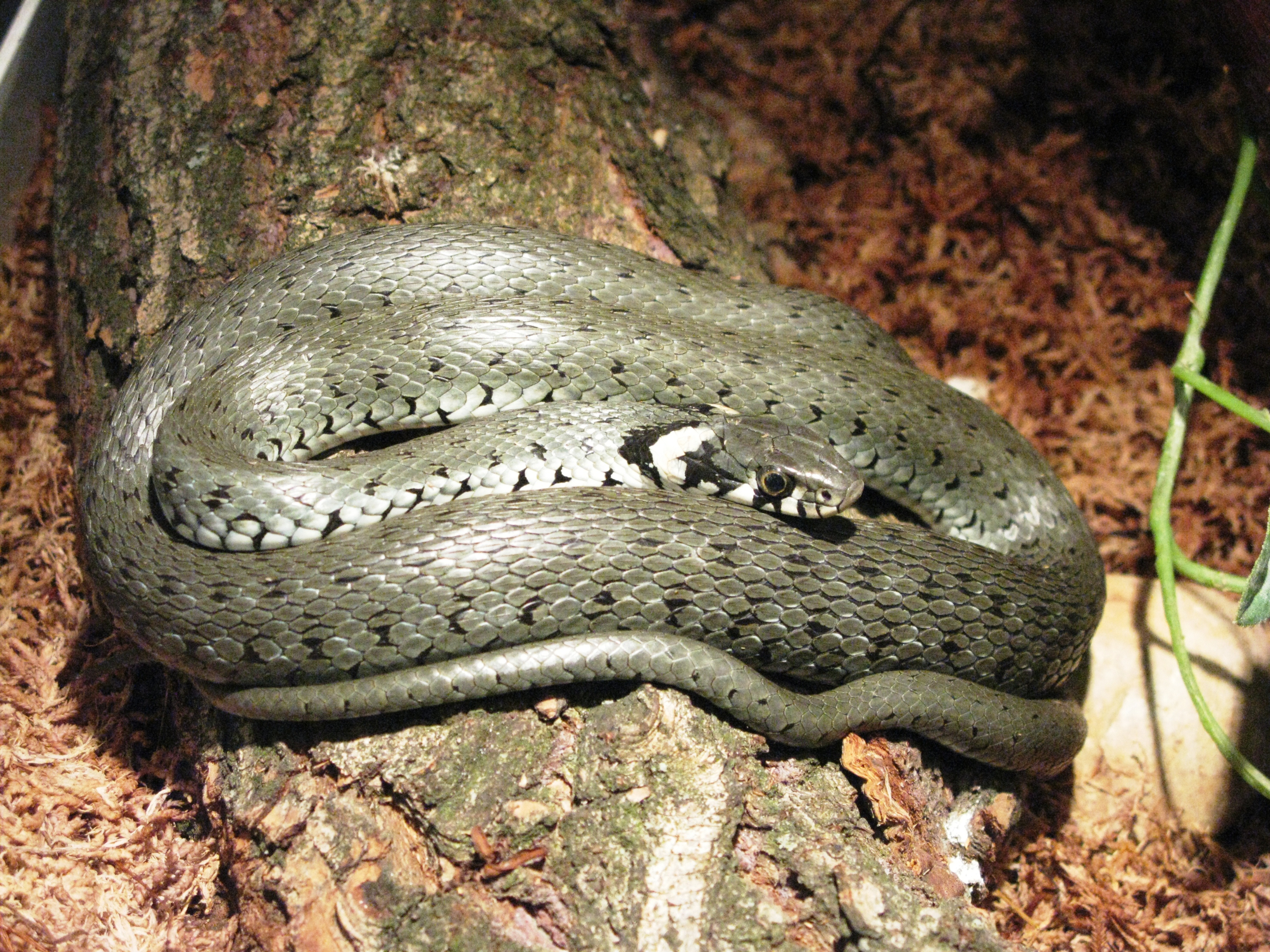
Обыкновенный уж (Natrix natrix)
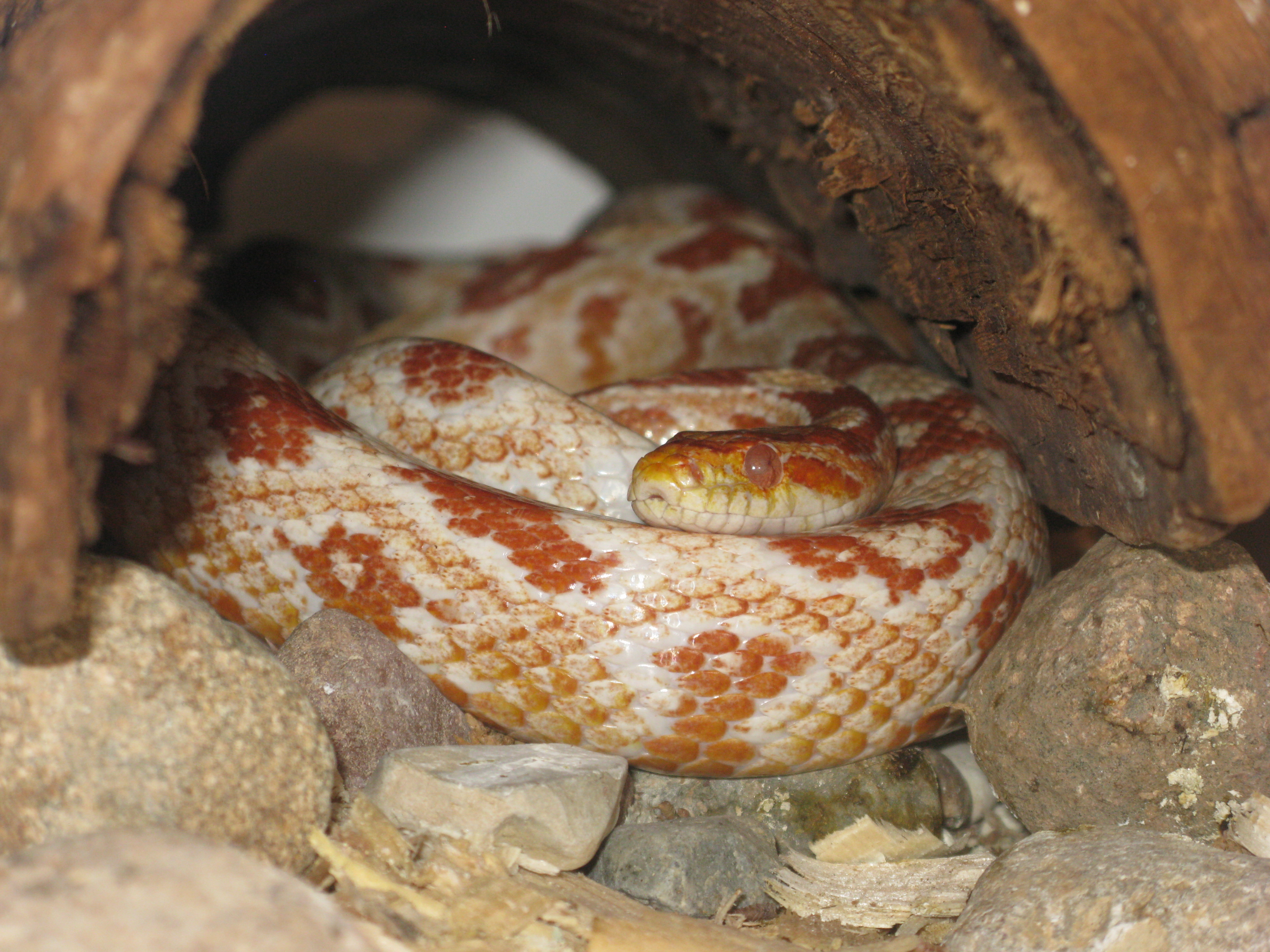
Маисовый полоз альбинос (Pantherophis guttatus)
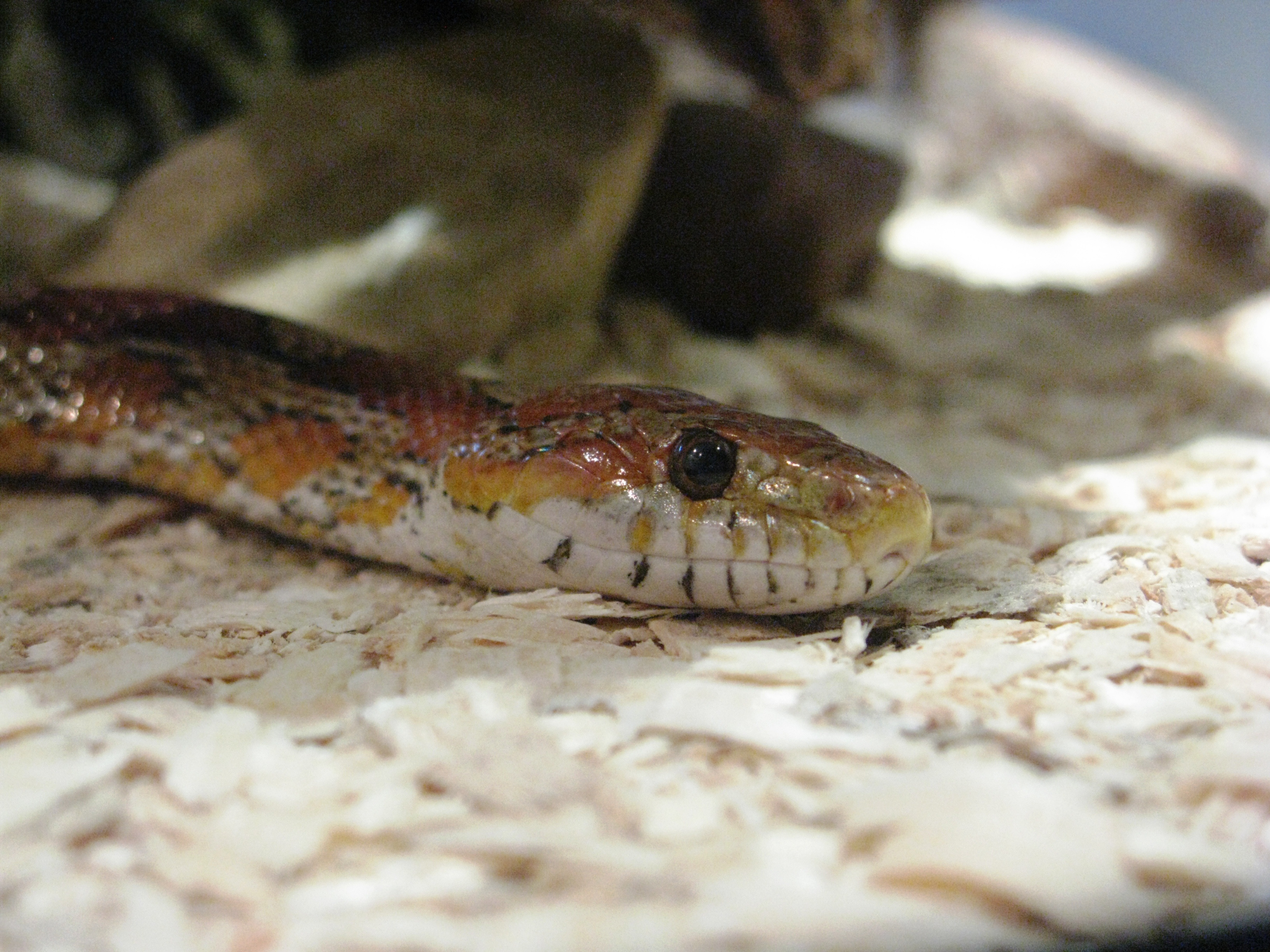
Маисовый полоз (Pantherophis guttatus)
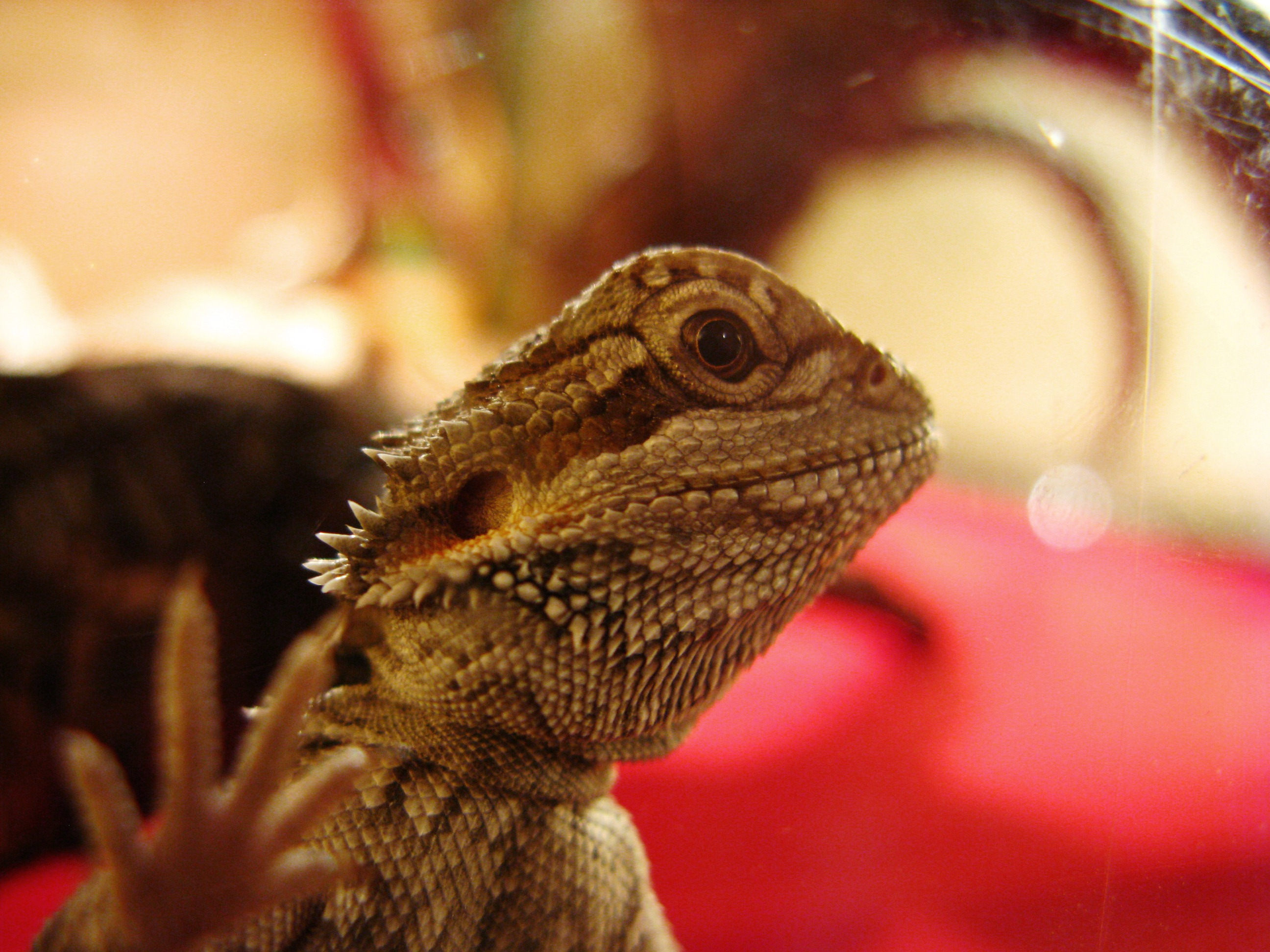
Бородатая агама (Pogona vitticeps)
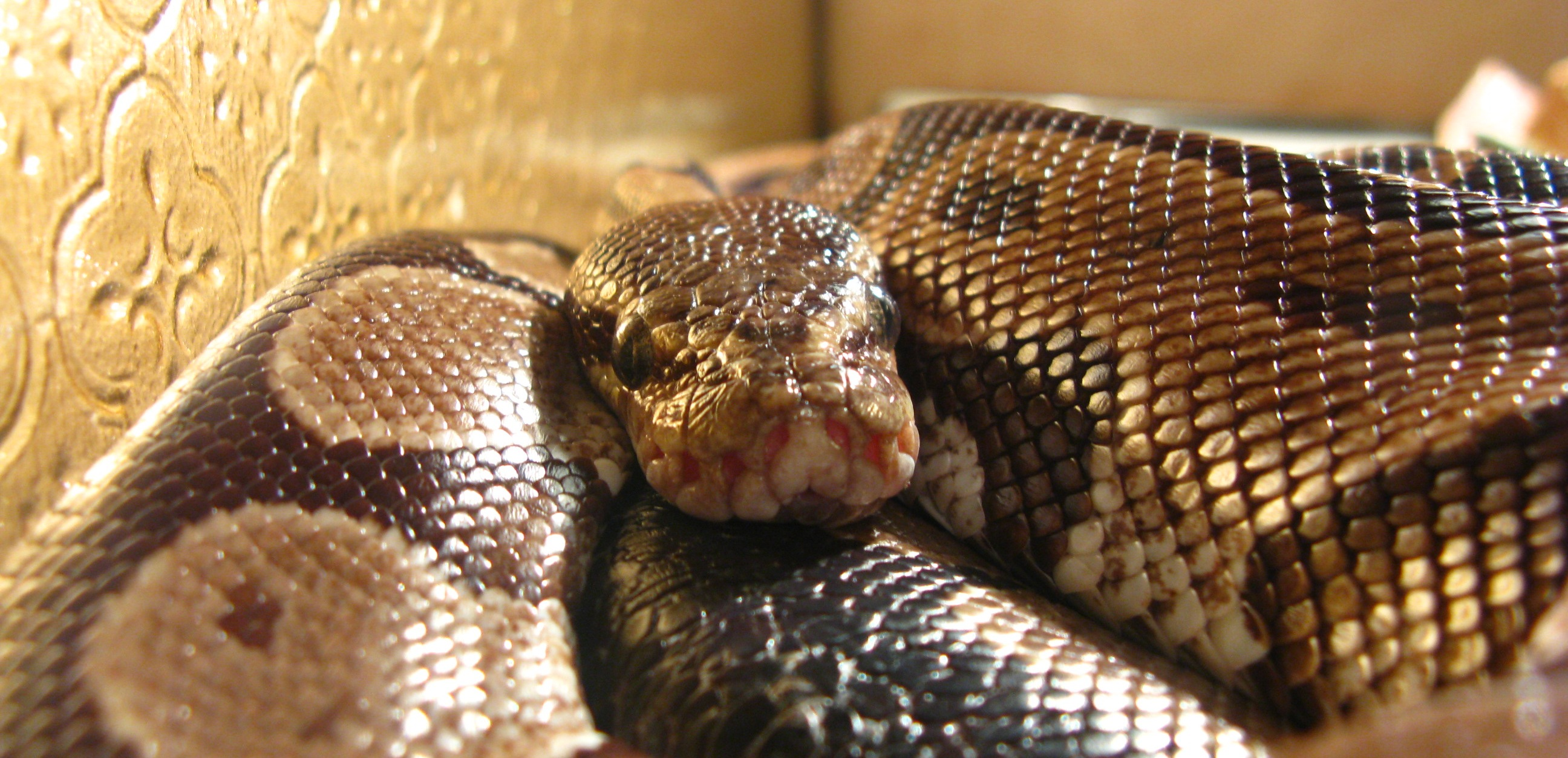
Королевский питон (Python regius)
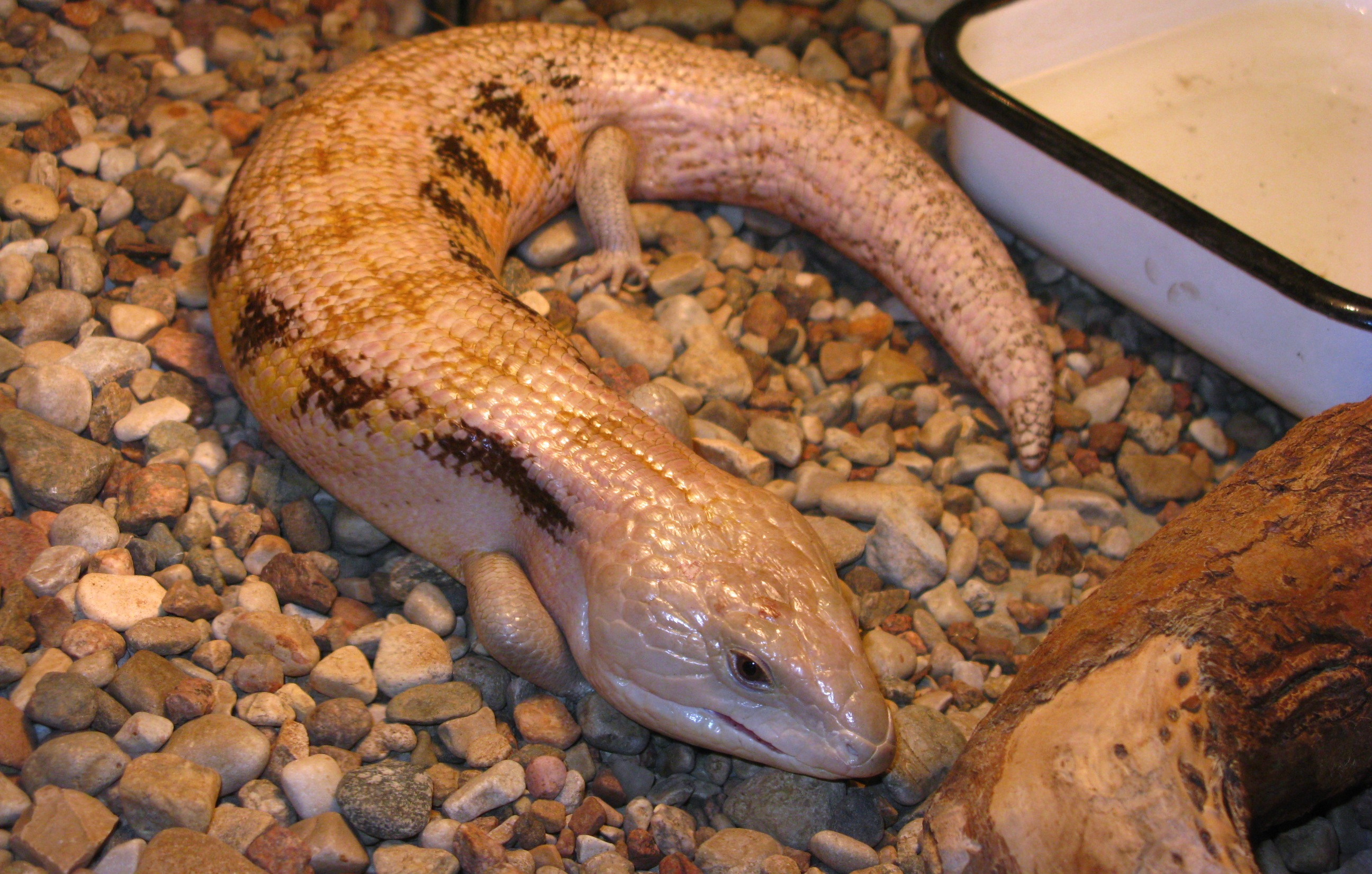
Папуанская исполинская ящерица (Tiliqua Gigas)
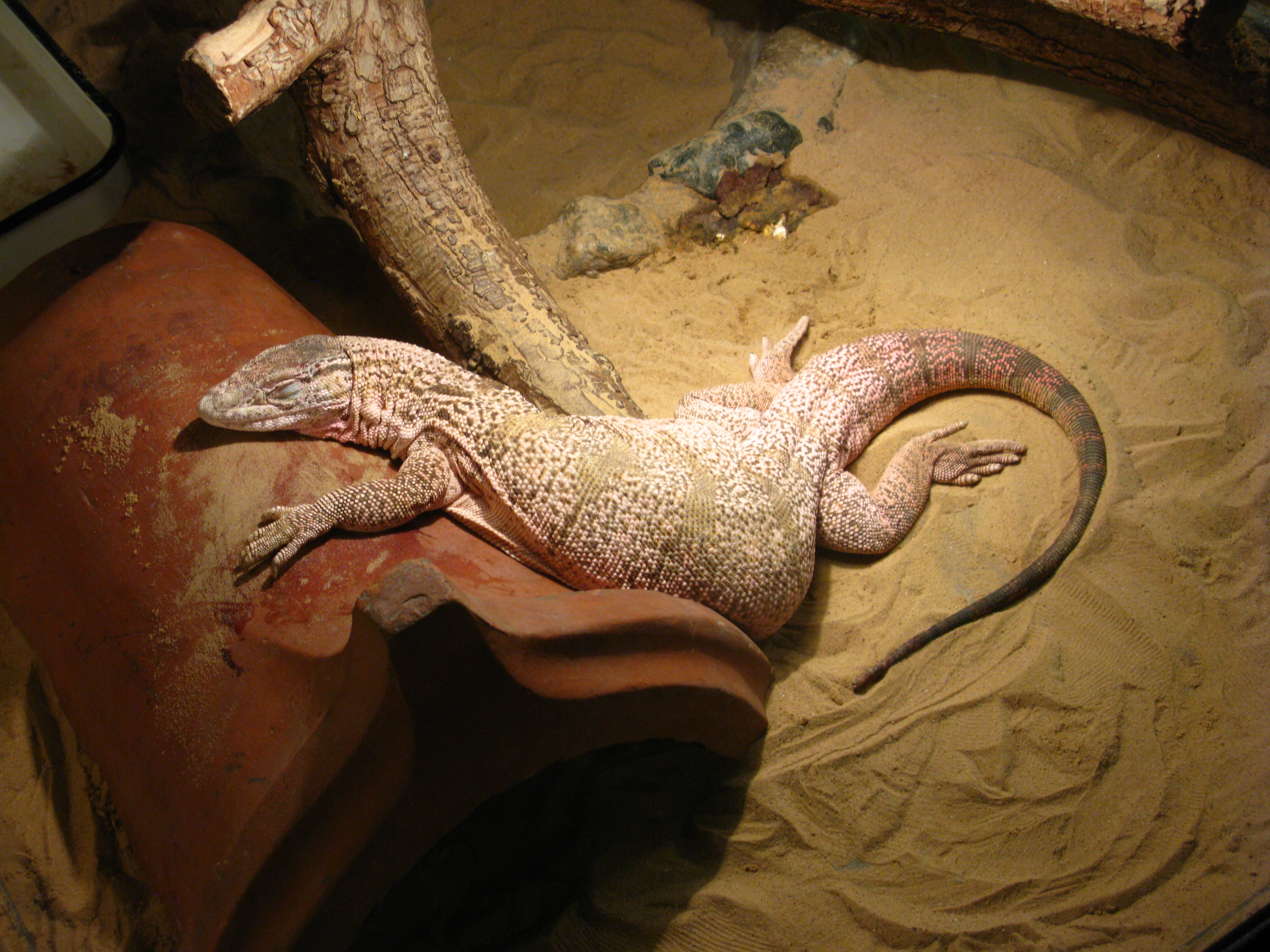
Серый варан (Varanus griseus)

### Рыбы
По состоянию на 1 января 2023 в зоопарке 52 вида рыб представлены 718 особями.

#### Атеринообразные

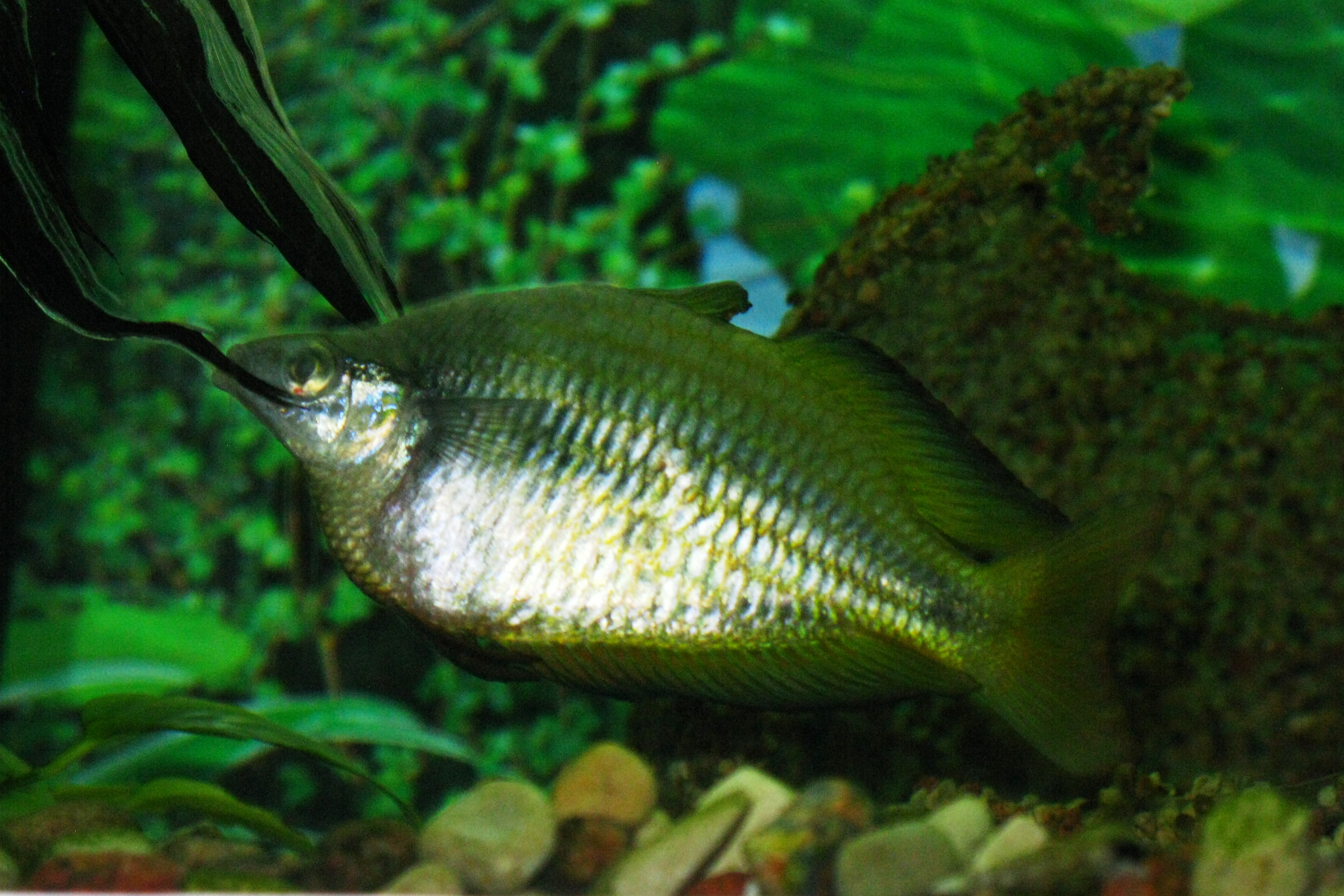
Меланотаения Паркинсона (Melanotaenia parkinsoni)

#### Карпообразные

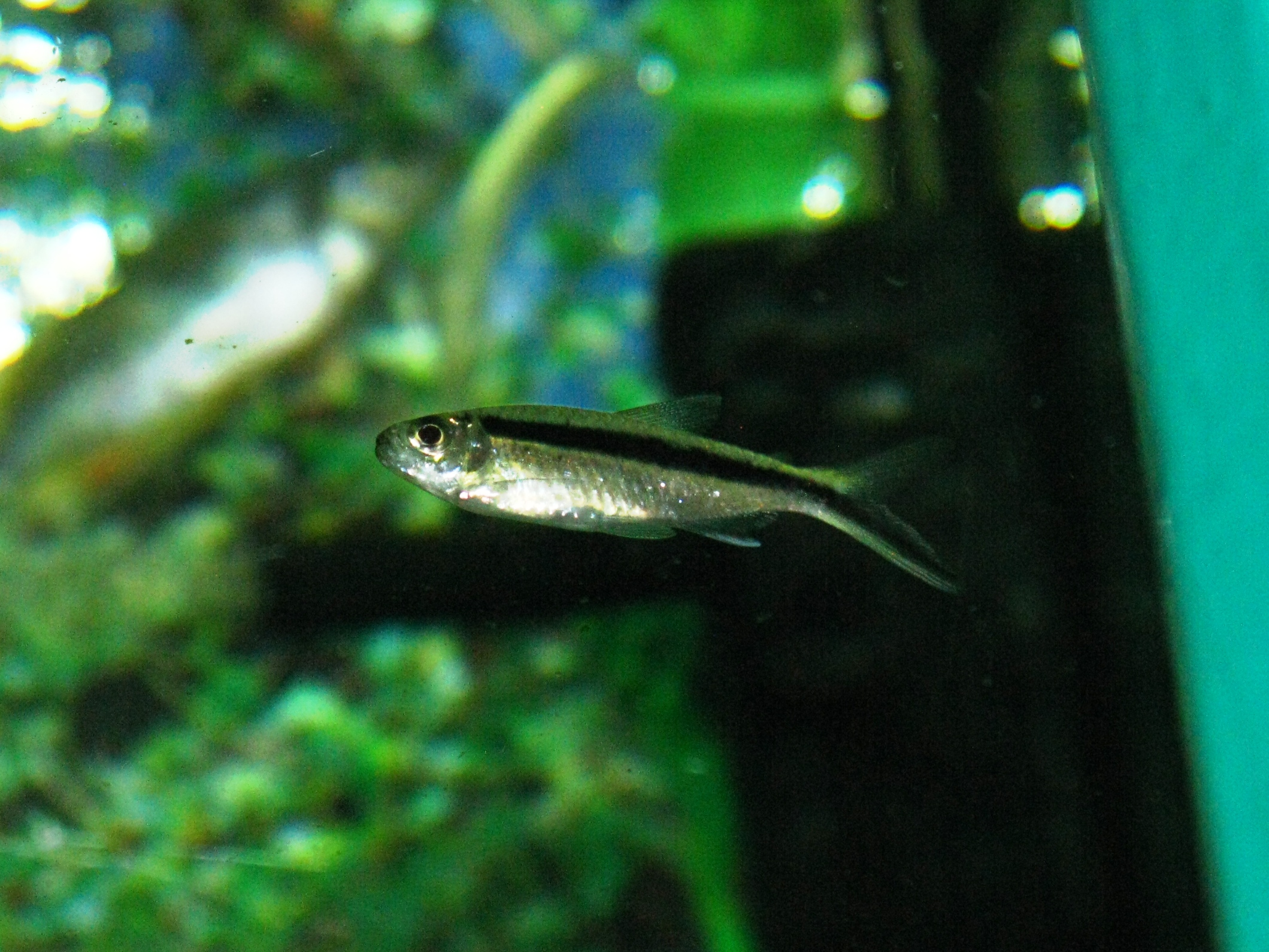
Косая тайерия (Thayeria boehlkei)
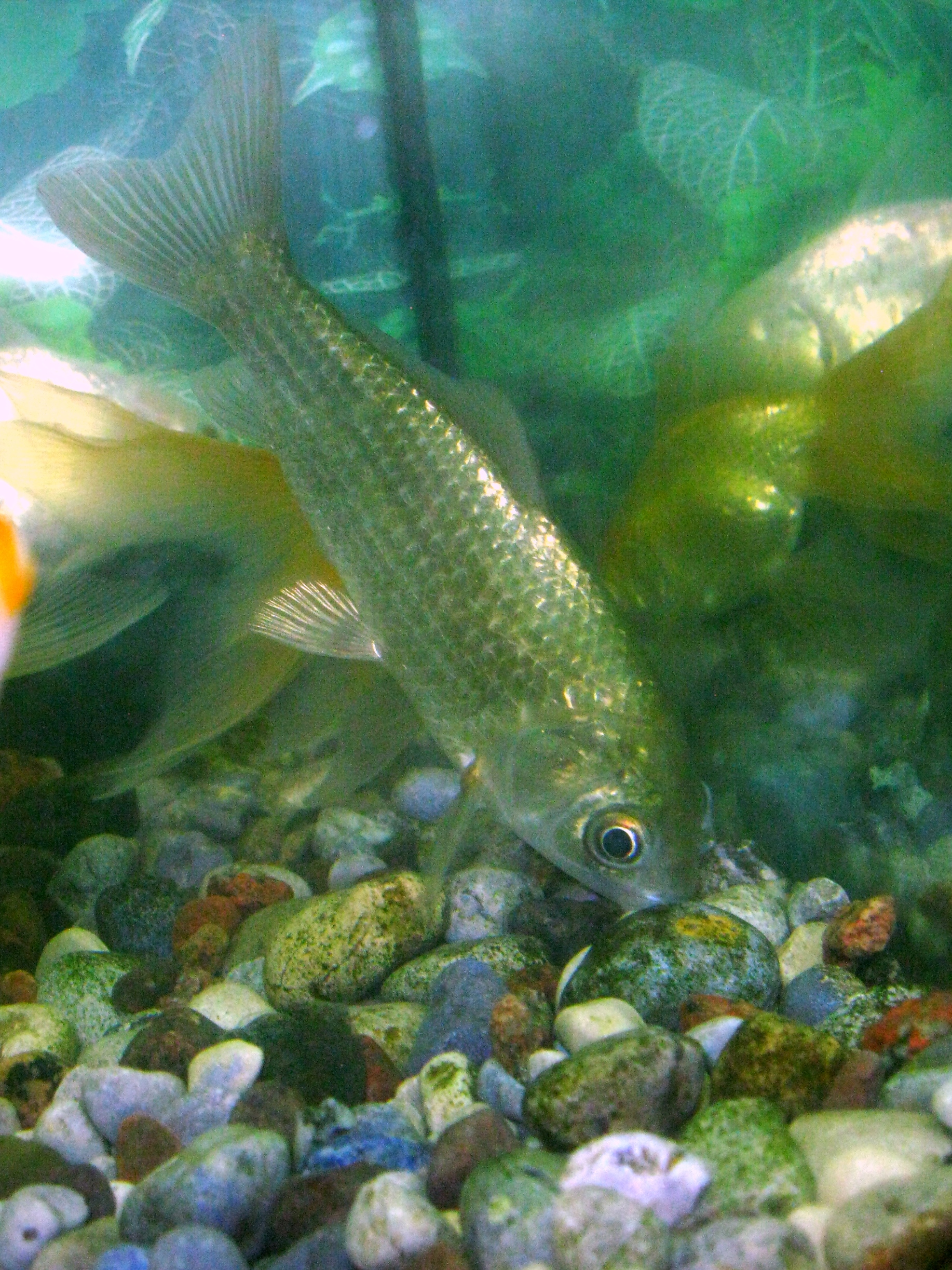
Золотой карась (Carassius carassius)

#### Окунеобразные

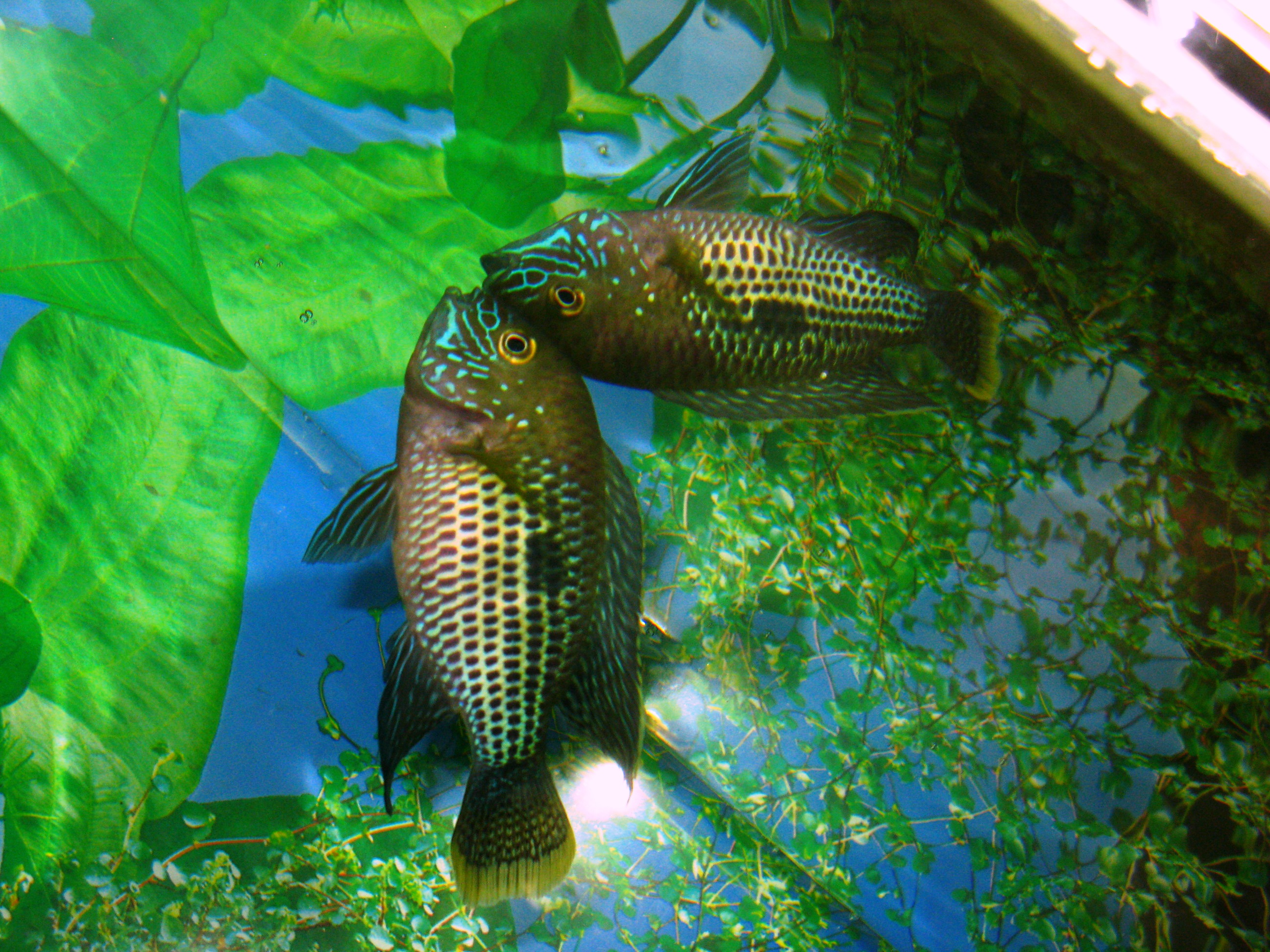
Бирюзовая акара (Andinoacara rivulatus)
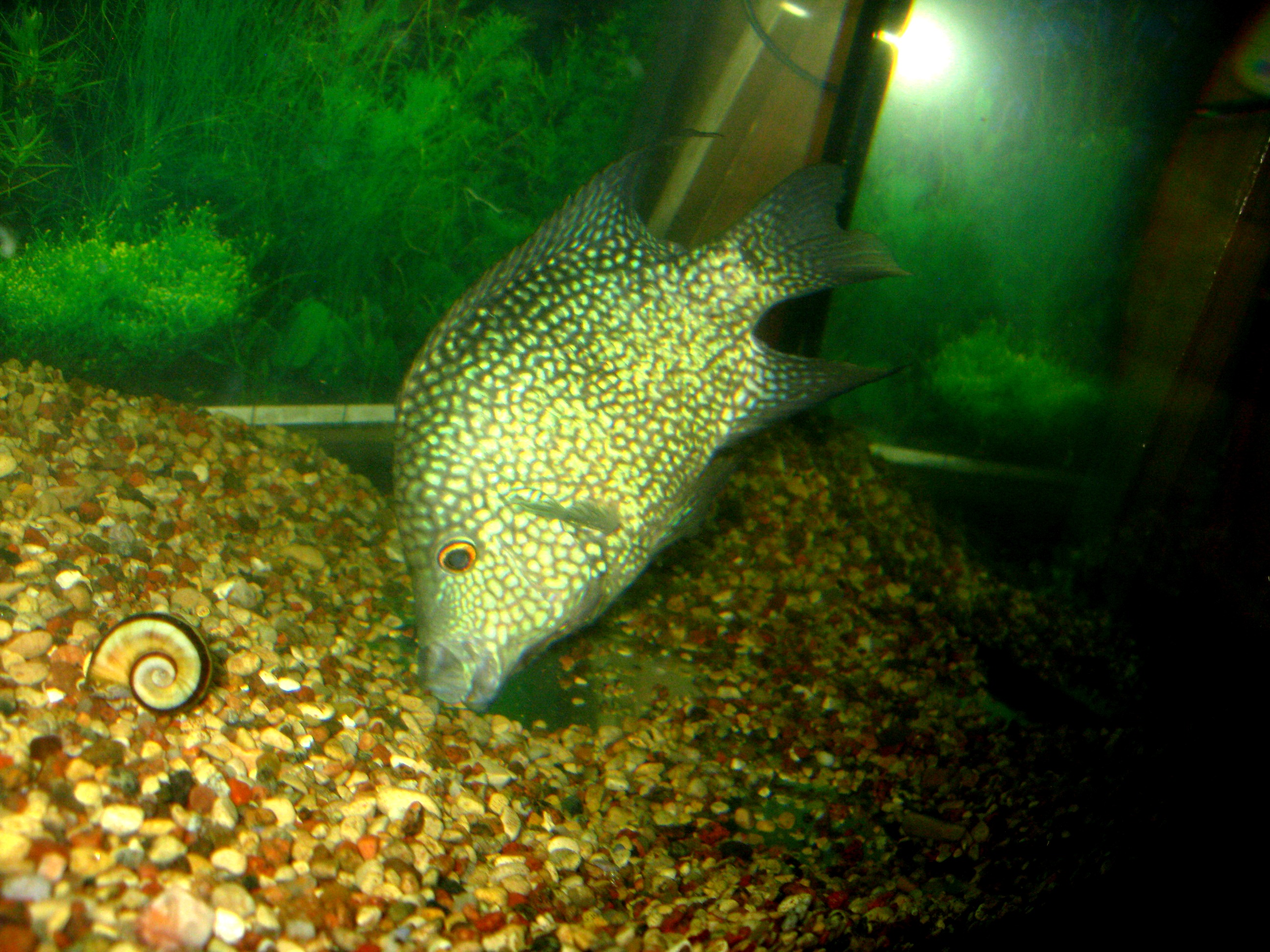
Бриллиантовая цихлазома (Cichlasoma cyanoguttatum)
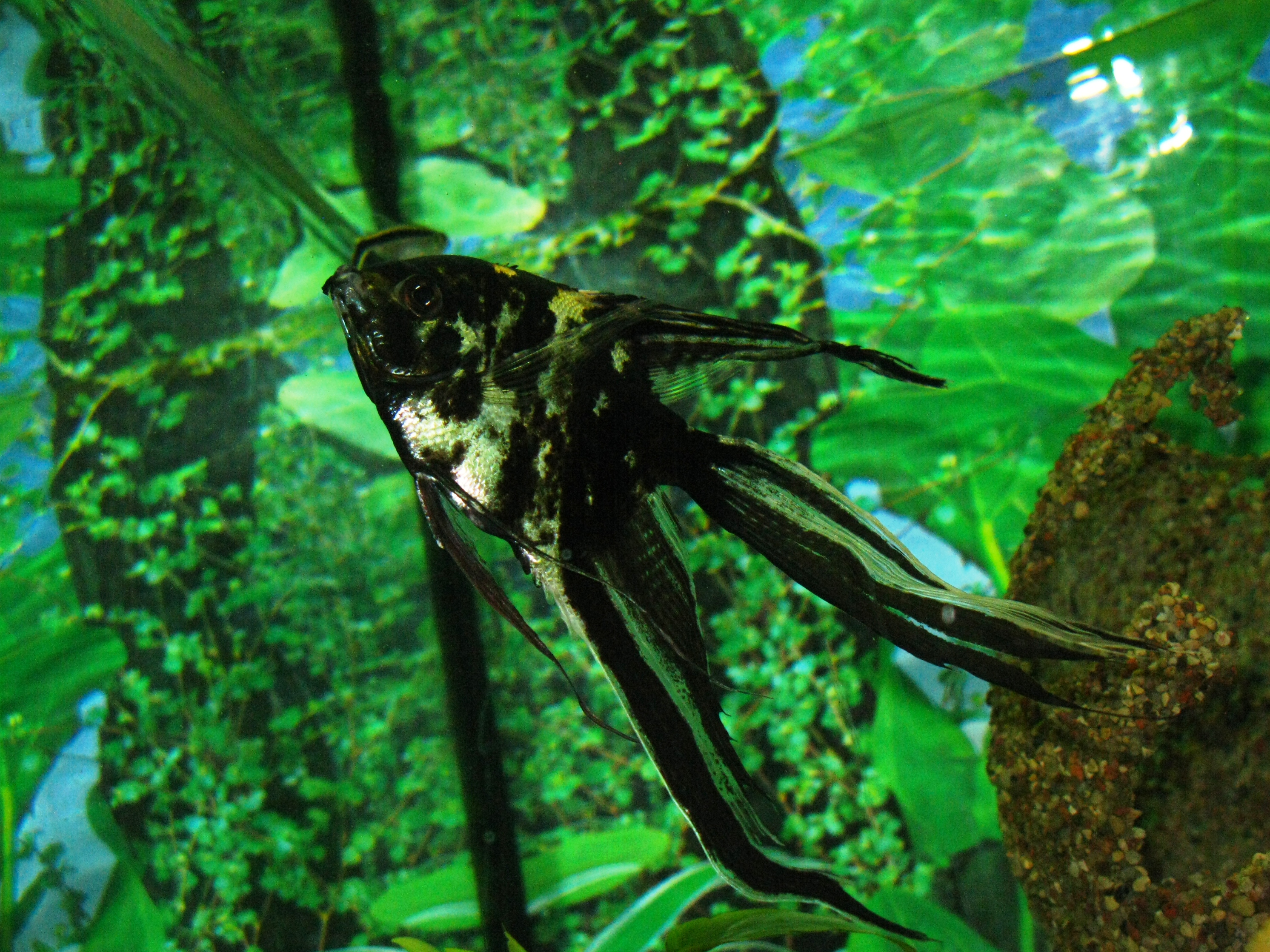
Обыкновенная скалярия (Pterophyllum scalare)
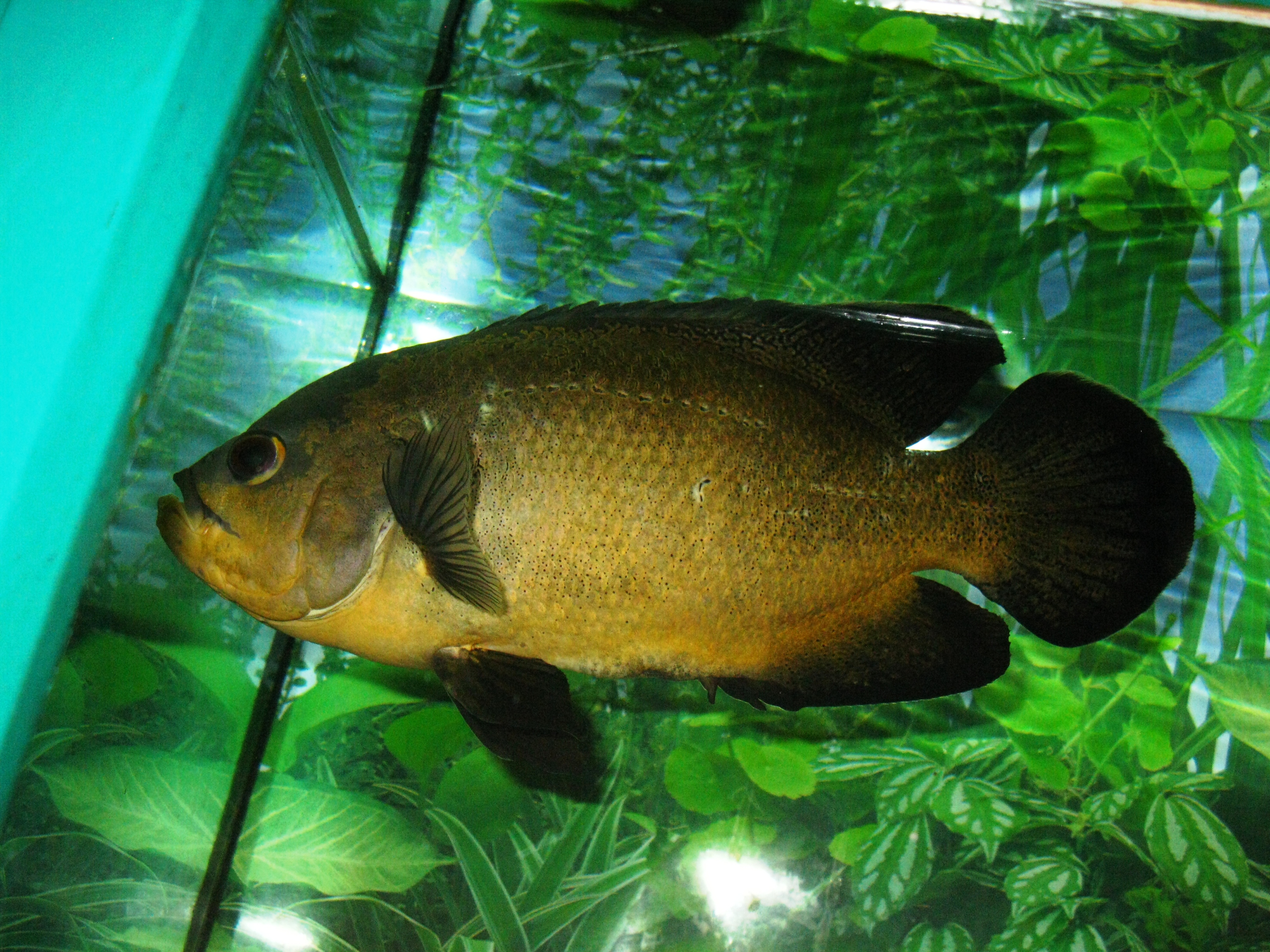
Цихлида оскар, или глазчатый астронотус (Astronotus ocellatus)
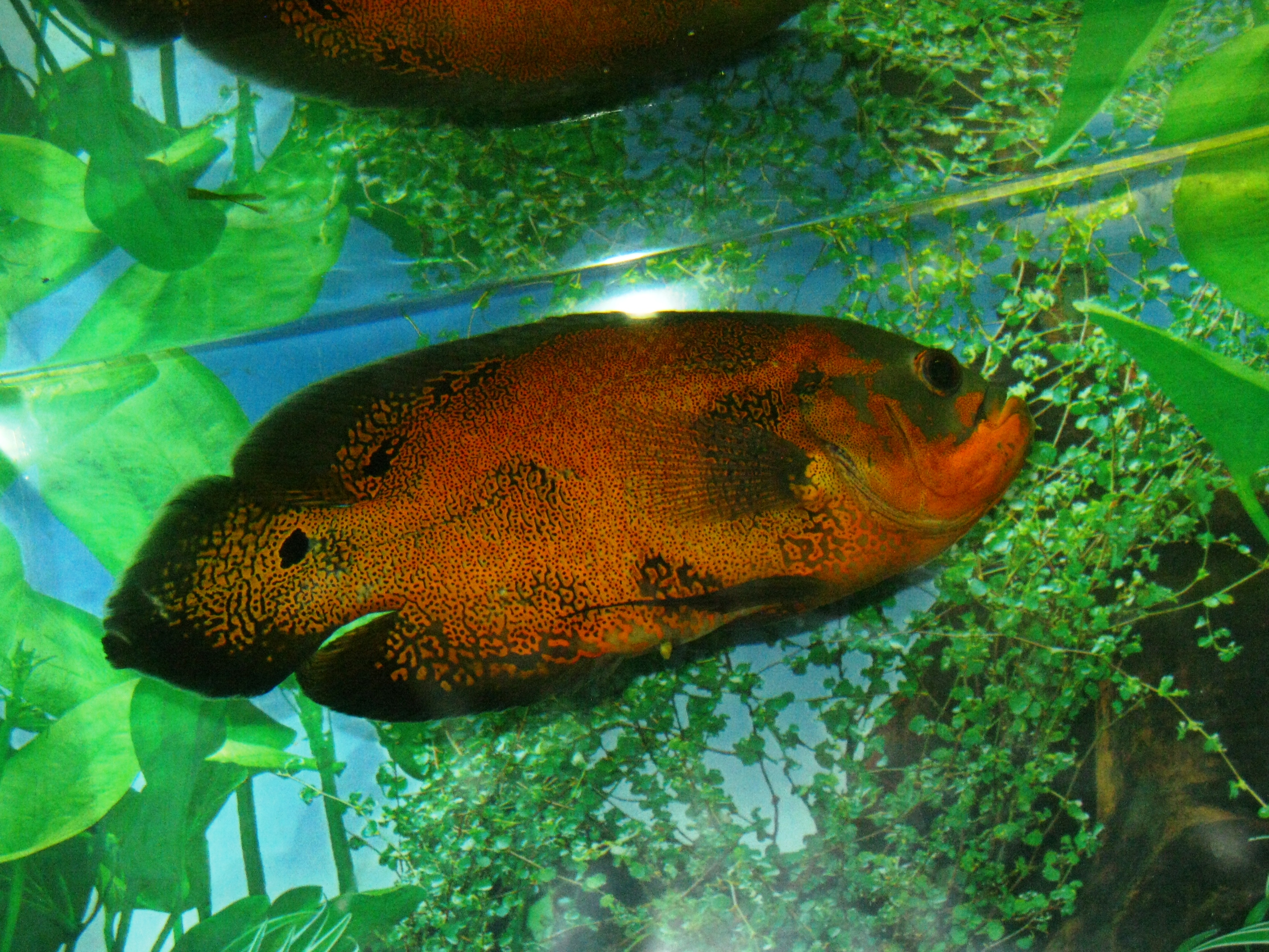
Цихлида оскар, или глазчатый астронотус (Astronotus ocellatus)
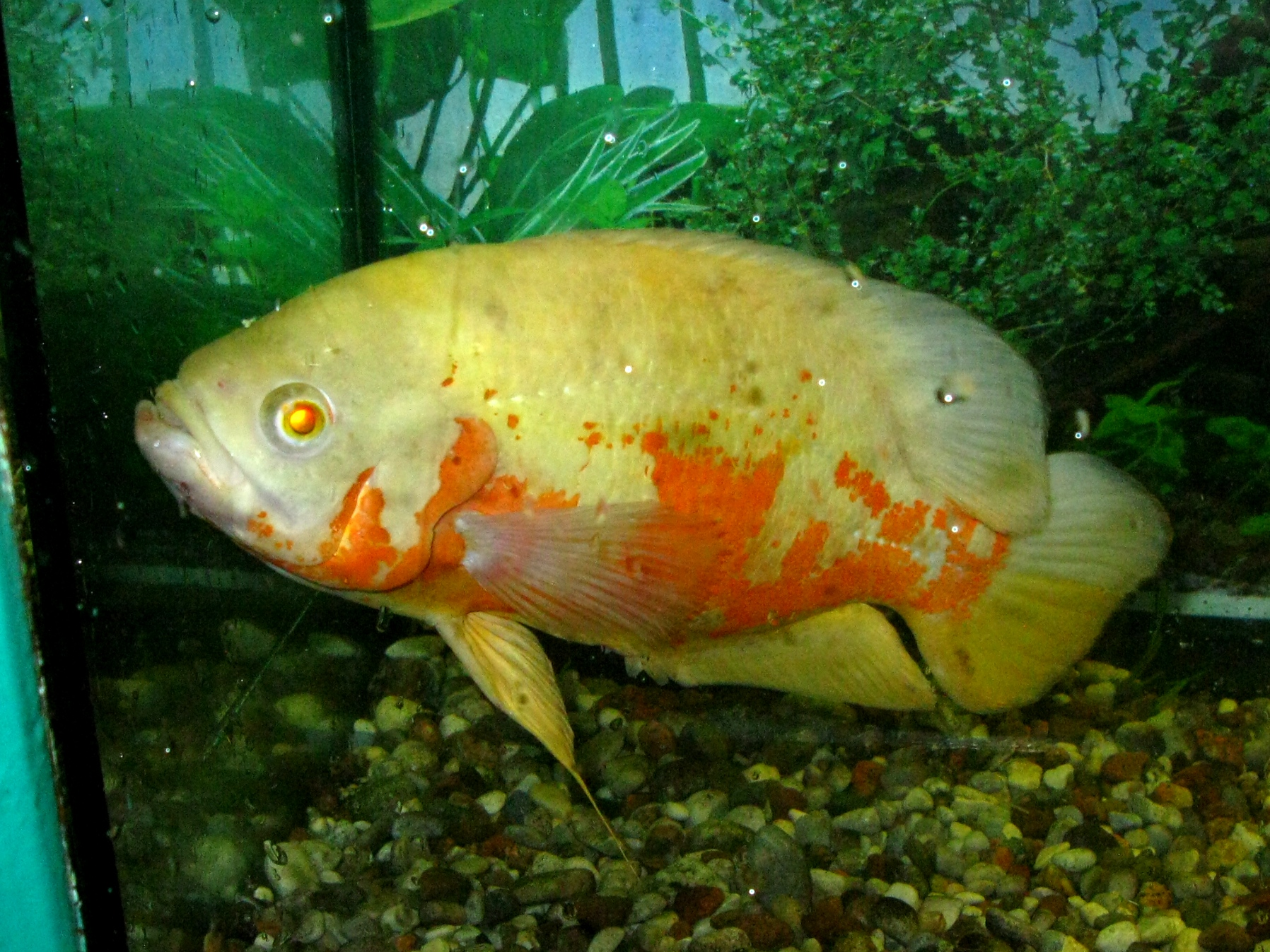
Цихлида оскар, или глазчатый астронотус (Astronotus ocellatus)
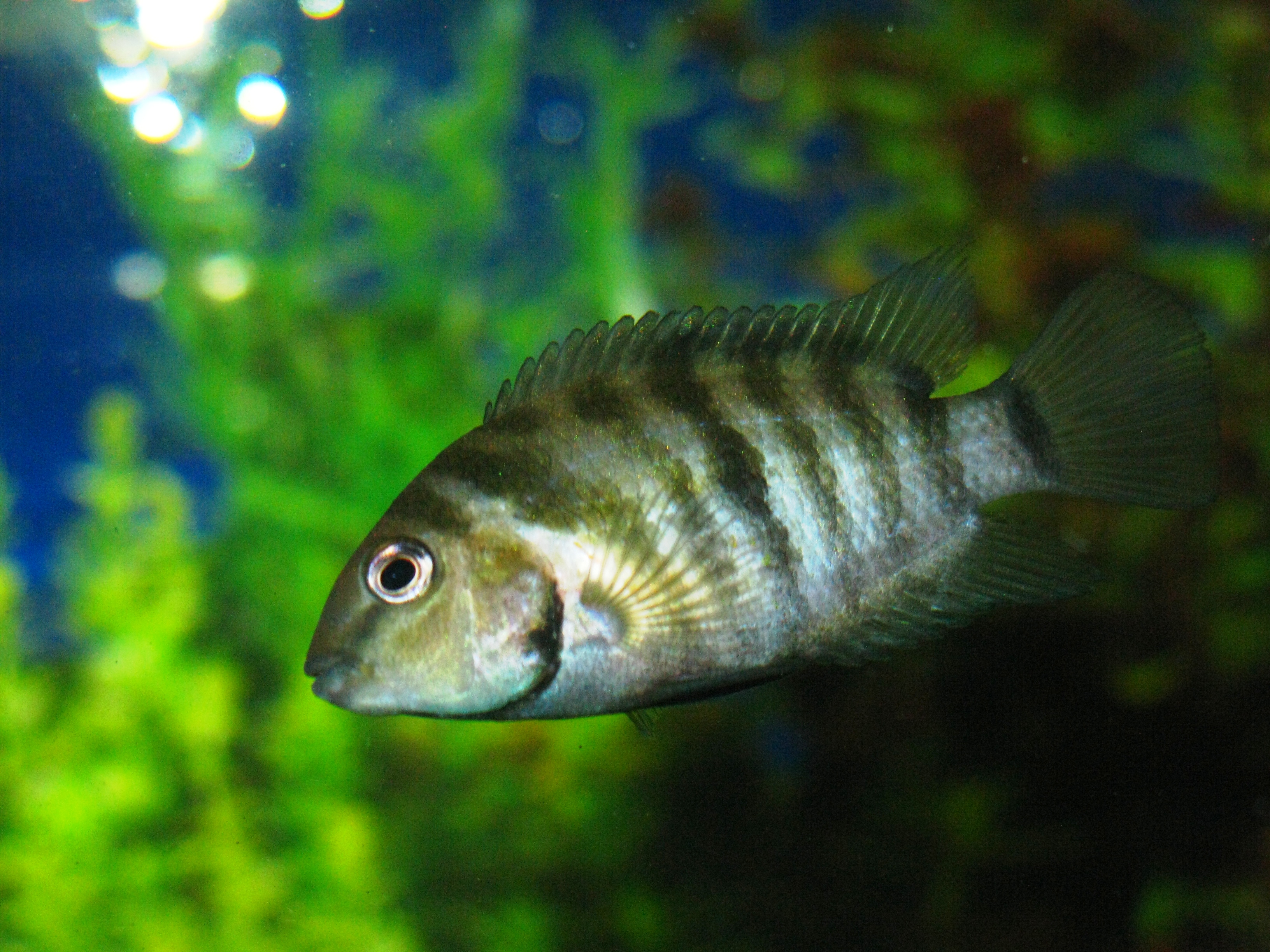
Чернополосая цихлазома (Cichlasoma nigrofasciatum)

#### Сомообразные

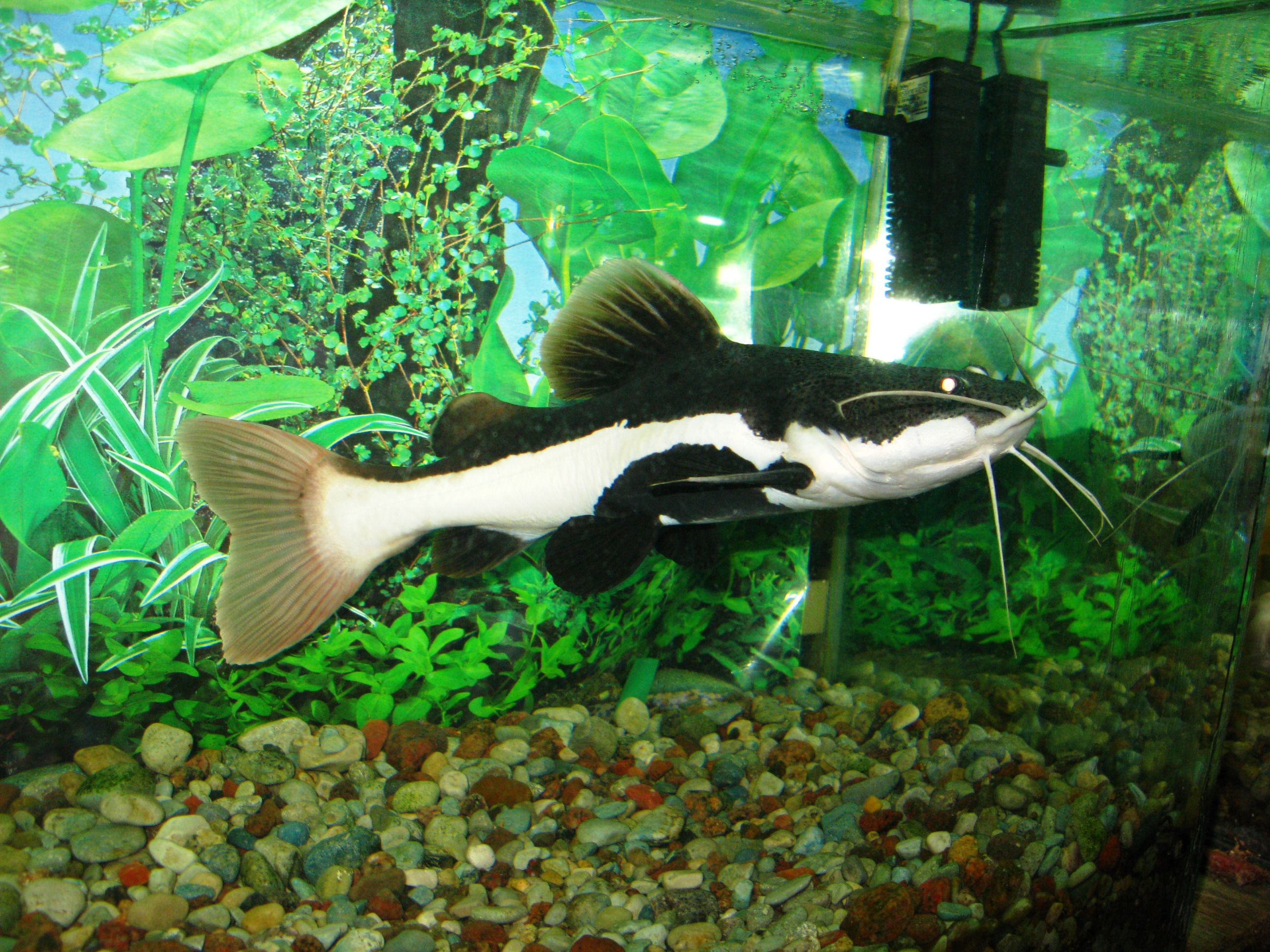
Краснохвостый фрактоцефалус, или сом-плоскоголовик (Phractocephalus hemiliopterus)
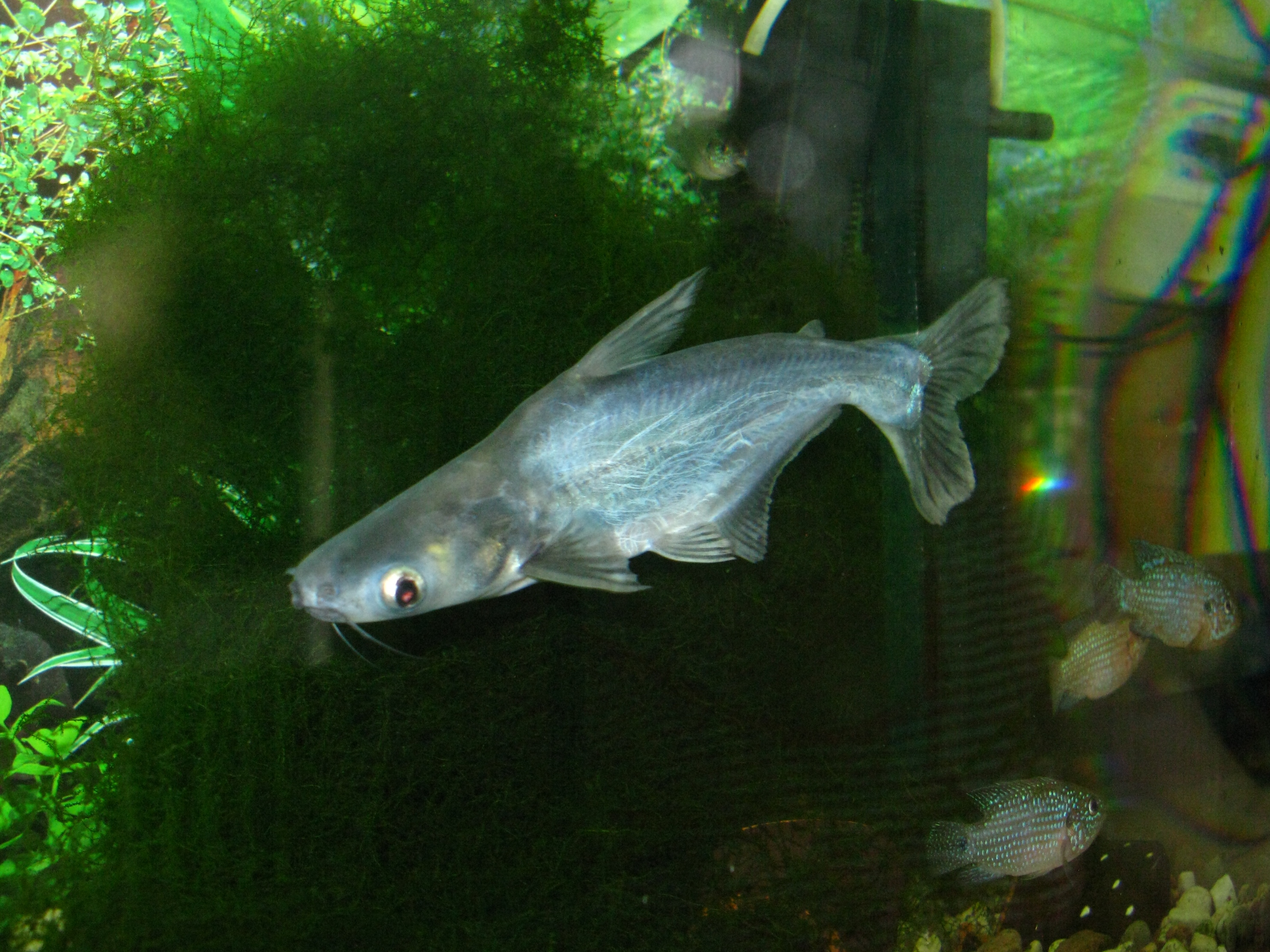
Акулий сом, или пангасиус (Pangasianodon hypophthalmus)
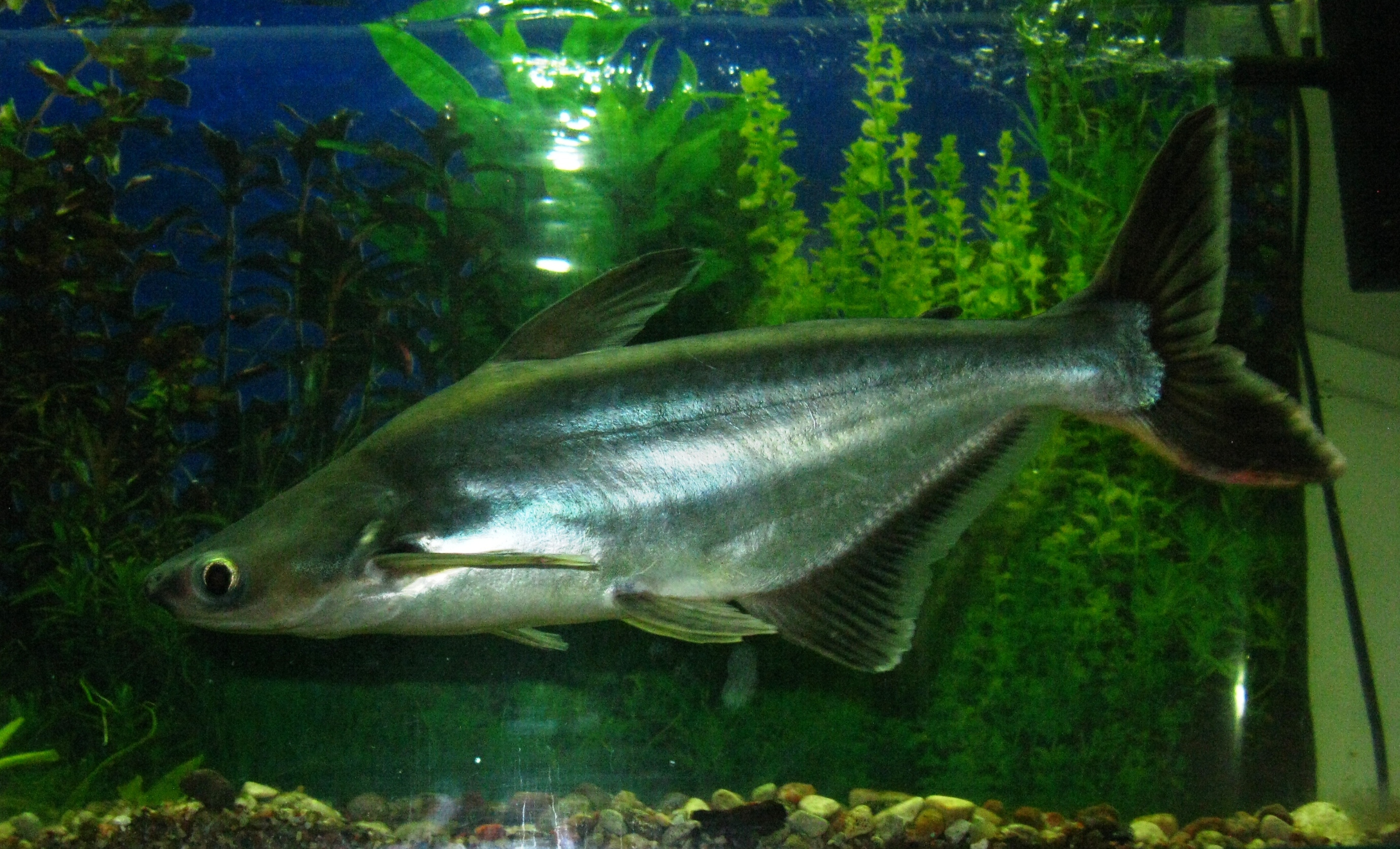
Акулий сом, или пангасиус (Pangasianodon hypophthalmus)
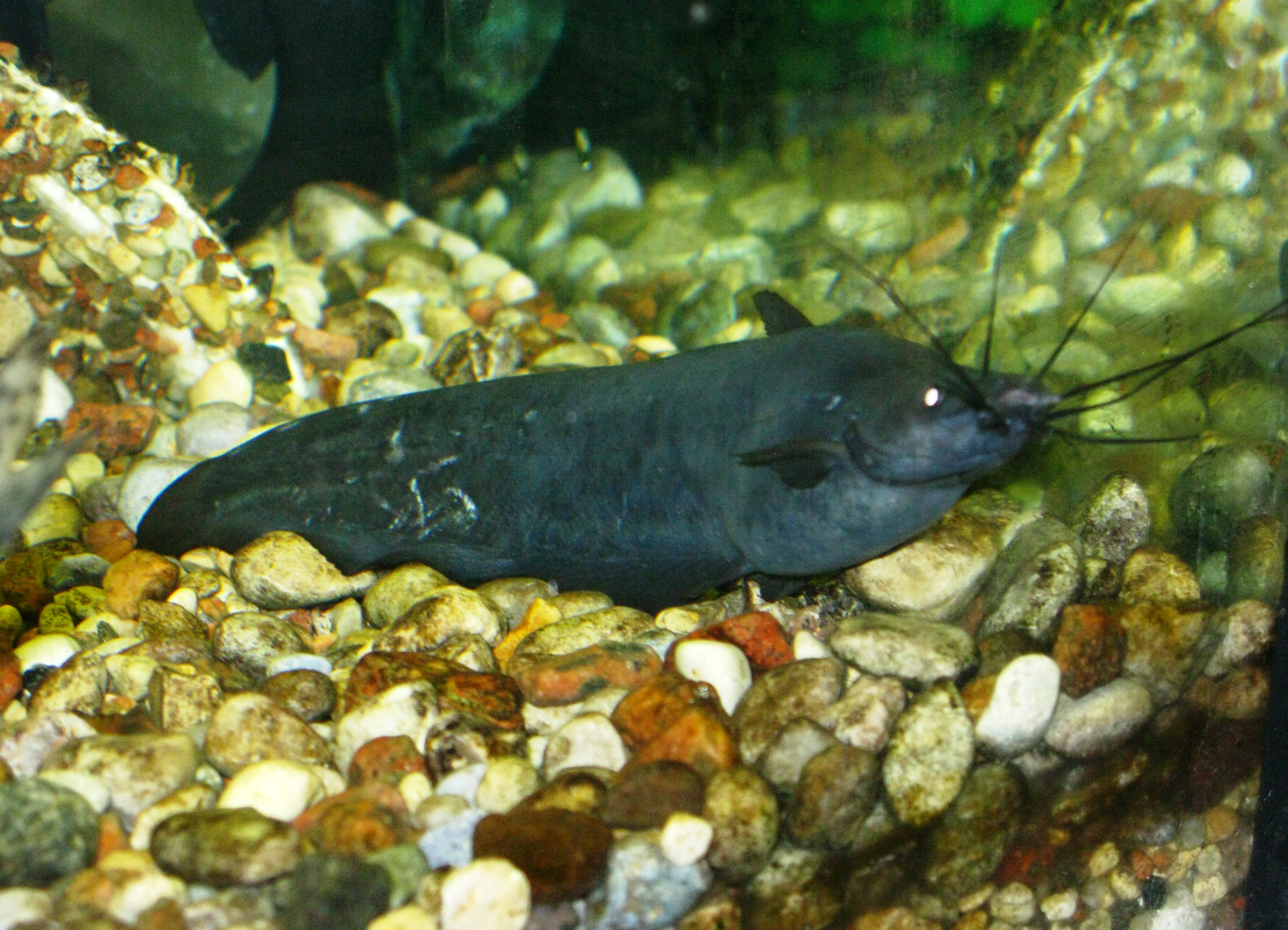
Мешкожаберный сом (Heteropneustes fossilis)
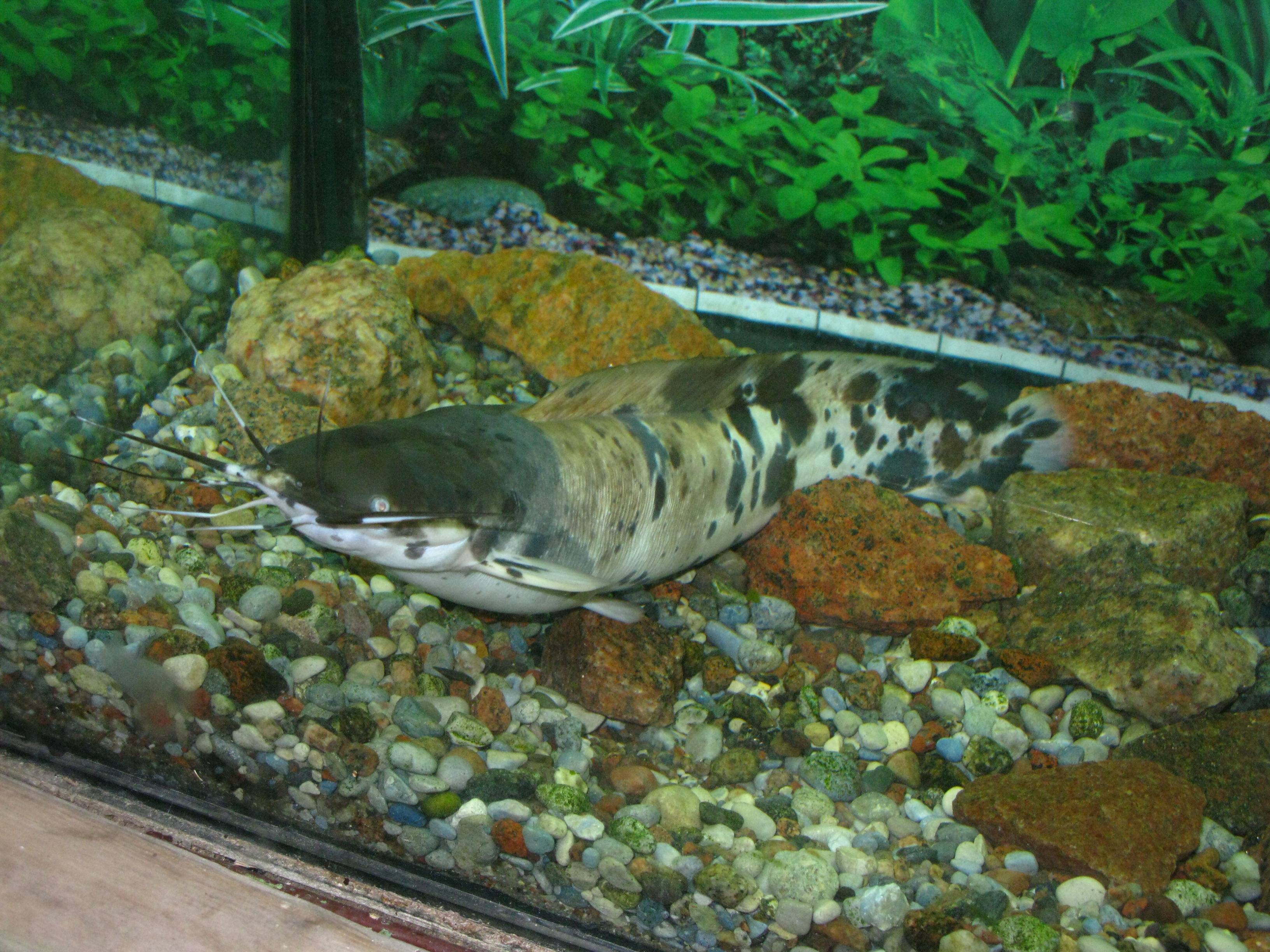
Лягушковый клариевый сом (Clarias batrachus)
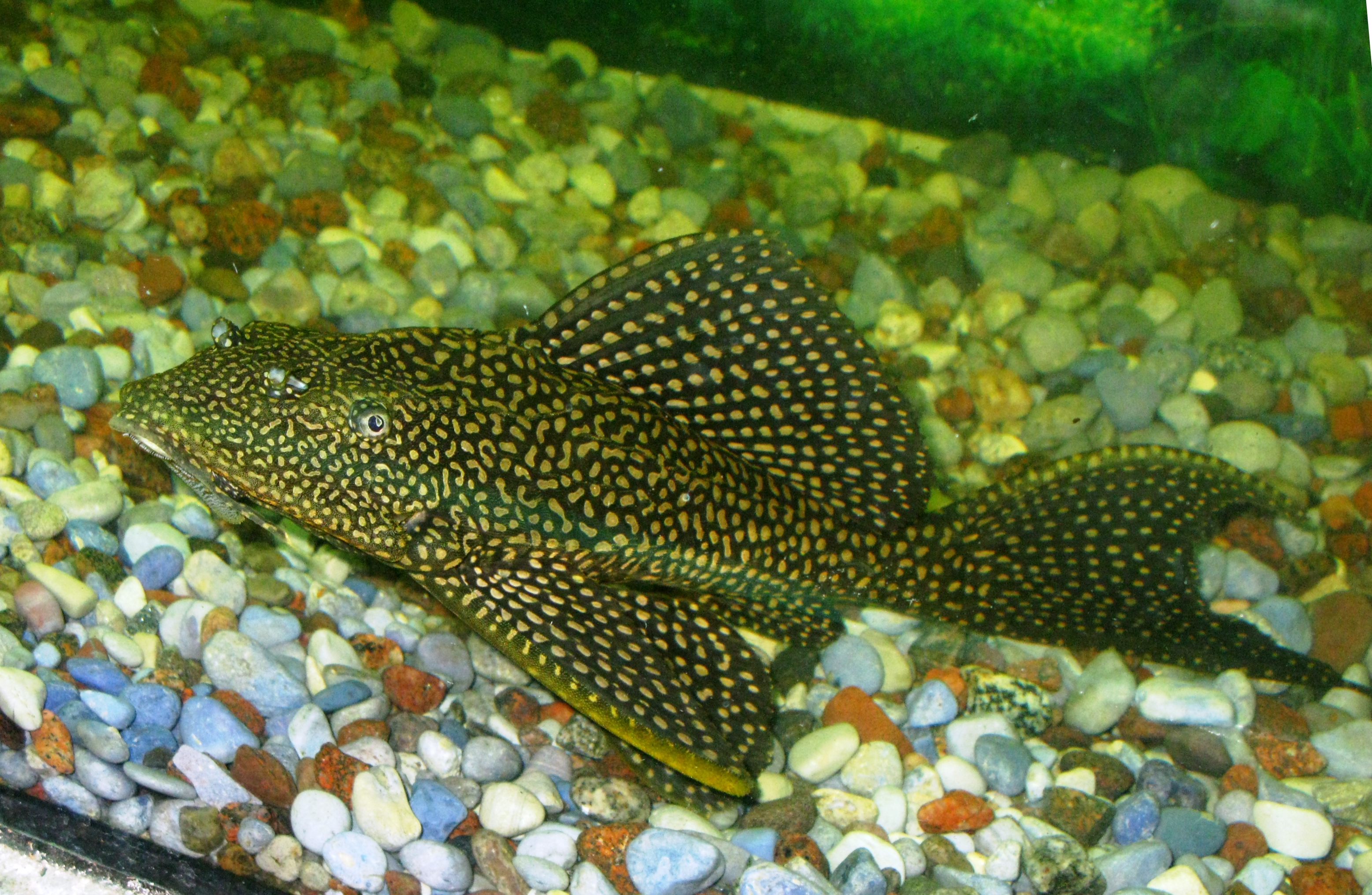
Пятнистый плекостом (Hypostomus plecostomus)

#### Харацинообразные

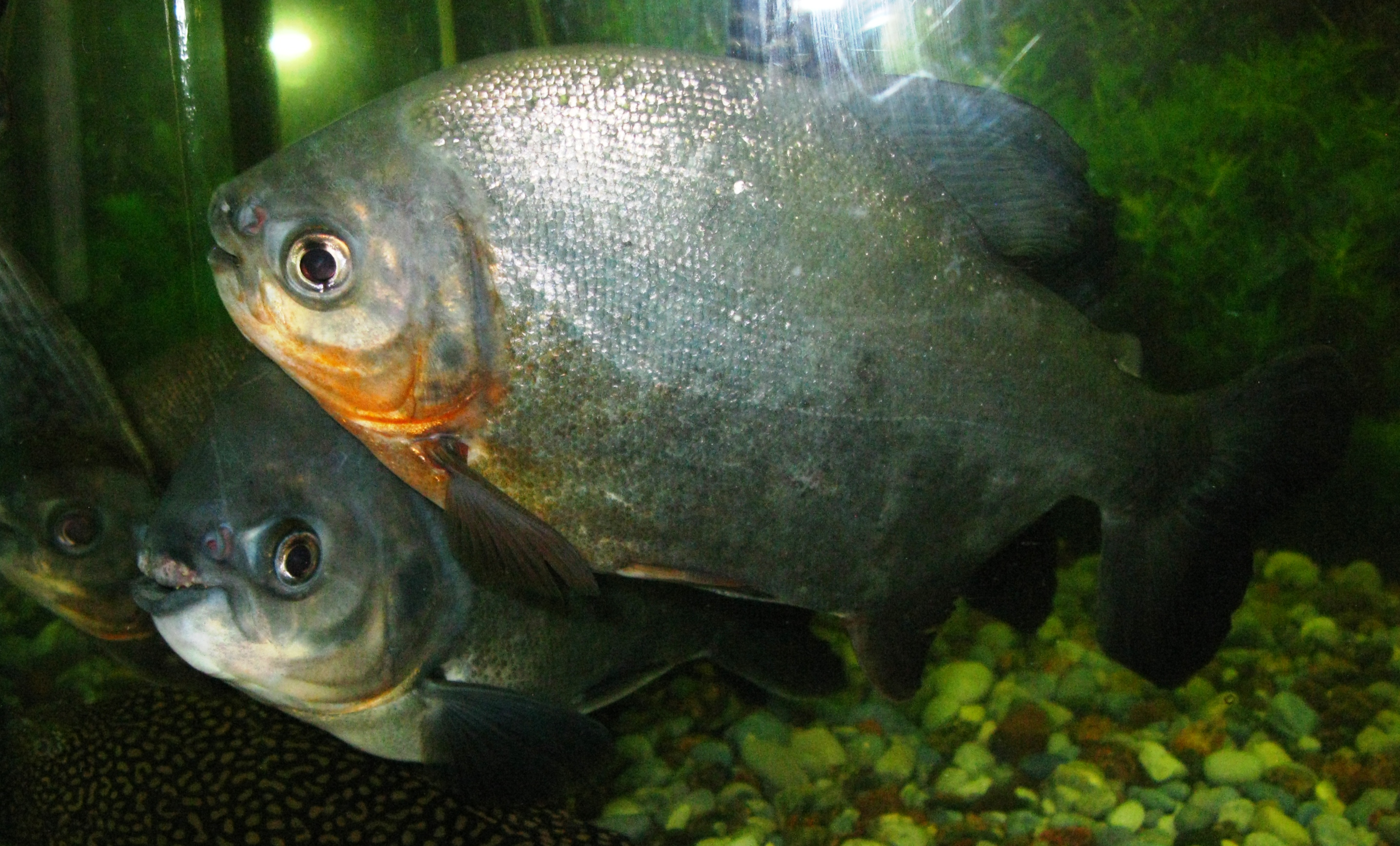
Красный паку (Colossoma bidens)
Тернеция (Gymnocorymbus ternetzi)

## Гродненский зоопарк в филателии
Художественный маркированный конверт со стандартной маркой и с памятным спецштепмелем (художник спецштепеля — Алексей Бушкин) был выпущен РО «Белпочта» 22 сентября 2002 года ко Дню коллекционера, посвящённому 75-летию Гродненского зоопарка. На рисунке изображён прежний (до реконструкции) главный вход в зоопарк.